# Ayrton Senna
Vous lisez un « article de qualité » labellisé en 2019.
Temple international de la renommée du sport automobile 2000

La signature d'Ayrton Senna.

Ayrton Senna, de son nom complet Ayrton Senna da Silva (/aˈiʁtõ ˈsẽnɐ dɐ ˈsiwvɐ/), est un pilote automobile brésilien, né le 21 mars 1960 à São Paulo et mort le 1er mai 1994 à Bologne, à la suite d'un accident lors du Grand Prix de Saint-Marin. Idole au Brésil où son statut a dépassé celui de champion sportif, il est considéré comme l'un des plus grands pilotes de l'histoire de la Formule 1 dont il remporte le titre de champion du monde à trois reprises, en 1988, 1990 et 1991, gagnant 41 Grands Prix et réalisant 65 pole positions durant les onze saisons qu'il a disputées.
Après avoir commencé la compétition au Brésil par le karting, il termine deux fois vice-champion du monde de la discipline en 1979 et 1980. Ayrton Senna commence ensuite son apprentissage en monoplace au Royaume-Uni l'année suivante. Champion de Grande-Bretagne de Formule Ford (Formule Ford 1600 en 1981 et Formule Ford 2000 en 1982) et de Formule 3 en 1983, il obtient sa place en Formule 1 au sein de la modeste écurie Toleman-Hart lors de la saison 1984. Dès son cinquième départ en Grand Prix, à Monaco le 3 juin, il se révèle aux yeux de tous les observateurs de la Formule 1 en obtenant son premier podium sous des trombes d'eau, échouant de justesse face au pilote qui deviendra son plus grand rival, Alain Prost. Engagé par Lotus-Renault l'année suivante, il s'y affirme durant trois saisons comme l'une des principales forces du plateau, en obtenant seize pole positions, six victoires ainsi qu'une troisième place au championnat en 1987.
En 1988, il rejoint Prost, devenu double champion du monde, chez McLaren-Honda, pour une saison où les deux pilotes partagent quinze victoires en seize courses et au terme de laquelle il obtient son premier sacre mondial. Prost remporte le championnat suivant ; Senna est à nouveau sacré en 1990 puis en 1991. Après deux saisons 1992 et 1993 plus compliquées pour ce qui est des résultats, mais remarquables au regard de l'écart important de performance sur le plan technologique avec les pilotes Williams-Renault, Senna décide de rejoindre cette écurie en 1994 avec l'objectif de conquérir un quatrième sacre mondial. Lors de la troisième course de la saison 1994, le Grand Prix de Saint-Marin disputé sur le circuit d'Imola, alors qu'il est en tête de la course, au septième tour, il est victime d'un accident mortel dans la courbe de Tamburello ; un accident auquel des millions de téléspectateurs assistent en direct et qui provoque une émotion internationale.
Plusieurs votes dans différentes consultations liées au sport automobile désignent Ayrton Senna comme le meilleur et le plus influent pilote de tous les temps. Il est notamment réputé pour son excellence sur un tour, dans l'exercice des qualifications : il est le recordman du nombre de pole positions de 1989 à 2006, seulement dépassé par Michael Schumacher puis par Lewis Hamilton. Il est également reconnu pour ses performances sur piste détrempée, avec des victoires d'anthologie comme au Grand Prix du Portugal 1985 (la première de sa carrière), au Grand Prix d'Europe 1993 à Donington, et sa deuxième place sous le déluge en 1984 à Monaco, un circuit où il détient un record de six victoires. En matière de succès, il occupe encore la sixième place des pilotes les plus victorieux en ayant couru 161 Grands Prix. Sa rivalité au sommet avec le Français Alain Prost fait partie des grandes heures de la Formule 1 ; deux fois, en 1989 et en 1990, et au même endroit, sur le circuit de Suzuka, le titre se joue entre les deux pilotes sur des accrochages et des polémiques.

## Biographie

### Naissance d'un pilote

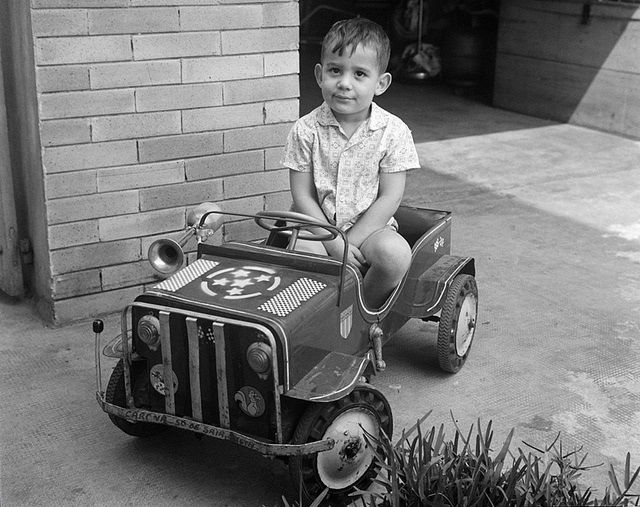
Senna, ici à trois ans, est très vite passionné par le sport automobile.

Ayrton Senna da Silva naît dans une famille aisée de Santana, un quartier situé au nord de São Paulo, poumon économique du Brésil. Il est le fils de Milton da Silva, riche propriétaire terrien brésilien et gérant d'une société de métallurgie, fournisseur privilégié de l'industrie automobile brésilienne, et de son épouse Neide Senna da Silva. Il a une sœur aînée, Viviane, et un frère plus jeune de six ans, Leonardo.
La propriété où Senna passe les quatre premières années de sa vie appartient au père de Neide, João Senna, et est située dans une vaste zone où ils développent et exploitent du matériel aéronautique ainsi qu'un aéroport ; cet environnement développe très vite l'intérêt du jeune Brésilien pour les voitures et le sport automobile. Très sportif, Senna excelle en gymnastique mais rencontre des problèmes de coordination motrice qui poussent ses parents à lui faire passer, à quatre ans, un électroencéphalogramme, lequel ne révèle aucun problème,,,
Surnommé « Beco », Senna apprend à conduire une Jeep dès l'âge de sept ans, autour de la ferme familiale, en s'exerçant à écouter le son du moteur afin de connaître le bon moment pour changer de vitesse. Il fréquente le collège de Rio Branco où il obtient son diplôme en 1977 avec une cinquième année en physique et mathématiques, en chimie et en anglais. Il s'inscrit ensuite dans un collège spécialisé en administration des affaires mais abandonne après trois mois. Dans l'ensemble, ses notes atteignent 68 %,,,,,,,.
Senna commence le karting à l'âge de treize ans avec un kart construit par son père lorsqu'il avait quatre ans, avec l'aide d'un moteur de tondeuse à gazon : « Au début, je ne faisais cela que pour mes propres sensations. Je ne connaissais rien aux voitures de course mais cela m'amusait d'appuyer sur l'accélérateur ou sur le frein ainsi que ressentir la vitesse. » Très vite engagé sur le circuit d'Interlagos, le jeune Brésilien commence sa première course en réalisant la pole position face à des rivaux plus âgés de plusieurs années. Le jour de la course, il profite de sa petite taille et de sa légèreté pour mener la quasi-totalité de la course, avant d'abandonner à cause d'une collision avec un adversaire,. Les résultats de Senna convainquent son père de le soutenir et de le confier à Lucio Pascal Gascon, surnommé « le Tchê », ancien mécanicien des frères Wilson et Emerson Fittipaldi. Très vite il façonne son talent et l'initie à la mécanique de précision : « Sur le circuit, sa trajectoire était calculée au millimètre près avec la volonté de gagner des dixièmes. Il a réinventé l'art de piloter un kart. Dès que je l'ai rencontré, j'ai ressenti quelque chose de profond en moi,. »
Les résultats sont immédiats : champion d'Amérique du Sud de karting en 1977, Senna convainc une écurie italienne de le recruter et participe au championnat du monde de karting de 1978 à 1982. Équipier de Terry Fullerton en 1978, Senna considère plus tard ce dernier comme le rival envers lequel il a le plus de respect, notamment dû au fait qu'à cette époque, seul le pilotage compte, sans enjeu économique ou politique. S'il obtient de nombreuses victoires et apprend beaucoup aux côtés de son équipier, Senna ne remporte aucun titre mondial, échouant à deux reprises au second rang en 1979 et 1980. Son chef d'équipe comprend très vite les qualités du jeune pilote : « Ce qui est sûr c'est qu'il a la faculté de comprendre les bolides. Je crois qu'il est né avec ce don. C'est quelque chose qui le différencie des autres pilotes,,,,,,,,,. »

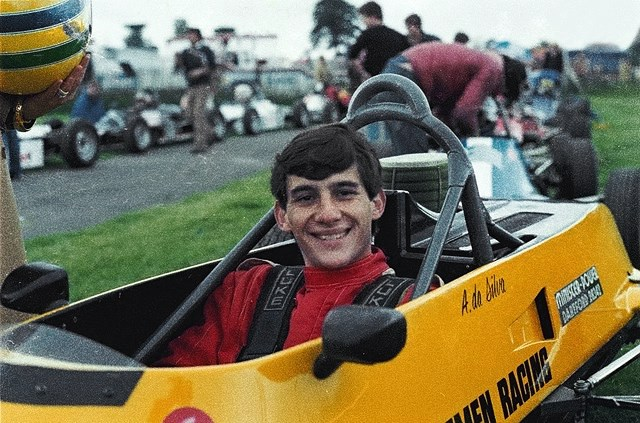
Ayrton Senna à ses débuts, en Formule Ford, en 1981.

En 1981, Senna émigre au Royaume-Uni afin de débuter en monoplace. Dans un pays où le sport automobile est très populaire, il ne tarde pas à se forger une solide réputation, malgré la pression de ses parents qui ne souhaitent pas le voir poursuivre dans cette voie risquée. Ce n'est qu'au dernier moment que Senna se voit proposer un volant et un contrat importants au sein de l'écurie Van Diemen, qui a l'habitude de donner sa chance aux pilotes sud-américains, et ce, sur les seuls conseils de Chico Serra, un jeune pilote ayant concouru avec lui en karting et connaissant sa rapidité,,. Malgré son statut de néophyte, les doutes initiaux de son équipe et sa difficile adaptation au style de vie britannique, le Brésilien s'affirme rapidement et remporte dès sa première saison douze victoires et dix-huit podiums en vingt courses, ainsi que le titre de champion de Formule Ford 1600 britannique en 1981,. Ralph Firman, patron de l'écurie, déclare alors : « Lorsque je l'ai recruté, j'avais vaguement entendu parler de sa réputation en kart, mais cela ne fait pas un pilote de monoplace pour autant. Mais j'ai rapidement compris à Brands Hatch à qui j'avais affaire. Alors qu'il pleuvait des trombes d'eau, Senna a demandé d'augmenter la pression des pneus. Je l'ai laissé faire lorsqu'il m'a rétorqué : « Si je paye, je fais ce que je veux avec cette voiture ». En cinq minutes, il en avait dit plus qu'en deux mois, et il écrasait la course. Dès le milieu de la saison, en voyant la domination d'Ayrton, j'ai dit à mon mécanicien qu'il allait être champion du monde, ce à quoi il m'a répondu que nous étions en championnat britannique. Je lui ai alors répondu qu'il le serait en Formule 1. »
Malgré une nouvelle offensive de sa famille, il enchaîne la saison suivante en accrochant facilement, pour la première fois sous le nom de jeune fille de sa mère, Senna (le nom Da Silva est en effet l'un des plus répandus dans son pays et le Brésilien souhaite se démarquer), les championnats de Formule Ford 2000 britannique et européen, des performances qui attisent l'intérêt de l'écurie McLaren en Formule 1,. Impressionné par les performances du jeune Senna, Ron Dennis, manager de l'écurie britannique, lui propose de financer sa prochaine saison en championnat de Grande-Bretagne de Formule 3, ce que le Brésilien refuse : « Il m'a dit qu'il ne signerait ce contrat que si je lui garantissais un volant en Formule 1 ! J'étais gérant d'écurie de Formule 1 et un jeune pilote de Formule 2000 me posait un tel ultimatum,,. » Engagé en 1983 dans le très relevé championnat de Formule 3, il survole le début de saison en réalisant huit pole positions et neuf victoires en autant de courses, et résiste au retour de son rival britannique Martin Brundle qui domine la seconde partie de saison,,,,,,,,,.
Sa rapidité alliée à un style très agressif ne passent pas inaperçus et plusieurs écuries de Formule 1 le surveillent avec assiduité. Ainsi, durant l'été 1983, alors que sa saison de Formule 3 n'est pas encore achevée, il persuade Frank Williams de le convier à un test de l'écurie Williams sur le circuit de Donington Park : Senna réalise le meilleur temps jamais obtenu par une Williams sur le circuit britannique, alors que les mécaniciens, à la demande de Williams, avaient volontairement rajouté plus de 75 litres d'essence à la monoplace sans le prévenir,. Quelques mois plus tard, McLaren et Brabham testent l'espoir brésilien, qui ne cesse d'impressionner. Au cours de ces tests, seul Nelson Piquet, champion du monde en titre, parvient à réaliser un meilleur temps que Senna,,. Ces grandes écuries sont impressionnées par les qualités de Senna mais le trouvent « trop tendre ». Seul Ron Dennis lui propose un contrat à long terme mais sans assurance immédiate de piloter en tant que titulaire, Niki Lauda et Alain Prost étant engagés dans le championnat du monde de Formule 1 1984. Ainsi, c'est au sein de la modeste mais ingénieuse écurie Toleman que Senna fait ses débuts en Grand Prix, à 24 ans, au terme de négociations serrées avec Alex Hawkridge : « Nous étions sa seule option mais cela ne l'a pas empêché de nous imposer certaines conditions, dans le cadre d'une négociation à sens unique avec des avocats brésiliens qui ne parlaient pas un mot d'anglais, et dans laquelle la rémunération du pilote n'entrait absolument pas en compte. Le point clé reposait sur l'assurance de fiabilité de notre monoplace. Il voulait absolument intégrer une clause selon laquelle, si la voiture n'était pas performante, il pourrait partir voir ailleurs. Rory Byrne m'a dit d'accepter cette clause car selon lui, le Brésilien se prendrait rapidement au jeu de vouloir développer une monoplace,,,,,. »

### La découverte de la Formule 1 chez Toleman

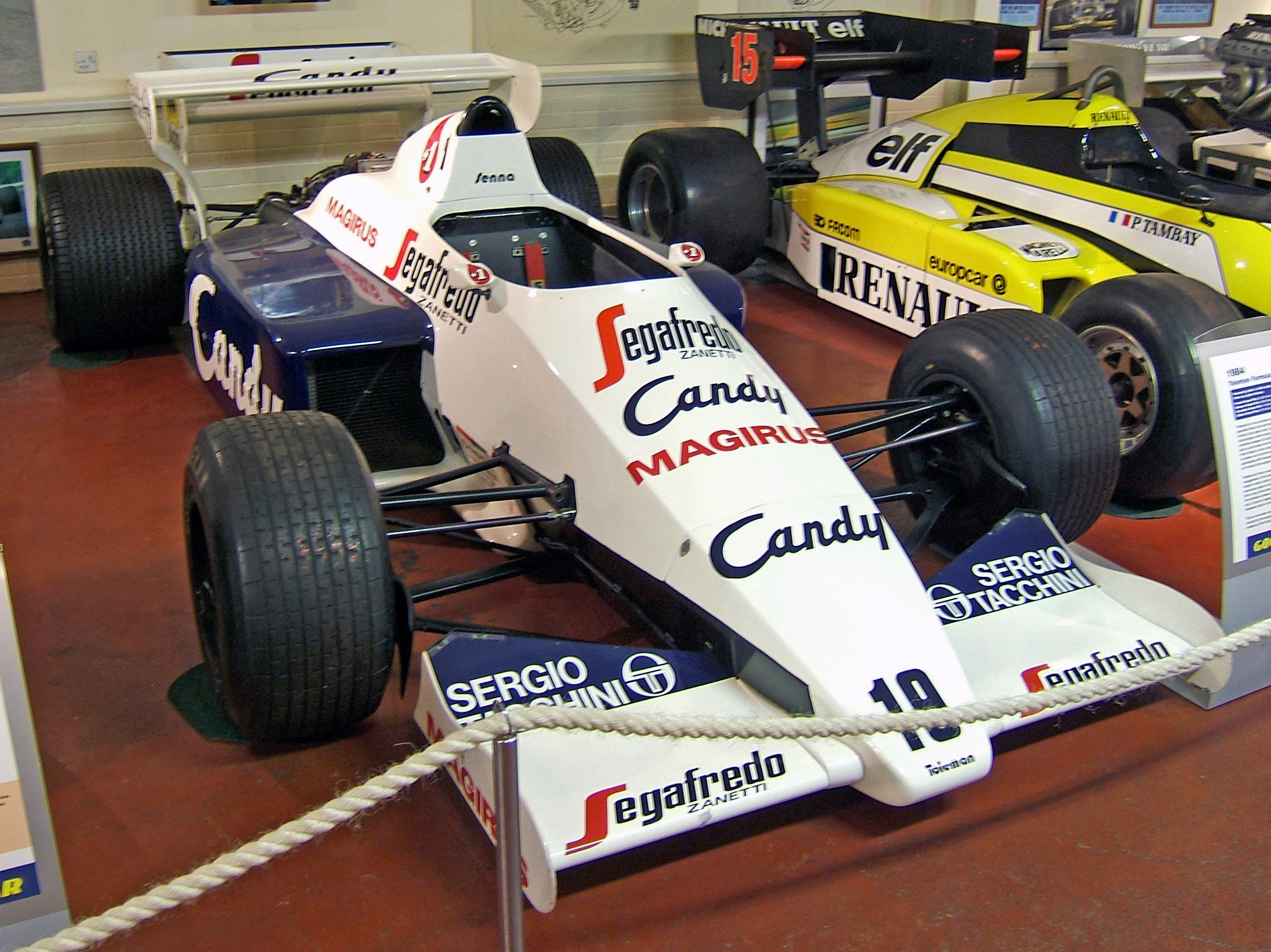
La Toleman TG184 pilotée par Ayrton Senna en 1984.

Si Senna effectue ses premiers tours de roues dans le ventre mou du peloton, sa monoplace TG184, conçue par des jeunes ingénieurs de talent tels que Rory Byrne ou encore Pat Symonds, et équipée d'un moteur Hart 415T, s'avère plus compétitive que prévu. Très appliqué et investi, le Brésilien devient rapidement le catalyseur de sa nouvelle écurie, qui s'adapte parfaitement à sa personnalité taciturne, et surclasse son coéquipier vénézuélien Johnny Cecotto, souvent de plus de deux secondes,. Il inscrit ses premiers points à l'occasion des deuxième et troisième courses de sa carrière en terminant sixième des Grands Prix d'Afrique du Sud et de Belgique,. Réputé chétif, il comprend aussi très vite l'écart physique et mental entre les courses de catégories inférieures, qui se disputent sur une demi-heure, et les grands prix de Formule 1 qui se courent souvent sur plus de soixante tours à haute vitesse : « En Formule 1, il faut développer sa forme physique mais aussi sa force mentale. C'est un exercice qui implique ces deux aspects de vous-même. Le corps et l'esprit. Je dois l'approfondir pour progresser et surtout apprendre à mieux me connaître,. »
Malgré ce constat, son statut change définitivement à l'occasion de la sixième épreuve de la saison (son cinquième départ dans la discipline), au Grand Prix de Monaco. Alors que des trombes d'eau s'abattent sur Monaco et mettent en déroute la plupart des pilotes, Senna profite de pneumatiques « pluie » similaires à ceux de McLaren pour livrer une prestation solide. L'épreuve est arrêtée à cause de la pluie par le directeur de course Jacky Ickx à l'issue du trente-deuxième des soixante-dix-sept tours prévus. Le drapeau rouge est agité par les commissaires de piste au virage de La Rascasse, ainsi que le drapeau noir, qui n'a pourtant pas de réelle utilité à ce moment, au virage Antony Noghès. La réglementation stipule que lorsque le drapeau rouge est brandi, les pilotes doivent rejoindre la grille « à vitesse raisonnable ». Alain Prost, alors en tête de la course, se conforme au règlement et arrête sa monoplace juste devant la ligne de départ, au niveau des commissaires brandissant le drapeau rouge et le drapeau à damier, signifiant que la course est arrivée à son terme et qu'il n'y aura pas de seconde manche. Senna, qui effectue une spectaculaire remontée et a repris près de 25 secondes au Français en une douzaine de tours, refuse d'obtempérer aux ordres des commissaires de course et n'arrête pas sa monoplace devant les drapeaux : ce faisant, il franchit le premier la ligne d'arrivée, mais en contrevenant à la réglementation, la course étant interrompue. Il échappe finalement à la disqualification et est classé deuxième de la course,,. Persuadé d'avoir été privé d'un succès par les officiels, il déclare quant à sa performance sous la pluie : « Quand il pleut, vous risquez de perdre le contrôle ou de percuter quelqu'un qui perd le contrôle mais si vous sentez que vous dominez la situation alors c'est vous qui agissez sur les événements au lieu de les subir,. »
Le Brésilien poursuit sa saison d'apprentissage par de belles performances sur les différents circuits du championnat du monde et obtient deux nouveaux podiums : troisième au Grand Prix de Grande-Bretagne (derrière Niki Lauda et Derek Warwick), et troisième au Grand Prix du Portugal (derrière les McLaren de Prost et Lauda). S'il reste victime du manque chronique de fiabilité de sa monoplace, comme l'attestent ses onze abandons en seize courses, ses 13 points lui permettent de terminer dixième d'un championnat dominé pour la troisième fois par l'Autrichien Niki Lauda. Les exploits monégasques de Senna ainsi que son potentiel, bien qu'entrevu de façon épisodique cette année-là, lui permettent d'obtenir un volant très compétitif pour la saison suivante, au sein de l'écurie britannique Lotus-Renault, réputée à la pointe de l'aérodynamique mais dont le moteur manque encore de fiabilité,,.

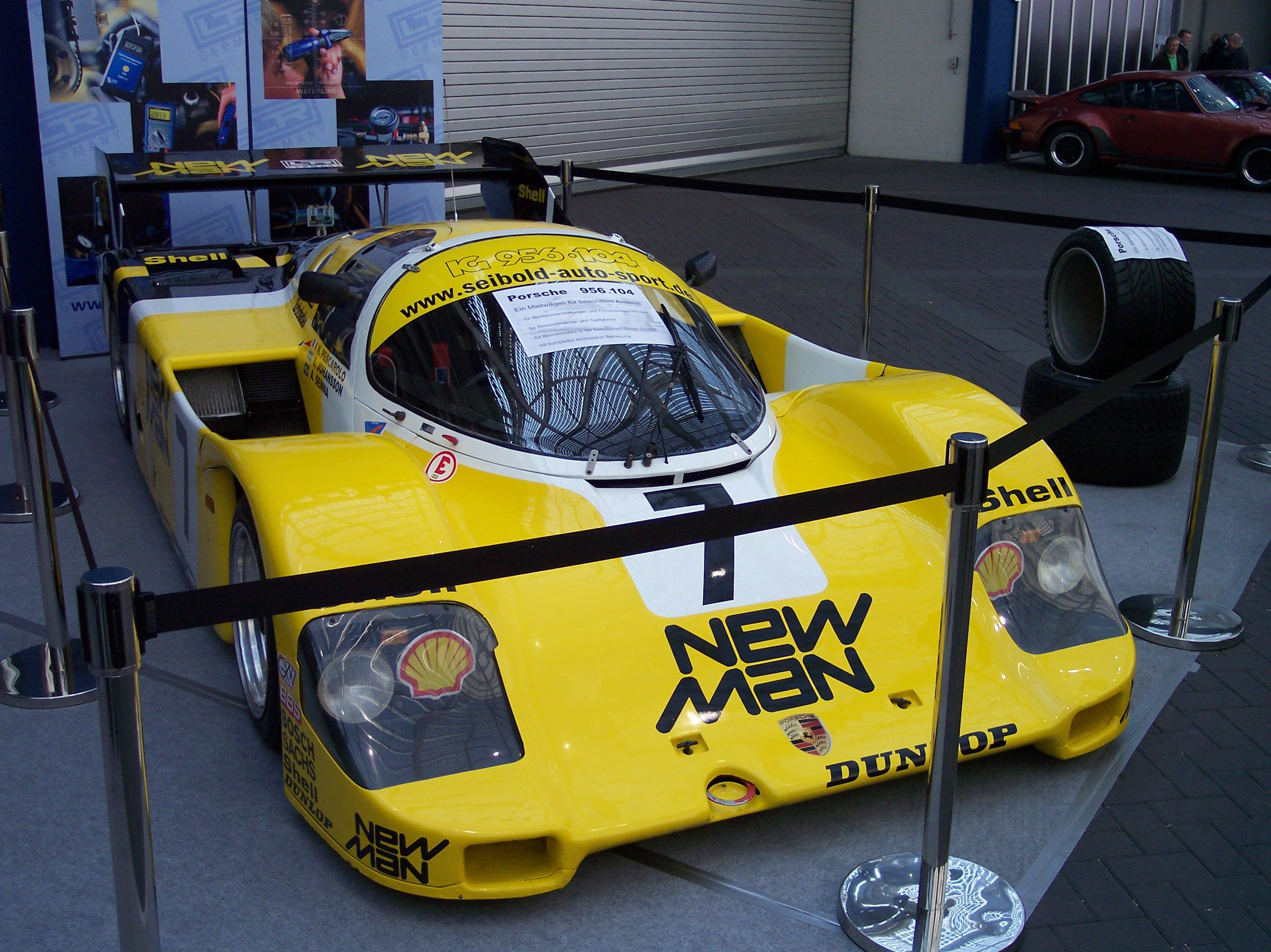
La Porsche 956 avec laquelle Senna dispute sa seule course d'endurance, au Nürburgring, en 1984.

En marge de la saison de Formule 1, Senna fait la rencontre d'Alain Prost dans le cadre d'une course caritative disputée en Allemagne. Ce dernier déclare : « On m'a demandé si je pouvais faire le trajet de l'aéroport de Francfort jusqu'au Nürburgring. Pendant le trajet, nous avons discuté et je le trouvais très sympa et drôle. Ensuite, nous sommes entrés sur le circuit pour chauffer les voitures. J'ai obtenu la pole et Ayrton la seconde ligne. Après ça, il ne m'a plus adressé la parole du weekend et le lendemain il remportait la course en usant de manœuvres très osées à mon endroit. Je me suis dit alors que je devrais garder à l’œil ce jeune homme. Deux semaines plus tard, il me chassait à Monaco. »
Le 15 juillet, Senna dispute les 1 000 kilomètres du Nürburgring, quatrième manche du championnat du monde des voitures de sport au volant de la Porsche 956 no 7 du Joest Racing. En compagnie de Henri Pescarolo et Stefan Johansson, il termine huitième du classement général. Malgré de belles performances en piste, cette expérience ne plait pas à Senna, qui préfère se concentrer sur son avenir en Formule 1. Henri Pescarolo déclare après la course : « Je ne le connaissais pas plus que ça à la base. Il a pris ma voiture, a couvert cinq tours en améliorant mon temps de trois secondes lors de chacun d'eux, puis est rentré au stand, lâchant d'emblée que c'était trop lourd et trop lent pour lui. Je me rappelle qu'il était discret, très observateur et totalement silencieux. » Reinhold Joest, manager de l'équipe, ajoute : « Malgré le fait qu'il n'était absolument pas intéressé, Senna est resté très classe. Il est resté une heure avec moi pour débriefer, et il a pris le temps ensuite d'enregistrer une cassette audio contenant ses impressions sur le moteur, le comportement de la voiture ainsi que quelques pistes d'évolution pour nous aider à progresser et cela nous a beaucoup aidés,,,. »

### Les années Lotus

#### 1985: les premiers succès

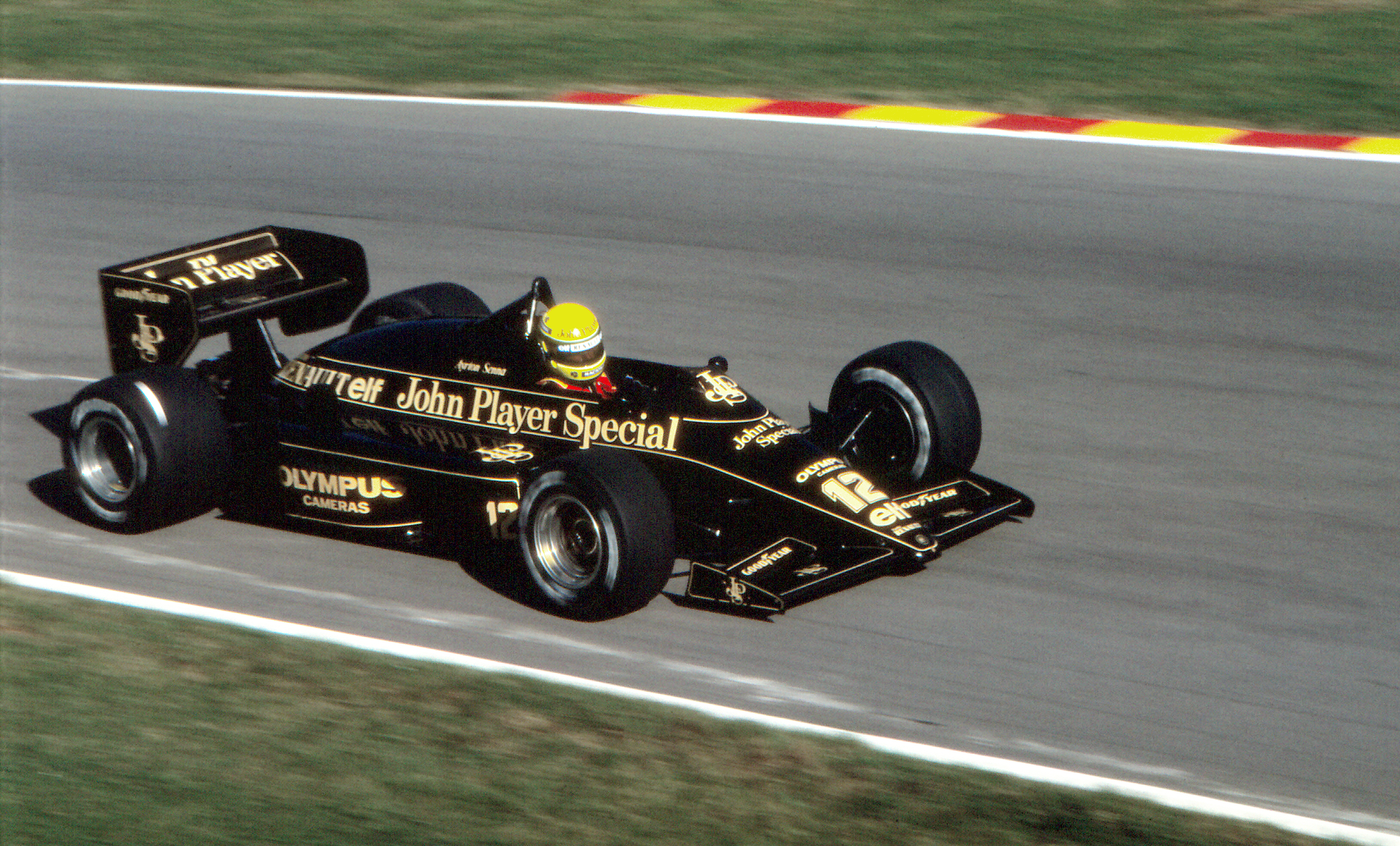
Ayrton Senna au volant de la Lotus 97T durant le Grand Prix d'Europe 1985.

Chez Lotus, le Brésilien intègre une écurie dirigée par l'ingénieur français Gérard Ducarouge, et découvre son nouveau coéquipier italien Elio De Angelis, troisième du championnat en 1984. La monoplace se montre très rapide et doit permettre à la firme britannique – qui comptabilise treize titres mondiaux – de retrouver les avant-postes, malgré le décès de Colin Chapman,,. En dépit d'une Paralysie faciale idiopathique qui l'empêche de s'exprimer durant la quasi-totalité de l'intersaison, Senna ne se résigne pas et confirme immédiatement son potentiel lors du Grand Prix du Brésil disputé sur le circuit de Jacarepaguá, qui ouvre la saison et au cours duquel, devant un public acquis à sa cause, et s'élançant quatrième sur la grille, il lutte quarante-huit tours pour le podium avant d'abandonner sur une panne électrique, et assiste, déçu, au podium de son coéquipier,,.

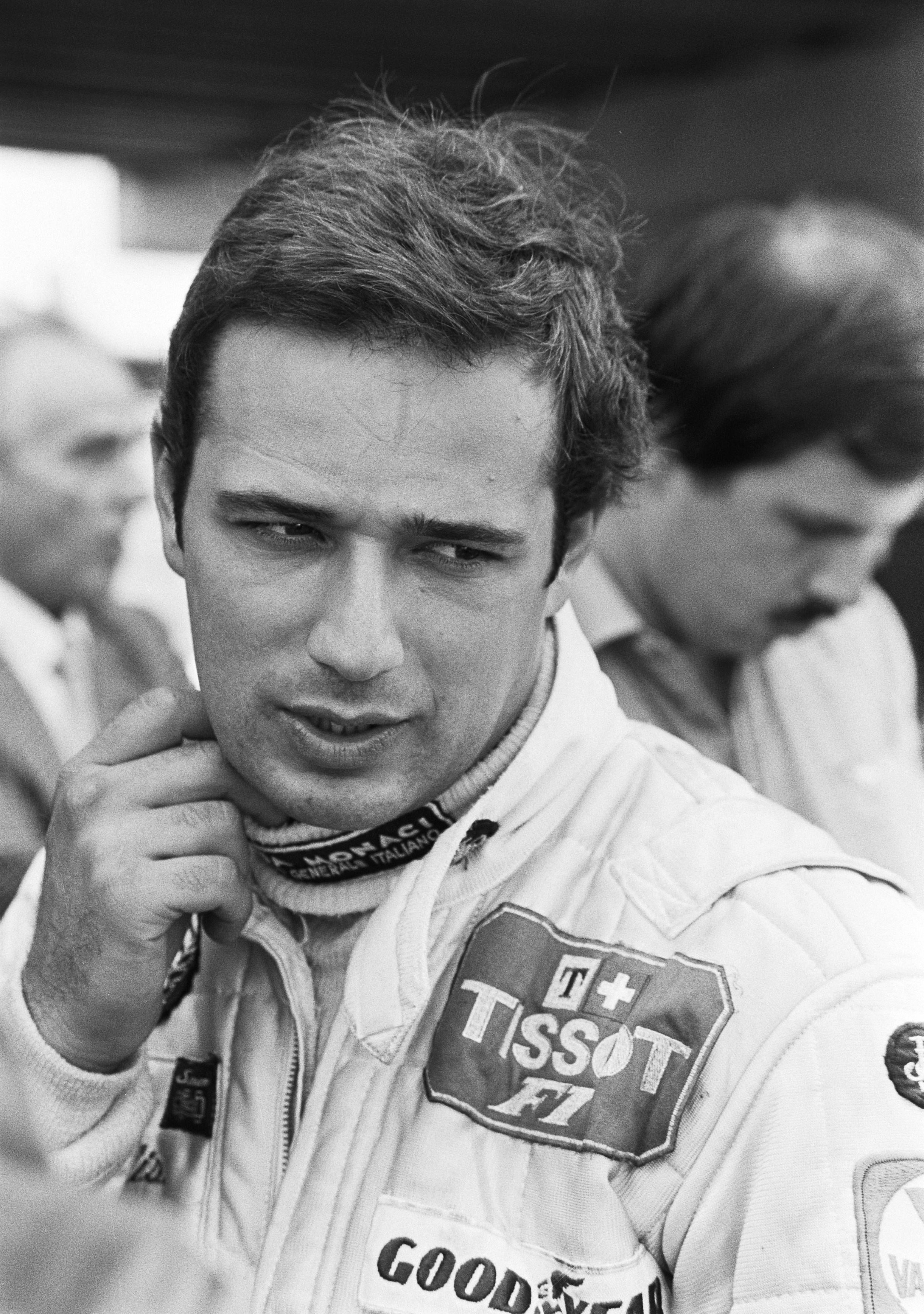
Elio De Angelis, équipier de Senna en 1985, dans les paddocks du Grand Prix des Pays-Bas en 1982.

Deux semaines plus tard, le Brésilien confirme son exceptionnelle aptitude à piloter sur piste mouillée, entrevue l'année précédente dans les rues de Monaco, en remportant, le 21 avril 1985, sous un déluge, le premier Grand Prix de sa carrière, au Portugal à Estoril. Auteur la veille de sa première pole position, le Brésilien survole la course en établissant le meilleur tour, et en reléguant son dauphin, l'Italien Michele Alboreto, à plus d'une minute. Ces trois succès constituent le premier hat trick de sa carrière : « Les gens pensent que j'ai réalisé une course parfaite ce jour-là mais je n'ai fait que des erreurs et me suis même retrouvé à plusieurs reprises les quatre roues dans l'herbe. À un moment, j'ai fait la même erreur qui a valu à Prost un tête-à-queue mais j'ai eu la chance de rester sur la piste. Je suis fier de cette victoire mais je suis aussi conscient que cette course n'aurait jamais dû se dérouler,,. »[pas clair]
Les semaines suivantes, Senna profite des 800 chevaux du moteur Renault V6 turbocompressé pour réaliser quatre nouvelles pole positions sur les circuits d'Imola, de Monaco (en améliorant de plus d'une seconde le précédent record d'Alain Prost), de Détroit et de Monza,,,,,,,. Cependant, la puissance du moteur ne garantit pas sa fiabilité en course, ce que Senna et son coéquipier constatent régulièrement. En effet, les sept abandons consécutifs du Brésilien entre son succès portugais et le Grand Prix d'Allemagne 1985, conduisent les ingénieurs et Senna à travailler d'arrache-pied pour permettre aux monoplaces de trouver un meilleur rythme de course,,. Le déclic intervient lors du Grand Prix d'Autriche, que le Brésilien conclut en deuxième position derrière Prost. C'est le début d'une série de podiums pour le pilote brésilien, qui se classe troisième à Zandvoort, puis de nouveau troisième à Monza,. Senna aborde le Grand Prix de Belgique en quatrième position au championnat, loin derrière Prost et Alboreto qui se disputent le titre mais avec seulement sept points de retard sur son coéquipier Elio de Angelis,. Le Brésilien est en outre courtisé par des écuries réputées, dont Brabham car le directeur de l'écurie britannique Bernie Ecclestone souhaite remplacer Nelson Piquet par un jeune pilote doué et, si possible, de nationalité brésilienne. Senna, particulièrement apprécié chez Lotus pour ses qualités de pilotage et son acuité rare dans le dialogue technique avec les ingénieurs, en plus d'être très proche de Gérard Ducarouge, lui oppose une fin de non-recevoir et confirme son volant chez Lotus pour la saison 1986,.
Disputé sur le sélectif tracé de Spa-Francorchamps, le Grand Prix de Belgique offre à Senna une nouvelle occasion de démontrer ses qualités de pilotage en conditions humides. Alors que Prost mène une course tactique et économe pour assurer des points pour le titre mondial, le Brésilien, deuxième sur la grille, profite de sa supériorité sous la pluie et remporte la deuxième victoire de sa carrière, avec plus de vingt secondes d'avance sur Nigel Mansell et le Français. Il dépasse ainsi son coéquipier et rival Elio de Angelis de deux points au championnat,,. Auteur de deux nouvelles pole positions et d'un podium (deuxième derrière Mansell à Brands Hatch à l'occasion du Grand Prix d'Europe où Alain Prost s'adjuge le titre mondial), Senna conclut la saison par deux abandons à Kyalami (en Afrique du Sud) et à Adélaïde (en Australie). Il termine quatrième du championnat, à deux points du Finlandais Keke Rosberg qui complète le podium derrière Prost et Alboreto,,.
Devenu la référence en matière de qualifications au cours d'une saison qui le voit obtenir sept pole positions, le Brésilien profite du départ de son coéquipier Elio de Angelis, avec lequel les relations se sont ternies au fil de la saison, le Brésilien ne concevant pas l'amitié entre pilotes partageant le même équipement. Senna obtient ainsi un pouvoir plus élargi au sein de la Team Lotus, que ne devrait pas lui contester son nouveau coéquipier, Johnny Dumfries dont l'arrivée fait suite au veto apposé par Senna quant à la venue de Derek Warwick, un pilote plus réputé qui possède en outre l'avantage de bien connaître les moteurs Renault. En effet, pour Senna, il est impossible sur un plan économique que Lotus puisse se consacrer à deux pilotes de pointe,,. Il reste conscient du chemin à faire pour devenir meilleur : « À bien des égards, les défauts et les qualités sont liés. Ma détermination à aller de l'avant en est une mais c'est aussi une grande faiblesse car elle me conduit à ne jamais renoncer. Or, parfois, il faut savoir renoncer pour changer de direction. Cela m'aurait bien aidé durant l'été. » Son ingénieur Ducarouge ajoute : « Il est très exigeant avec les autres autant qu'avec lui-même. Après sa victoire à Estoril, il m'a reproché de lui avoir présenté un panneau lui indiquant de ralentir le rythme alors qu'il roulait trois secondes plus vite au tour que tout le monde. Il m'a dit : « On ne dit jamais à un pilote de lever le pied, c'est dangereux ! » On a décroché sept pole positions, au grand dam des autres équipes qui durant le contrôle technique examinaient chaque fois la monoplace sur toutes les coutures afin de déceler une tricherie. Je leur ai lancé : « Si vous voulez disqualifier quelque chose, disqualifiez le pilote. Il n'y a que cela de magique dans notre voiture ! » C'est à partir de ce moment qu'Ayrton a été surnommé Magic. »

#### 1986: la confirmation

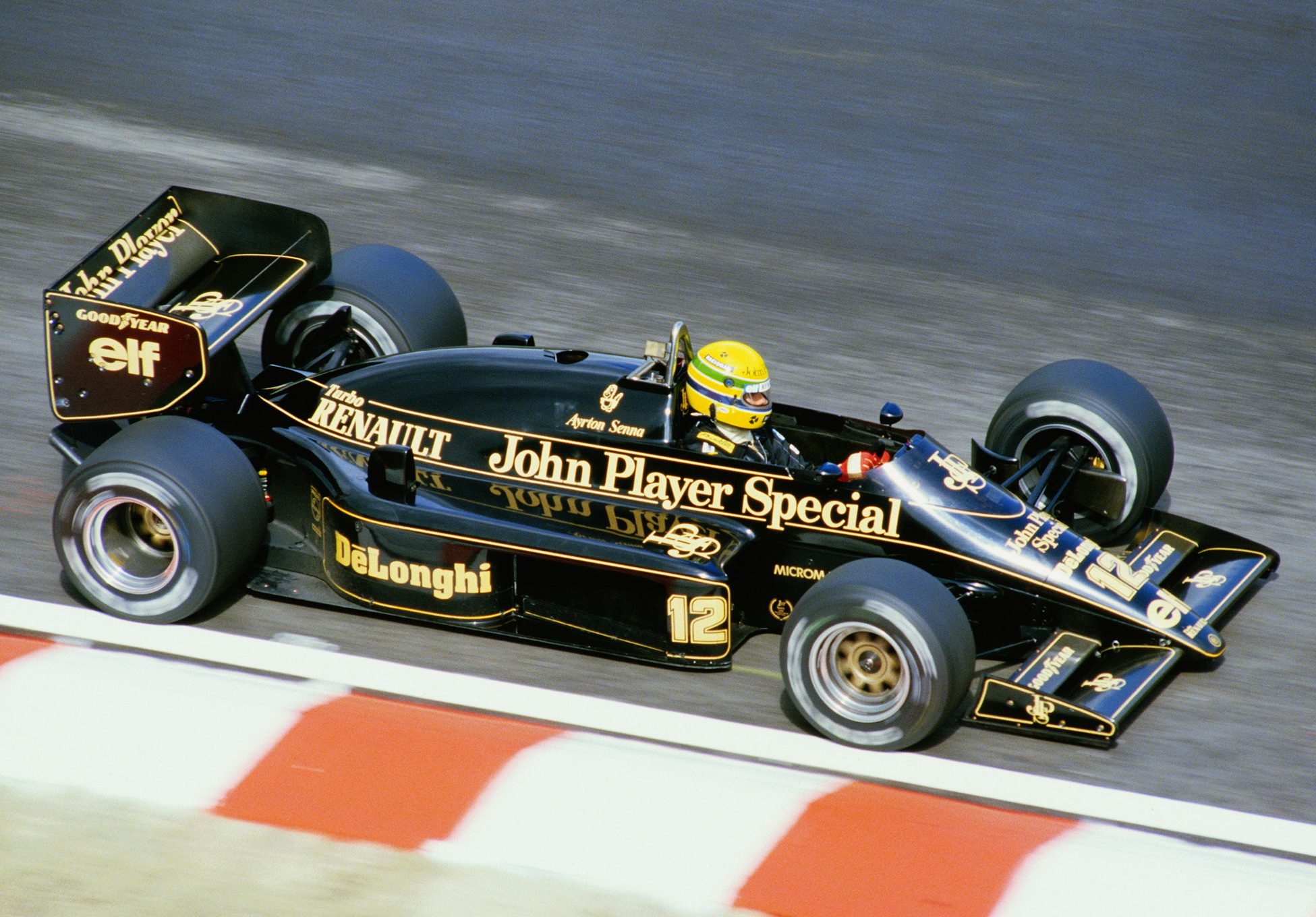
Senna au volant de la Lotus 98T en 1986.

À l'intersaison 1986, Senna poursuit au sein de l'écurie Lotus-JPS qui bénéficie du soutien élargi de la régie Renault après le retrait de l'équipe d'usine. Cette association renforcée entre les deux marques et l'implication des ingénieurs français Gérard Ducarouge et Bernard Dudot visent à améliorer la fiabilité en course du moteur français face au régulier TAG Porsche des McLaren et à la montée en puissance de Honda qui motorise l'écurie Williams,. Les essais privés, trois semaines avant l'ouverture de la saison, sur le circuit Paul-Ricard semblent concluants pour Senna qui relègue ses adversaires à plus d'une seconde.
Le Brésilien, considéré comme l'un des principaux outsiders du championnat, marque les esprits dès la première course, au Brésil à Jacarepaguá, en réalisant la pole position et terminant deuxième au terme d'un duel âpre contre son compatriote et rival Nelson Piquet,,. Lors du Grand Prix d'Espagne, deux semaines plus tard, sur le circuit de Jerez, Senna réalise un weekend quasi parfait en s'adjugeant la pole position et la victoire au terme d'un combat contre le pilote Williams Nigel Mansell, remporté par quatorze millièmes de seconde,. Ce troisième succès en Formule 1 permet au Brésilien de s'emparer, pour la première fois de sa carrière, de la tête du championnat,.
Senna enchaîne les bons résultats en réalisant, à Saint-Marin, sa dixième pole position, malgré un abandon en course, et deux podiums, à Monaco derrière Alain Prost et Keke Rosberg, puis à Spa-Francorchamps, au terme d'un duel avec Mansell remporté par le Britannique,,,,. Ces résultats, ainsi qu'une cinquième place à Montréal, lui permettent d'aborder le Grand Prix de Détroit en deuxième position au championnat, avec deux points de retard sur Alain Prost mais devant les pilotes Williams Nelson Piquet et Nigel Mansell qui possèdent les monoplaces les plus véloces du plateau,,.

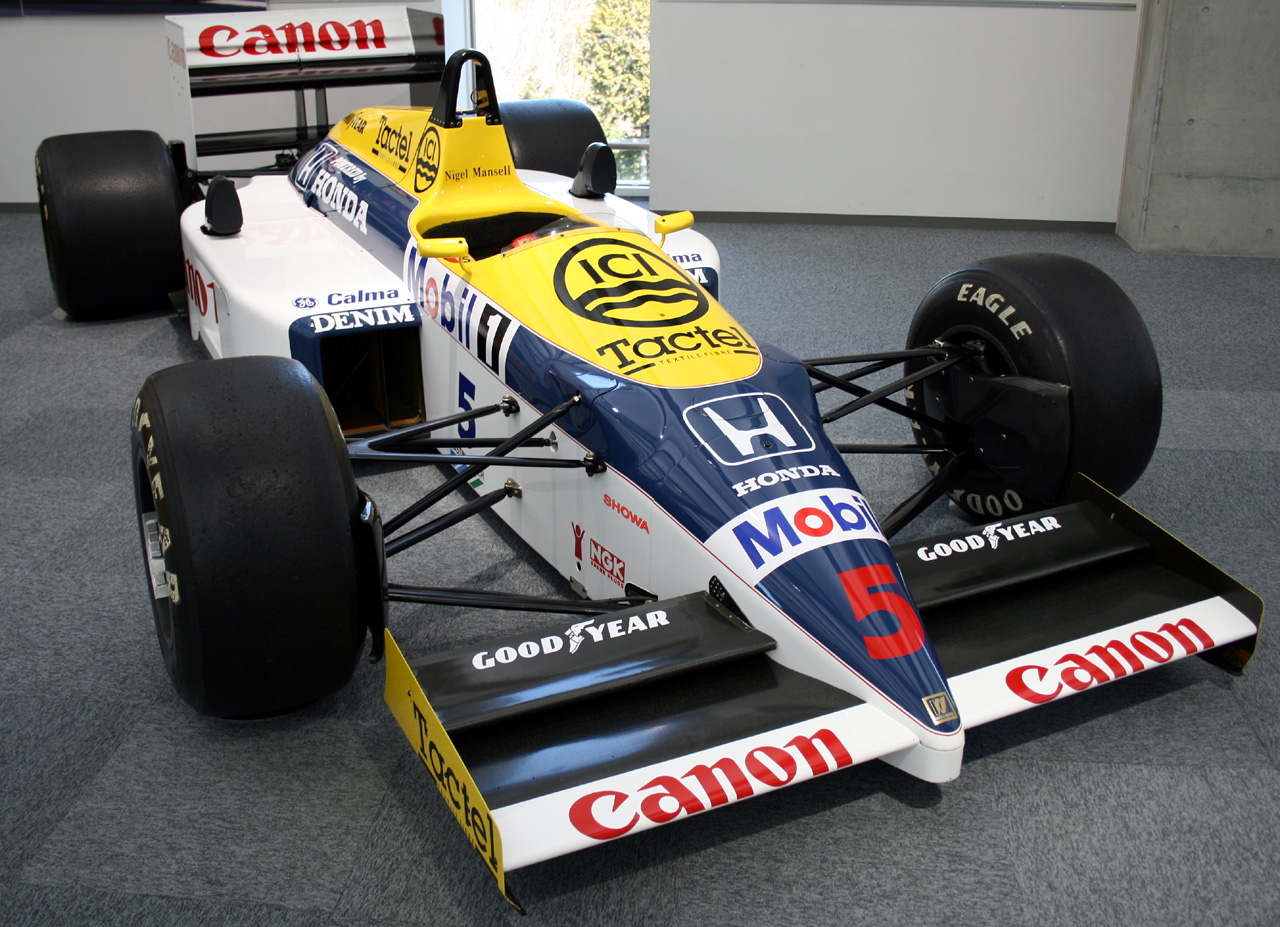
La Williams-Honda FW11 contre laquelle Senna livre bataille en Allemagne et en Hongrie.

Auteur de la pole position dans le dédale urbain de Détroit, Senna fait preuve d'une belle aisance le lendemain, en remportant la quatrième victoire de sa carrière et en reprenant la tête du championnat. Cette victoire acquise face à deux pilotes français, Jacques Laffite et Alain Prost, le lendemain de la défaite de la Seleção contre les Français en quarts de finale de la coupe du monde de football, combinée à sa célébration très patriotique, assoit un peu plus la popularité de Senna dans son pays. La suite de la saison de Senna reste de belle facture mais sa monoplace ne peut tenir le rythme des Williams, ainsi que celui de la McLaren d'Alain Prost qui tire toute la quintessence de sa voiture. Forcé de pousser sa monoplace au maximum de sa consommation moteur, Senna, toujours aussi performant sur un tour (auteur de la pole position en France, en Hongrie, au Portugal et au Mexique), abandonne à plusieurs reprises mais termine deuxième derrière Piquet en Allemagne. Lors du Grand Prix de Hongrie, l'expérimenté Nelson Piquet, double champion du monde, et le jeune Senna, adversaires sur la piste et en dehors, se livrent, plusieurs tours durant, à un duel accroché donnant lieu à plusieurs dépassements spectaculaires dont Piquet sort vainqueur grâce à la puissance de son moteur,.
Ce duel marque l'apogée d'une « guerre des moteurs » entre les trois meilleures écuries (McLaren-TAG de Prost et Rosberg, Williams-Honda de Mansell et Piquet, Lotus-Renault de Senna et Dumfries) et entraîne le report de deux ans de la limitation de puissance des moteurs à 600 chevaux, annoncé par le président de la FIA, Jean-Marie Balestre. Durant l'été, en marge du Grand Prix d'Allemagne, des négociations aboutissent à un accord tripartite en vue de la future saison entre Williams, Lotus, et Honda, le meilleur motoriste du plateau, qui souhaite absolument s'associer à un ingénieur du talent de Ducarouge et surtout à un pilote de la trempe de Senna. Le Brésilien, conscient que le moteur japonais possède un avantage substantiel sur la concurrence, conditionne la suite de sa carrière chez Lotus à la signature de ce contrat,,,. Au lieu d'apaiser les tensions, l'accord les ravive et crée une rivalité entre Senna et les pilotes Williams, mais aussi Alain Prost qui lorgnait sur le bloc japonais pour équiper sa monoplace en 1987 et qui se sent lésé. Cette rivalité prend toute son ampleur dans les duels sur la piste et dans la lutte très serrée pour le titre mondial ; dans ce climat se déroulent les dernières courses de la saison, au cours desquelles Senna réalise un nouveau podium au Mexique, derrière l'Autrichien Gerhard Berger,,.
Longtemps en lutte pour la couronne mondiale, Ayrton Senna se classe quatrième du championnat du monde, avec 55 points, devancé par Alain Prost qui conquiert, au terme d'une saison haletante, son second titre mondial sur McLaren-TAG Porsche (72 points) et le duo Nigel Mansell / Nelson Piquet sur Williams-Honda (70 et 69 points),,. Satisfait de sa saison et de sa progression, il se montre déçu par l'incapacité de Williams à gérer ses deux pilotes qui disposaient pourtant d'une monoplace largement supérieure en vue d'obtenir le titre. Ravi de sa future collaboration avec le motoriste Honda et conscient de l'opportunité inestimable de bénéficier d'un allié très puissant en vue des futures saisons, il déclare : « Leur façon de travailler est impressionnante et largement conforme à ce que j'attends. Les gens de Renault ne sont pas moins sérieux mais Honda c'est un autre niveau de professionnalisme. Avec ce moteur, je serai champion du monde,,. »

#### 1987: troisième du championnat

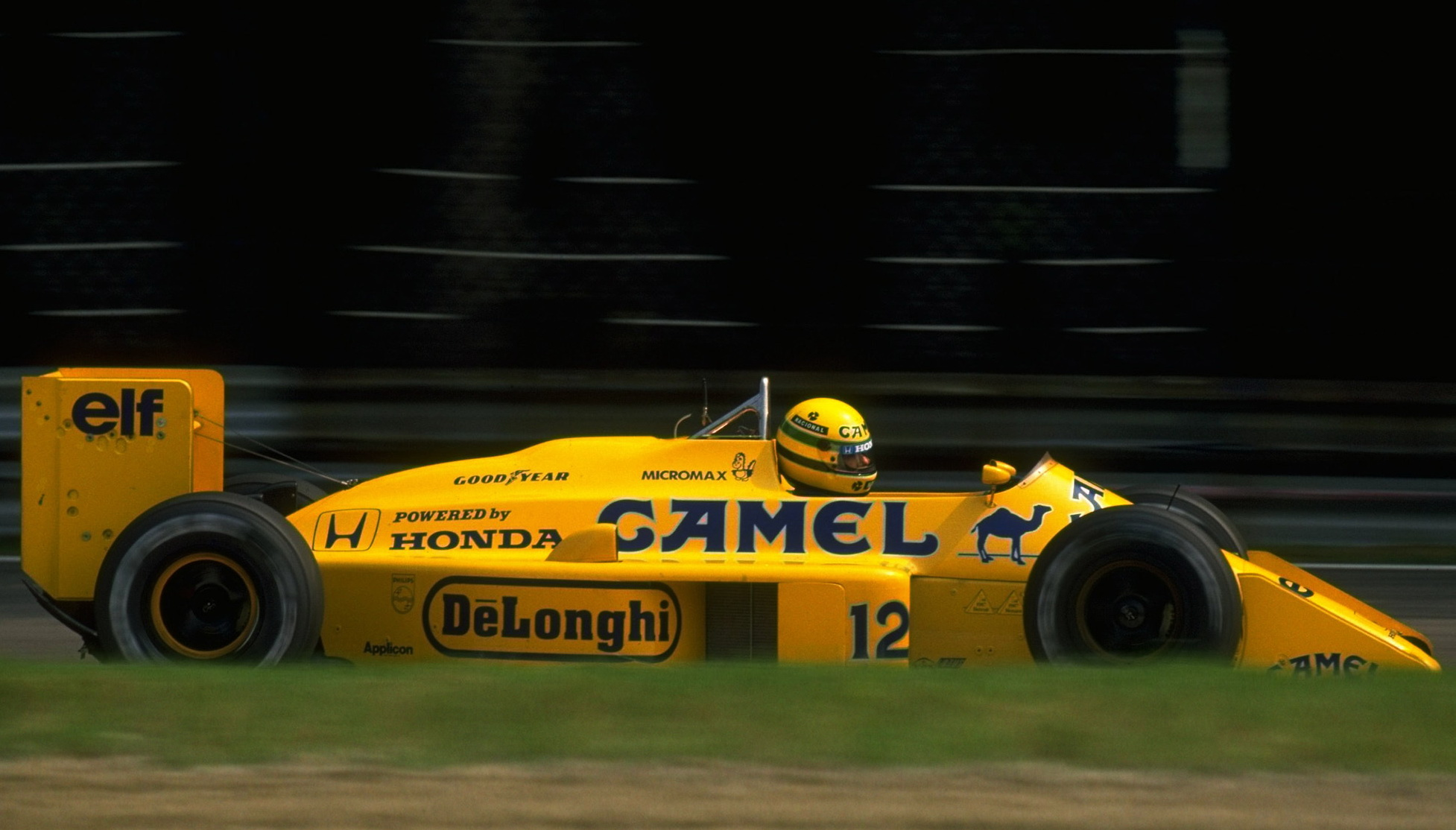
La Lotus 99T pilotée par Senna en 1987.

En 1987, la signature avec le motoriste japonais Honda est suivie d'un changement de sponsor : la livrée noir et or JPS est remplacée par le jaune du cigarettier Camel qui apporte un budget important devant permettre à l'écurie d'élever son niveau de fiabilité en course en même temps que de soutenir les ambitions de son leader qui vise le titre mondial des pilotes,. En progression constante durant l'intersaison, le moteur Honda est performant dès les premiers essais privés, disputés à Rio de Janeiro, au cours desquels Nelson Piquet et Senna impressionnent. La principale interrogation porte sur l'efficacité discutable du nouveau système de suspension hydraulique à gestion électronique que l'écurie souhaite mettre en place,. L'ingénieur en chef Gérard Ducarouge soutient le projet et estime que « Senna risque d'essuyer quelques plâtres avant que le système ne soit efficace, mais dans le courant de la saison, notre monoplace sera imbattable », tout en ajoutant que Senna est très enthousiaste à l'idée de participer à son développement : « Il a poussé pour le développement de la suspension active même si, paradoxalement, elle va à l'encontre de son instinct de pilote et de sa volonté constante de chercher à anticiper les réactions de sa voiture. Alors que là, la programmation va modifier le comportement de la monoplace centimètre après centimètre,. »
L'intersaison est marquée par le conflit entre les pilotes et la FIA qui souhaite imposer le paiement d'une superlicence à prix prohibitif, et dans lequel Senna, qui ne souhaite pas s'acquitter de cette taxe, s'implique fortement : « Est-ce aux pilotes de financer de leur poche des installations indispensables au bon déroulement des courses ? »
Dans cette atmosphère se dispute la première épreuve de la saison au Brésil, où Senna abandonne après une lutte en tête contre Piquet et Prost qui s'impose. Auteur de la pole position à Saint-Marin le weekend suivant, le Brésilien ne peut contenir la Williams de Nigel Mansell et termine deuxième derrière le Britannique. Poussé à l'abandon lors du Grand Prix de Belgique après un accrochage avec Mansell, Senna pointait, la veille de la course, l'inefficacité du nouveau système de suspension active très complexe à maîtriser, mais Ducarouge se porte garant du projet et de son efficacité future,,.

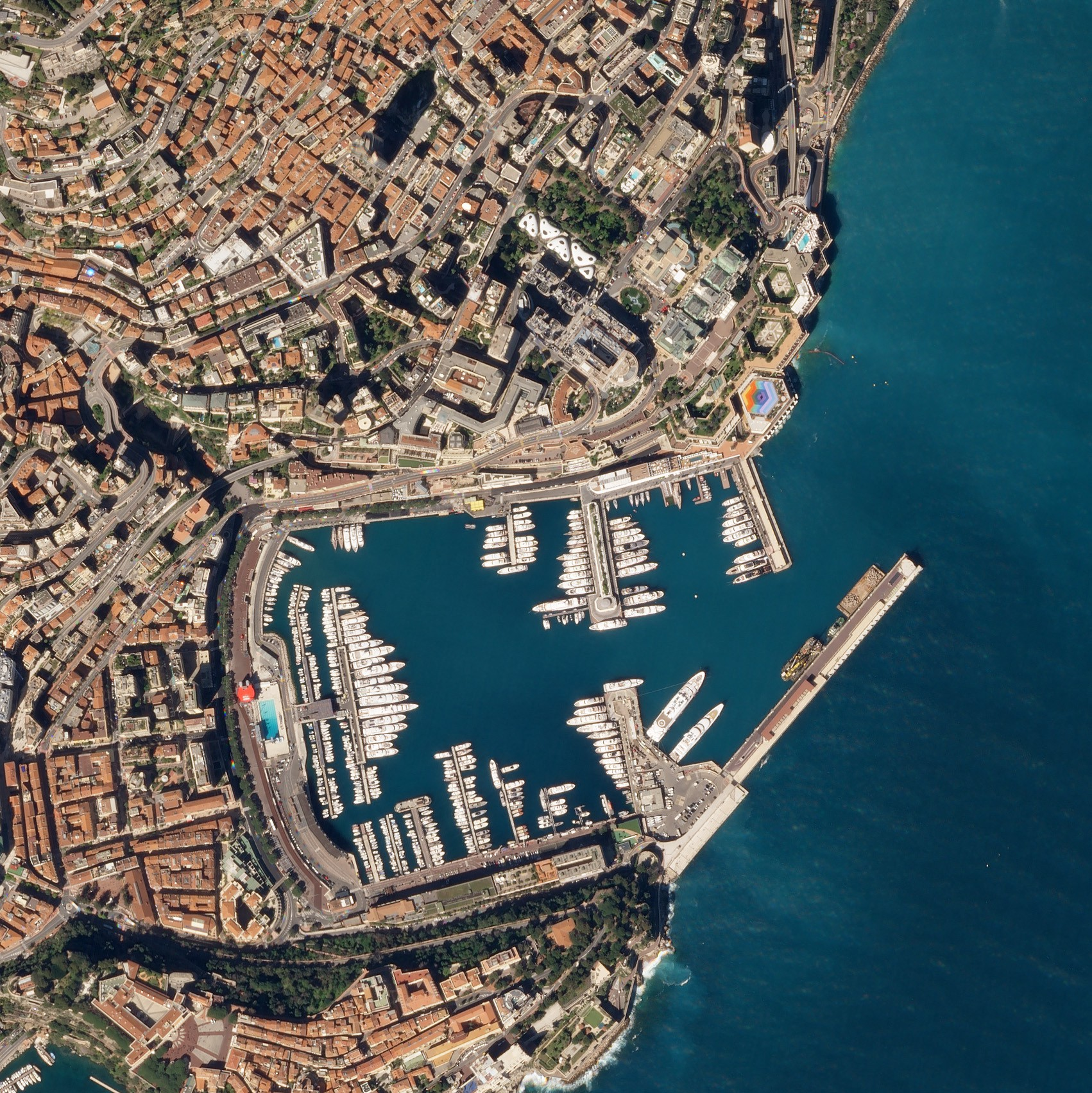
Ayrton Senna remporte en 1987, sa première victoire à Monaco.

Le Brésilien se ressaisit à l'occasion du Grand Prix de Monaco qui lui permet de remporter sa première victoire en principauté, devant Piquet et Michele Alboreto,,. Au Grand Prix de Détroit, il survole la course sans effectuer le moindre changement de pneumatique, et devance Piquet de plus de trente secondes, ce qui tend à prouver l'efficacité de la suspension, tout du moins sur les circuits urbains : « Sur les circuits rapides, la suspension active n'est pas un avantage alors que sur des circuits plus bosselés tels que Monaco et Détroit, elle est d'une efficacité redoutable. Ayrton qui souffre souvent au niveau des paumes des mains était très heureux que la suspension encaisse les imperfections de la piste et soulage ses mains. Il a fini comme une fleur,,. » Abordant l'été en tête du championnat avec deux points d'avance sur Prost, il défie ce dernier pour le titre mondial, Senna alterne ensuite les performances de grande qualité (podiums en Grande-Bretagne, troisième derrière Mansell et Piquet, en Allemagne, derrière Piquet et Stefan Johansson, en Hongrie où il n'est dominé que par Piquet, et en Italie, à nouveau derrière son rival Brésilien,,,,) ainsi que les échecs, mais, à l'instar de Prost, il ne peut rivaliser face à l'efficacité des pilotes Williams sur les tracés rapides,.
La nouvelle suspension, qui se révèle être un échec, ébranle la confiance du Brésilien en son ingénieur, et la signature de son rival Nelson Piquet pour la saison suivante force la décision, d'un commun accord, d'une non-reconduction du contrat entre Senna et le Team Lotus,.

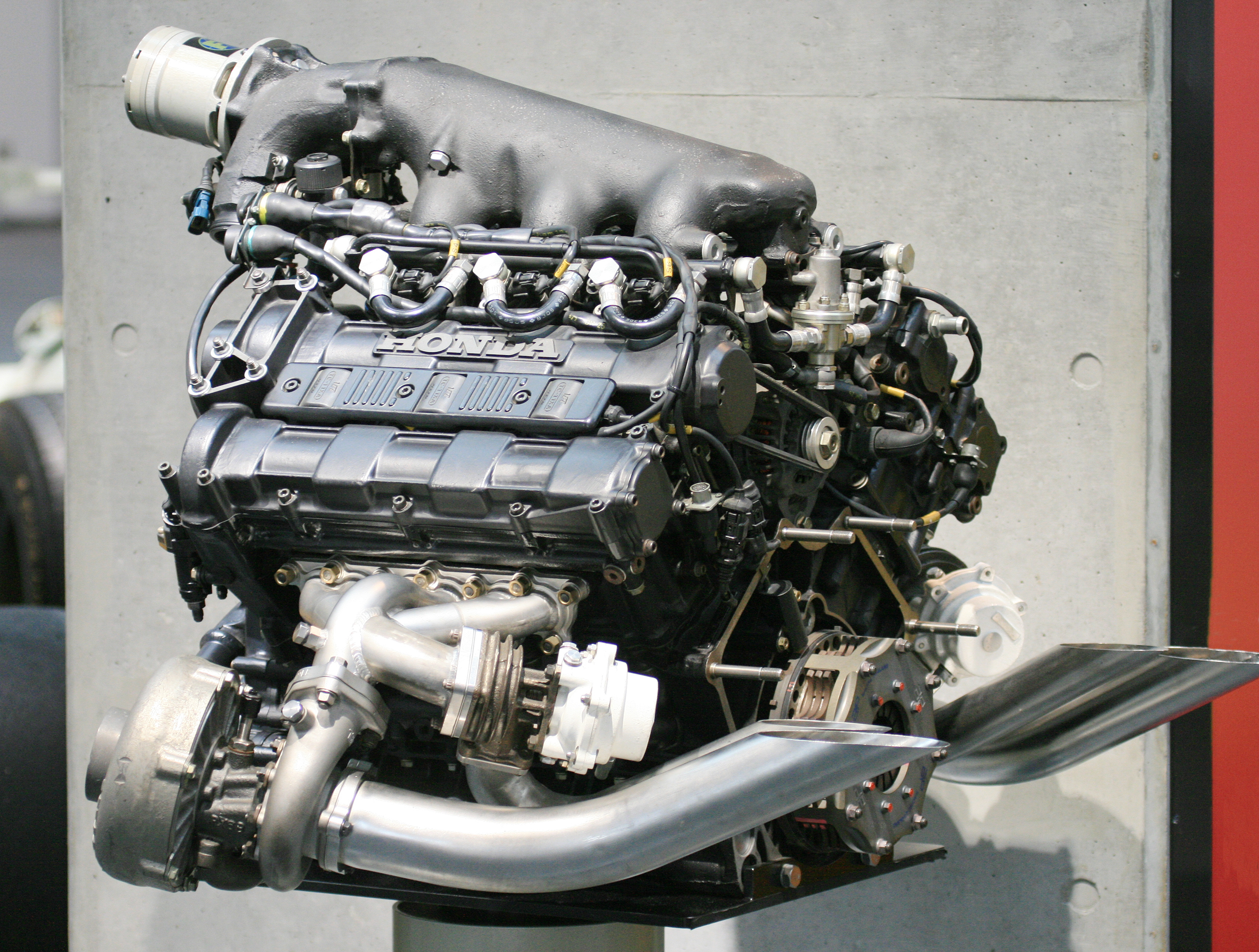
Le moteur Honda RA168E turbocompressé qui équipe McLaren, la future écurie de Senna, en 1988.

La présence de Senna, considéré comme le plus talentueux du plateau ainsi qu'un des meilleurs metteurs au point, sur le marché des transferts, intéresse au premier chef l'équipe McLaren de Ron Dennis et Alain Prost, qui a entamé des négociations difficiles avec Honda en vue d'être équipée de son moteur pour 1988. L'écurie britannique se détache rapidement dans l'esprit du Brésilien qui, au même titre que Dennis et Prost, pense à l'idée d'un partenariat qui servira aux deux parties. En effet, la venue de Senna, un pilote très apprécié et respecté par les ingénieurs japonais qui le voient tel un nouveau samouraï parfaitement inféodé à leurs méthodes de travail[réf. nécessaire], et partageant en outre leur maîtrise de la télémétrie, ils ne cachent pas que la création du tandem Senna / Prost serait largement susceptible de débloquer les négociations : ainsi Senna disposerait du meilleur moteur au sein d'une écurie qui sait développer ses monoplaces compétitives lui permettant de jouer le titre mondial,,. L'accord est rapidement signé entre McLaren et Honda. Les questions sur les éventuelles futures mésententes entre Prost et Senna sont balayées par le Français, très confiant en l'avenir : « J'ai déjà piloté de concert avec Lauda et Rosberg qui sont de très grands pilotes et cela c'est très bien passé. Pourquoi cela ne serait pas le cas avec Ayrton ? »
Senna conclut la saison difficilement malgré un nouveau podium lors du Grand Prix du Japon, derrière Gerhard Berger ; il perd sa deuxième place au championnat à l'issue du dernier Grand Prix, à Adélaïde où, deuxième sous le drapeau à damier, il est disqualifié en raison de freins non conformes,. Devancé par les Williams de Piquet (triple champion du monde) et Mansell, Ayrton Senna clôt, à 27 ans, une collaboration intense et productive avec la Team Lotus et l'ingénieur français Gérard Ducarouge, agrémentée de seize pole positions, six victoires, vingt-deux podiums et six meilleurs tours en course. Il aborde, avec McLaren, un nouveau chapitre de sa carrière dans une écurie ayant les capacités de répondre à ses ambitions, mais devra néanmoins apprendre à composer avec Alain Prost, un pilote très expérimenté, bien installé dans son écurie, double champion du monde et recordman du nombre de victoires en Grand Prix qui, s'il a favorisé sa venue sans exiger de statut privilégié, reste un compétiteur redoutable. Lors d'une discussion avec John Watson, ancien équipier de Prost en 1980, qui lui conseille d'être prudent chez McLaren car c'est l'écurie de Prost, le Brésilien répond : « J'y vais pour le battre et sans perdre de temps,,. »

### Les années McLaren: la rivalité avec Prost

#### 1988: la consécration

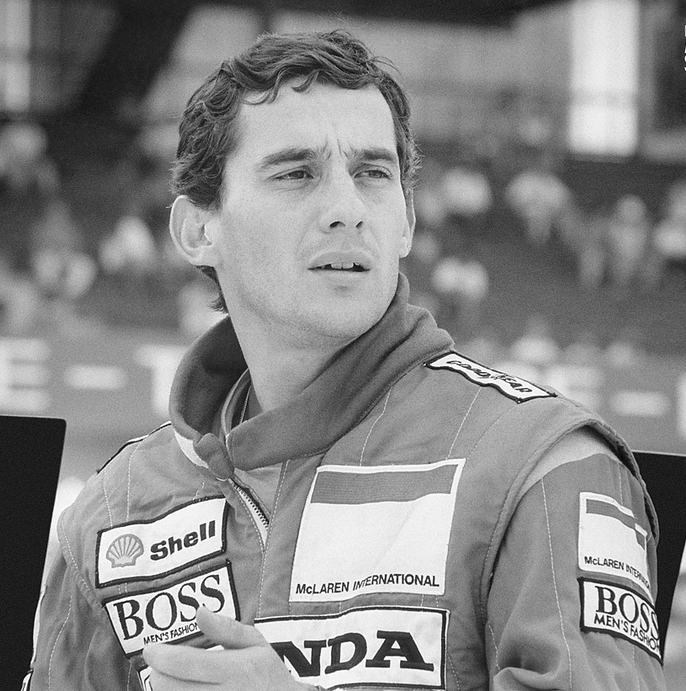
Ayrton Senna chez McLaren en 1988.

1988 marque le début de changements importants qui vont mener à la cohabitation des moteurs turbocompressés équipant McLaren, Lotus et Ferrari, encore admis pour une dernière saison mais soumis à une très sévère réglementation (réduction de la puissance de 950 à 650 chevaux et de l'allocation en carburant de 195 à 150 litres) et des moteurs atmosphériques qui équipent Williams ou Benetton. Les essais de présaison semblent donner un avantage au moteur Honda turbocompressé de McLaren sur le Judd atmosphérique de la Williams. Chez McLaren, Senna semble éprouver des difficultés d'adaptation à sa nouvelle écurie et à sa monoplace conçue par le duo d'ingénieurs britanniques Gordon Murray et Steve Nichols tandis qu'Alain Prost, très à l'aise durant l'intersaison, a participé au développement du châssis. La McLaren MP4/4 est très différente des Lotus qu'il avait l'habitude de piloter : basse et plate pour mieux intégrer le bloc moteur japonais plus petit et léger que le précédent TAG Porsche, et équipée de systèmes ingénieux tels qu'un nouvel embrayage de plus petit diamètre et une boîte de vitesses longitudinale à trois arbres ; le Brésilien doit dès lors mobiliser sa capacité de travail en vue de rectifier le tir,. Durant cette pré-saison, il fait la rencontre du Mexicain Jo Ramírez, le coordinateur sportif de McLaren, avec qui il va rapidement tisser des liens.
Senna commence idéalement la saison en réalisant la dix-septième pole position de sa carrière pour son Grand Prix national mais son weekend se termine en déception : sa monoplace ayant été jugée non conforme avant le début de la course, il doit s'élancer des stands et entreprend une remontée de la dernière à la troisième place avant d'être disqualifié tandis que Prost remporte l'épreuve. Les semaines suivantes, le Brésilien enchaîne les grandes prestations et prouve, avec son coéquipier, que la McLaren MP4/4 est la monoplace la plus redoutable du plateau,. Victorieux du Grand Prix de Saint-Marin, il réalise deux semaines plus tard, le 14 mai, une performance mémorable en qualifications à Monaco où il tourne près d'une seconde et demi plus vite que son coéquipier qui l'accompagne en première ligne ; « Je ne pilotais plus de manière consciente. C'était du pilotage à l'instinct, dans une autre dimension. J'étais bien au-delà des limites mais toujours en capacité de les repousser. Le circuit était un tunnel et je continuais de rouler encore et encore. Cela m'a effrayé, car j'ai réalisé que j'avais dépassé mon état de conscience. » En course, il s'envole vers la victoire, Prost roulant en deuxième position à plus de cinquante secondes à onze tours de l'arrivée, quand Ron Dennis lui demande par radio de ralentir compte-tenu de son avance. Déconcentré ou légèrement relâché, il commet une erreur à la sortie du virage du Portier et encastre sa MP4/4 dans le rail. Prost l'emporte ; il s'agit du seul trou dans la série record de victoires de Senna en Principauté (1987, 1989, 1990, 1991, 1992, 1993). Il dira plus tard : « J'étais si proche de la perfection ce weekend que je me suis détendu. J'ai invité l'erreur et c'est la leçon que j'ai apprise ce jour-là. »

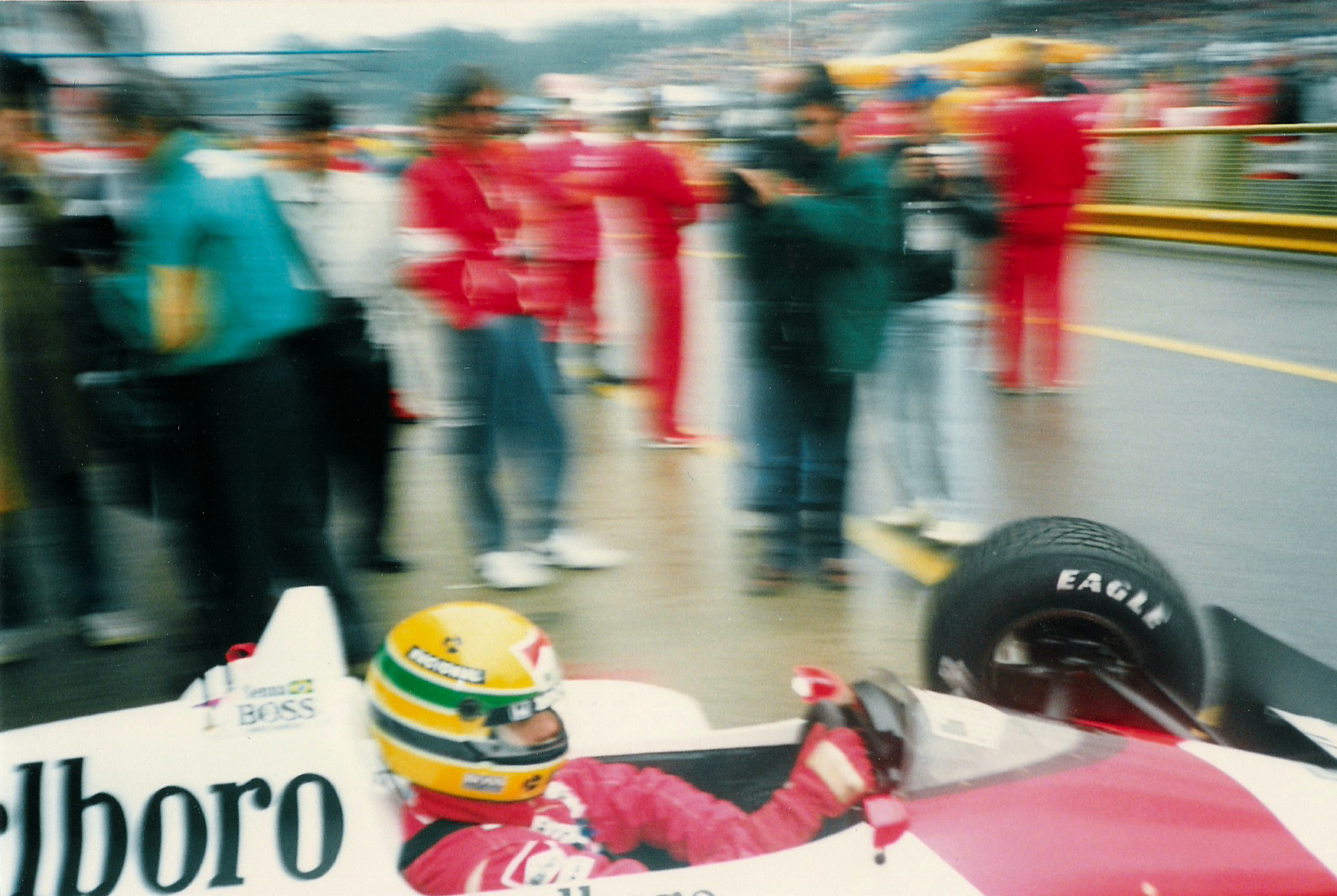
Senna à Imola en 1988, au volant de la McLaren MP4/4 avec laquelle il remporte son premier titre mondial.

Senna s'impose au Canada où il réalise le second hat trick de sa carrière, ainsi qu'à Détroit, toujours devant Prost. Auteur de deux podiums derrière son équipier au Mexique et en France ainsi que de six pole positions consécutives, il aborde la deuxième partie de la saison en seconde position du championnat avec 15 points de retard et affiche une entente cordiale et une belle complémentarité avec Prost qui fait le jeu de McLaren, de Ron Dennis ainsi que du motoriste Honda,,,,,,,,. En effet, si Senna est plus efficace pour la vitesse pure, le Français compense par une régularité et une intelligence tactique sans égal en conditions de course (quatre victoires pour trois places de dauphin et aucun abandon),,.
Le premier tournant du championnat survient durant l'été quand Senna exerce une domination sans partage et remporte quatre courses à Silverstone (où Prost abandonne pour la première fois de la saison), Hockenheim, sur le Hungaroring et à Spa-Francorchamps où il devance chaque fois Prost, ces résultats lui permettant de reprendre la tête du championnat du monde avec trois points d'avance sur son coéquipier,,,,.
Cette rivalité tend peu à peu les relations entre les deux hommes, sans autre concurrence qu'eux-mêmes, qui se reprochent un manque de fair-play dans certaines situations de courses et si la loyauté semble exister encore, elle reste de façade,. Preuve des nouvelles tensions, en août, les rivaux décalent leurs sessions d'essais privés, sur le circuit de Silverstone, du nouveau moteur Honda atmosphérique en vue de la saison prochaine. Le Français explique : « Ce Brésilien est très dur, il ne cherche pas à me battre, ce qu'il souhaite c'est me détruire. Les autres pilotes ne comptent pas. Pour une raison que j'ignore, c'est moi seul qu'il veut battre,. »
Malgré une fin de saison de grande qualité de Prost qui remporte trois victoires et relance le suspense pour l'obtention du titre mondial, Senna remporte sa huitième victoire de la saison au Grand Prix du Japon cher à Honda. Après avoir failli caler sur la grille, il remonte de la seizième place et dépasse Prost peu après la mi-course pour remporter sa quatorzième victoire,,,,,.

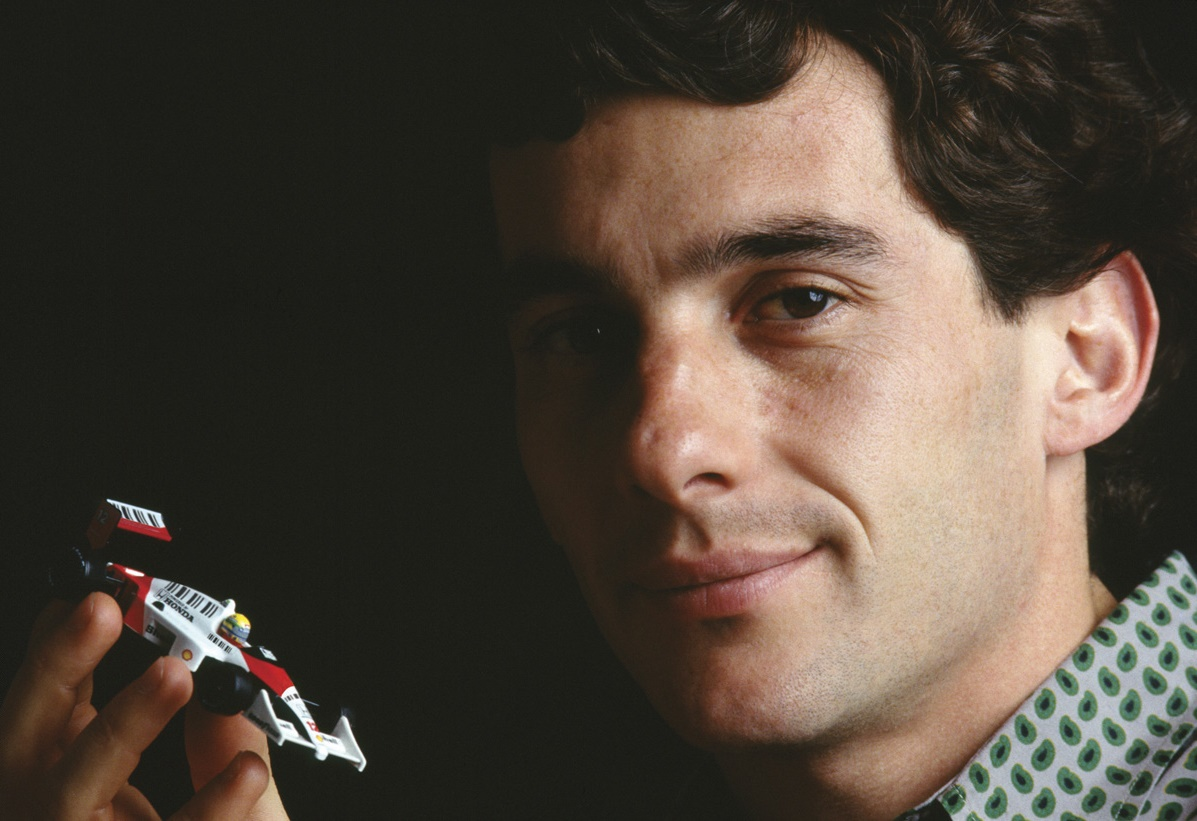
Senna pose avec un modèle réduit de la MP4/4 qui lui a permis de conquérir son premier titre mondial.

Bien qu'il compte moins de points que son rival français, il remporte, avec huit victoires et trois deuxièmes places contre sept victoires et quatre deuxièmes places, son premier titre mondial (seuls les onze meilleurs résultats comptent pour l'attribution du titre afin d'inciter les pilotes à chercher la victoire sans pénaliser outre mesure les casses mécaniques,,). Avec treize réalisations, le Brésilien bat le record de pole positions en une saison détenu précédemment par Ronnie Peterson en 1973, Niki Lauda en 1974 et 1975 et Nelson Piquet en 1984 avec neuf unités, tandis que McLaren remporte quinze des seize courses de la saison et réalise un record de dix doublés.
La lutte pour le titre, les doutes de fin de saison ainsi qu'un incident au Portugal où Senna a tassé Prost contre le mur afin de l'empêcher de prendre le commandement, finissent de ternir les relations entre les deux pilotes. Le Français déclare, en marge du Grand Prix du Japon : « Avec Niki Lauda et Keke Rosberg le courant était passé sans problème. En début de saison, la motivation et la détermination de Senna, le fait que pour lui rien ne compte mis à part la victoire ont fait que je n'étais pas sur la même longueur d'onde. Cela a rendu les choses difficiles. Je ne veux pas dire qu'Ayrton n'a pas de qualités, il est hyper-rapide et motivé mais il a ses propres règles, je pense qu'il croit vraiment être sur la bonne voie et faire ce qui est juste alors que cela ne colle pas avec l'image qu'il souhaite donner. Je ne le considère pas professionnel. Il m'a déçu sur ce plan… Concernant l'incident du Portugal, je l'ai trouvé complètement fou et je ne me suis pas privé de le lui faire savoir… C'est d'ailleurs ce qui m'inquiète pour le Japon. Je me dis que cela va recommencer et que va-t-il me faire ? Car je le crois capable de n'importe quoi pour être champion du monde et c'est un peu cela le problème… Je retiens la leçon de cette saison que j'ai été trop gentil,. » Prost pense également que Senna est privilégié par les ingénieurs Honda qui connaissent très bien son style de pilotage et sa personnalité, tandis que le Brésilien pense que les mécaniciens de McLaren et la Fédération Internationale favorisent le Français Ces opinions ne passent pas inaperçues en haut lieu comme l'atteste la lettre ouverte du président de la FIA, Jean-Marie Balestre, avant le Grand Prix du Japon : « Le championnat du monde n'est pas terminé et, dans les prochains jours, le monde entier aura les yeux fixés sur le Japon et l'Australie dont les résultats seront décisifs pour les conducteurs. Nous devons ainsi faire tous nos efforts afin que la plus grande objectivité technique règne et qu'un matériel égal soit mis à disposition des deux pilotes McLaren. Dans le cas contraire, l'image du championnat présent et futur en souffrirait. » Steve Nichols, ingénieur designer chez McLaren, tempère cependant cette rivalité : « Ce sont deux pilotes d'exception qui se sont battus quasiment jusqu'au bout, à voiture égale, pour un titre mondial. Il était inévitable qu'ils ne deviennent pas les meilleurs amis mais malgré la tension dans ce duel, la cohésion d'équipe n'a jamais implosée. Et cela aussi parce que, malgré la compétition, ces deux pilotes se respectent énormément. Ayrton a été focalisé sur Prost. Pour lui, c'était la référence unique et il ne regardait pas les autres. La rivalité a certainement été exacerbée par quelques épisodes malheureux mais Alain est tout de suite venu féliciter chaleureusement Ayrton à l'issue de la course à Suzuka. »

#### 1989: la guerre psychologique
1989 marque l'interdiction définitive des moteurs turbocompressés et le retour des propulseurs atmosphériques de 3 500 cm3 ; la saison débute par des essais privés dominés par la McLaren MP4/5 dont l'aérodynamique est légèrement modifiée, propulsée par un moteur V10 Honda. Les ingénieurs japonais pensent qu'il sera très compétitif même s'ils considèrent ce moteur comme une régression par rapport au turbo qui avait, selon eux, atteint l'excellence,. Le tandem Alain Prost-Ayrton Senna, reconduit pour une nouvelle saison, reste au centre de toutes les discussions : si le duo paraît très complémentaire sur le papier, les rapports cordiaux et le respect mutuel des débuts de leur collaboration ont laissé place à une farouche rivalité. Le Français, de plus en plus mal à l'aise au sein de son écurie obtient confirmation de la bouche de Nobuhiko Kawamoto, le président de la firme japonaise, que ses jeunes ingénieurs ont un penchant pour le Brésilien qui incarne à leurs yeux, des valeurs qui leur sont propres comme le courage, l'humilité et la sincérité ajouté à sa propension à exploiter parfaitement leur moteur ; valeurs partagées par la population japonaise : « L'aura que Senna avait auprès des japonais est quelque chose d'incompréhensible pour un étranger. » explique un ingénieur nippon. Prost, fataliste, poursuit : « Je suis un pilote McLaren qui dispose d'un moteur Honda tandis que Senna est un pilote Honda disposant d'une McLaren. Je respecte cela ainsi que son talent mais en tant que compétiteur, je ne peux le vivre positivement. »

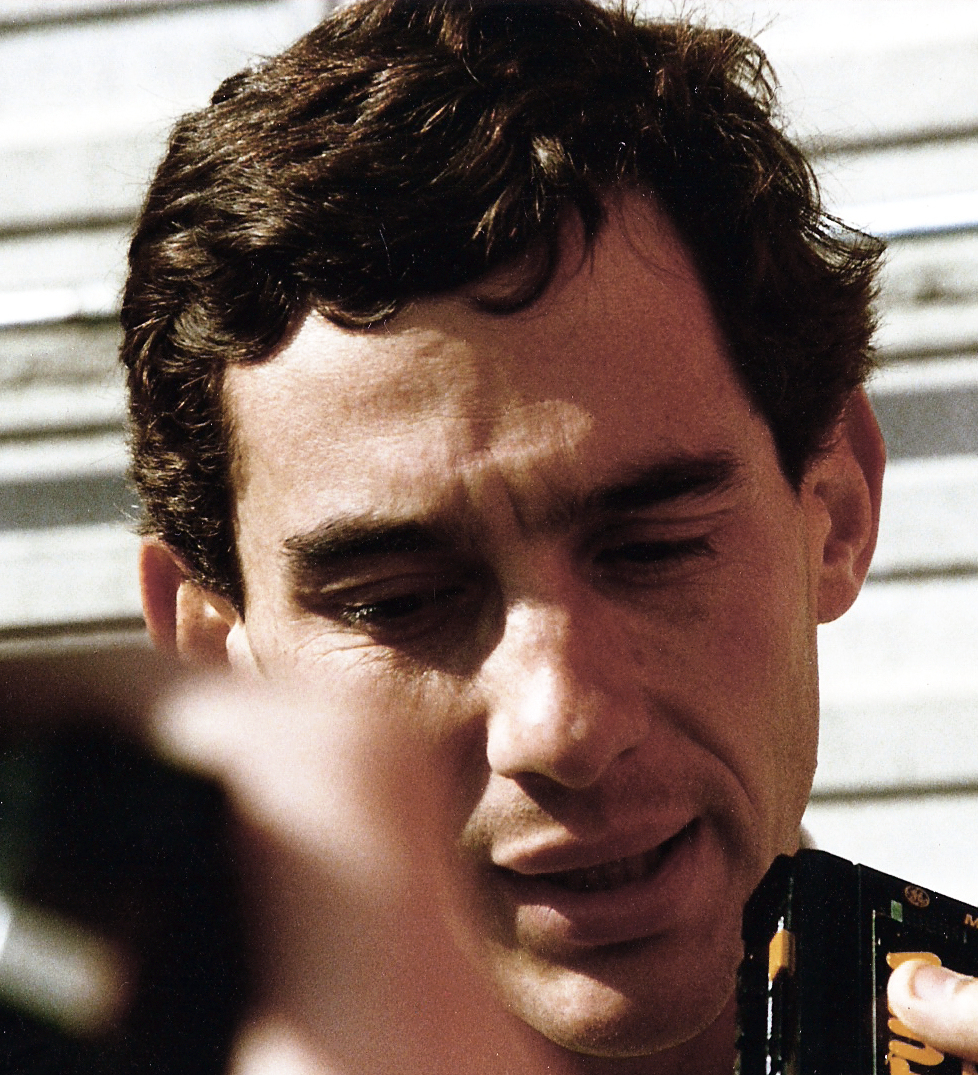
Ayrton Senna à Imola en 1989.

Auteur de la pole position lors de son Grand Prix national, le premier de la saison, Senna, victime d'un accrochage avec Gerhard Berger au départ, termine onzième, loin de la Ferrari de Nigel Mansell qui domine assez aisément Prost : la saison ne se résumera pas forcément à un duel entre pilotes McLaren. Sous les critiques des médias brésiliens à l'issue de la course (« Quand va-t-il grandir ? ») le Brésilien apporte une réponse éclatante en remportant les trois courses suivantes de Saint-Marin, Monaco et du Mexique en s'élançant chaque fois de la pole position et en dominant largement ses rivaux,,.
En tête du championnat avec sept points d'avance sur Prost, tout semble sourire au Brésilien à l'exception de ses relations avec son coéquipier qui semblent atteindre le point de non retour à l'issue du Grand Prix de Saint Marin où Prost l'accuse de ne pas avoir respecté leur pacte consistant à ne pas s'attaquer au premier virage pour ne pas risquer un accrochage. Ron Dennis, le patron de McLaren les réunit pour régler leur différend quelques jours plus tard, à l'occasion d'une séance d'essais privés sur le tracé de Pembrey. Peu après, Prost confie à la presse française que, sermonné par Dennis, Senna pleura lors de cette réunion. Cette révélation provoque la fureur du Brésilien qui informe Ron Dennis que la présence du Français sera juste une tolérance de sa part, qu'il ne lui adressera dorénavant plus la parole et ne partagera plus les informations. Il justifie son action à Imola en considérant que le pacte de non-agression était prévu pour le premier départ du Grand Prix et non pour le second, donné à la suite du grave accident de Gerhard Berger au quatrième tour,,.
La guerre psychologique explose désormais au grand jour. Prost, depuis longtemps installé dans l'écurie, insiste sur le fait qu'il a lui-même donné son accord pour la venue de Senna et considère que la réputation du Brésilien est surfaite. Senna débauche alors l'homme d'affaires de Prost, Julian Jakobi tandis que Prost se tourne vers la presse pour dénoncer un traitement de faveur pour son équipier brésilien. Moins rapide en qualifications, Prost préfère régler sa monoplace pour la course car il sait que Senna est prêt à tout pour obtenir la pole position. Cette vélocité du Brésilien lui attire non seulement les faveurs de Honda mais aussi désormais celles du personnel de McLaren. Si le débat perdure pour savoir à quel point les moteurs Honda de Senna étaient plus performants que ceux de Prost, les fiches techniques confirment que Prost a fait une bonne partie de la saison avec un châssis MP4/5 utilisé également en essais privés quand Senna bénéficiait d'un châssis réservé à la course. Le Français annonce, durant l'été, son départ à l'issue de la saison : « Ron m'a promis que j'aurais le matériel nécessaire pour disputer mes chances. En finalité, je ne dispose plus maintenant que de ma monoplace et de quatre mécaniciens pour m'épauler alors que Senna dispose de deux monoplaces et une trentaine de personnes autour de lui,. »

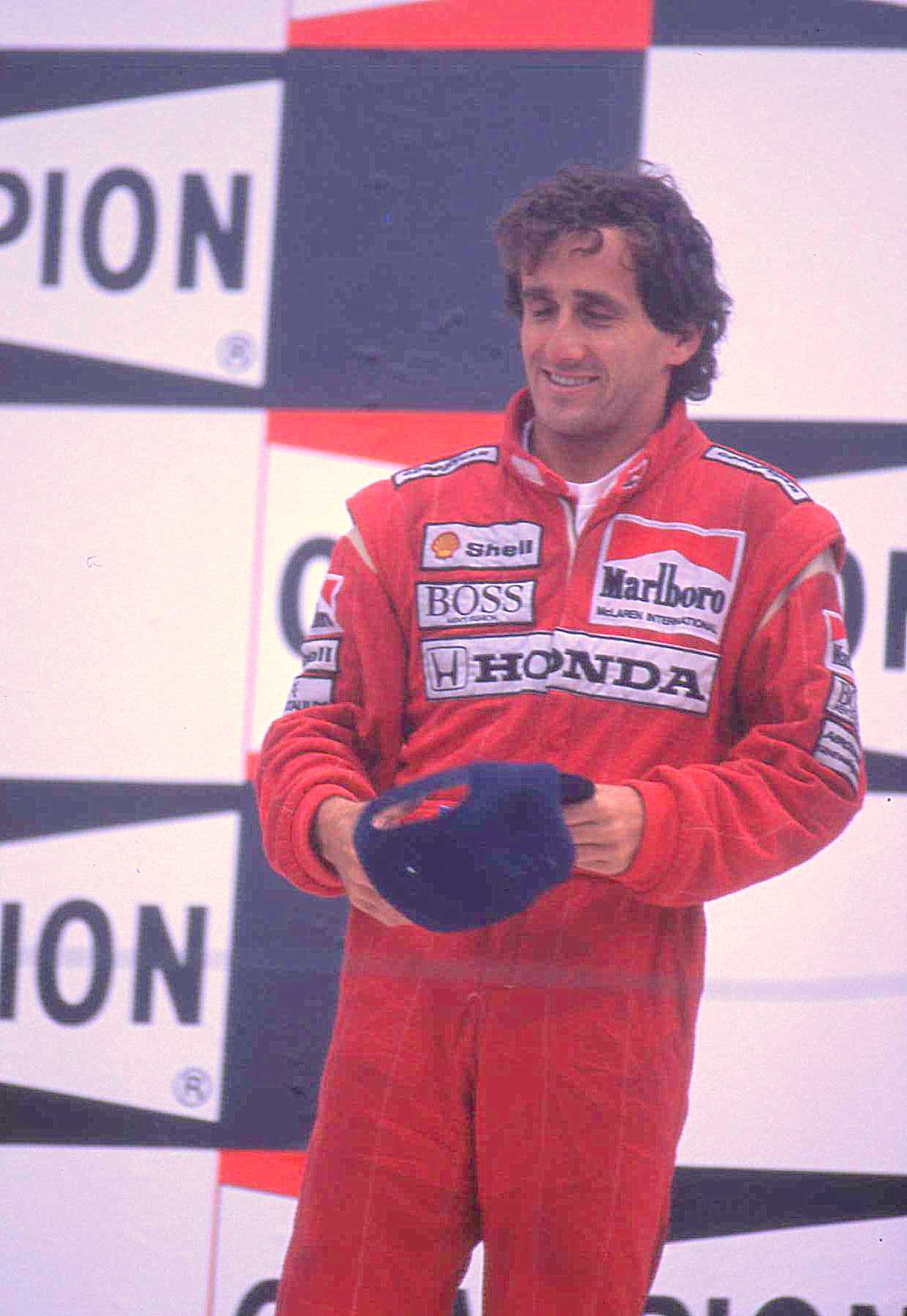
La rivalité entre Senna et Prost (ici sur le podium à Spa-Francorchamps), marque la saison 1989.

Senna connaît un été malchanceux, abandonnant à quatre reprises, tandis que Prost, fidèle à sa réputation de pilote économe et régulier, aligne trois victoires et inverse la tendance en se constituant une avance de vingt points au championnat,,,,. Sous pression, Senna renoue avec le succès au Grand Prix d'Allemagne où il s'offre un hat trick au terme d'un duel contre Prost avec lequel il n'échange, sur le podium, ni geste ni parole,. Le Brésilien enchaîne avec une deuxième place en Hongrie derrière Mansell puis une nouvelle victoire, devant Prost, à Spa-Francorchamps, qui lui permet de revenir à onze points du Français,.

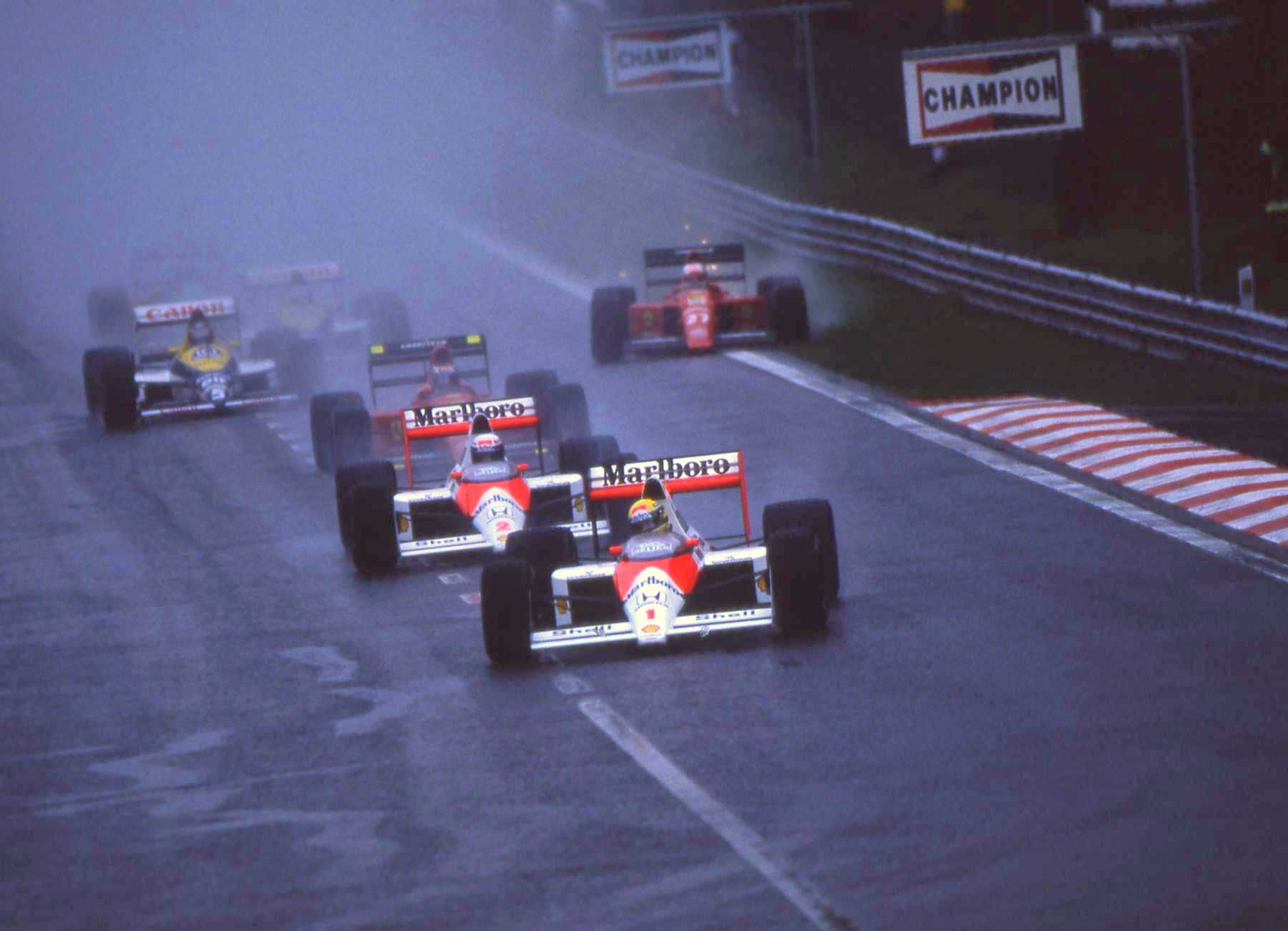
Senna et Prost en lutte en tête lors du Grand Prix de Belgique.

Le tournant de la saison survient lors du Grand Prix d'Italie, à Monza, où Senna bénéficie d'une évolution moteur ; celui-ci explose à quelques tours de l'arrivée alors que le Brésilien domine largement, ce qui permet à Prost de remporter sa quatrième victoire de la saison et de reprendre, en une épreuve, neuf points que le Brésilien avait mis trois courses à gagner. Défait et furieux de la signature de son rival chez Ferrari pour la saison suivante, il déclare : « La victoire de Prost est un péché,. » Les semaines suivantes, les deux pilotes se rendent coup pour coup ; au Grand Prix du Portugal, sur le circuit d'Estoril, Prost, deuxième derrière Berger, profite d'un nouvel abandon de Senna pour accroitre un peu plus son avance au championnat. Le Brésilien réplique en Espagne avec le quatrième hat trick de sa carrière qui lui permet d'aborder les deux dernières courses avec un déficit de seize points et l'espoir, infime, d'un second titre mondial. Pour cela, il doit gagner les deux courses et espérer un abandon d'Alain Prost. Le Brésilien déclare : « Je n'ai rien à perdre et je ne lâcherai rien,,,. »
Les rapports entre les deux hommes, largement détériorés depuis plusieurs mois, ainsi que la volonté de Brésilien de refaire son retard conduisent à l'accrochage du Grand Prix du Japon, avant-dernière épreuve de la saison. Qualifié en pole position, Senna est débordé par Prost au départ,. Au quarante-septième tour, le Français résiste à une tentative de dépassement de Senna à l'entrée d'une chicane, ce qui provoque leur accrochage. Senna reprend la course en court-circuitant la chicane et franchit le premier la ligne d'arrivée ; il est cependant disqualifié pour avoir été poussé par les commissaires et avoir court-circuité la chicane. Prost conquiert dès lors son troisième titre mondial,,,. L'accrochage a suscité de nombreuses discussions car si Senna part de trop loin pour effectuer un dépassement régulier, Prost ferme nettement la porte « J'avais prévenu Ron avant la course, je l'avais même dis à Senna mais il a fait la sourde oreille. Je ne comptais plus ouvrir la porte. J'ai regardé mon rétroviseur avant d'aborder le virage, il était encore loin. Quand j'ai tourné, j'ai été surpris de le voir à côté de moi. Mais je n'ai pas modifié ma trajectoire. J'ai fait exactement ce que je leur avais dis que je ferais. » explique le Français. Senna écope d'une amende et d'une mise à l'épreuve quant au renouvellement de sa superlicence pour avoir critiqué la décision des commissaires. Senna, qui se sent traité comme un criminel, juge que sa disqualification est une manœuvre fomentée par le président français de la FIA, Jean-Marie Balestre, dans le but de favoriser la victoire en championnat de son compatriote Prost,,,,.
La réclamation déposée par l'écurie McLaren auprès du tribunal d'appel de la FIA n'aboutit finalement pas sur une reclassification ; Senna déclare à Adélaïde, en marge du dernier Grand Prix de la saison ; « What we see today is the true manipulation of the World Championship », (« Ce que nous voyons aujourd'hui est une vraie manipulation du championnat du monde. ») Marqué par ces événements qu'il considère comme une véritable injustice, Le Brésilien déclare qu'après avoir sérieusement songé à arrêter sa carrière, il souhaite concourir en Formule 1 la saison prochaine et que les soutiens de Ron Dennis, de l'écurie McLaren et du motoriste Honda ont été décisifs dans sa décision,. La FIA menace toujours Senna de suspendre sa superlicence s'il ne présente pas ses excuses, son comportement et ses mises en accusation étant jugés « inqualifiables » par Jean-Marie Balestre. L'affaire prend ensuite des tournants politiques, le gouvernement brésilien soupçonnant la FIA de faire preuve de partialité et d'ingérence. Balestre annonce, en janvier 1990, que la participation de Senna au prochain championnat n'est pas remise en cause, ce qui permet au Brésilien, resté muet, de sortir de la crise à moindre frais,,. Balestre déclare : « Je prends note que Senna, en homme intelligent, tire des leçons de ses erreurs en adoptant la discrétion qui est plus efficace que l'exposition constante. Je note aussi ses déclarations quant à son souhait de reconquérir le titre de champion du monde. Comme il est intelligent, il ne peut donc pas être concurrent dans un championnat du monde français manipulé par des Français. Mais je ne suis pas Madame boule de cristal. » En s'acquittant du paiement d'une amende de 100 000 dollars et malgré la rancœur, le Brésilien met un terme au conflit et permet l'engagement des monoplaces McLaren qui restait conditionné au règlement de cette somme,,,.
Selon Senna et McLaren, 1989 se termine de façon scandaleuse et injuste mais aux yeux de certains observateurs, le Brésilien est avant tout victime de son orgueil et de sa nervosité face à un rival tel que Prost d'un niveau similaire et qui a intelligemment joué sa carte. Il aurait pu, selon Murray Walker, commentateur vedette de la BBC éviter de nombreux accrochages (avec Berger au Brésil, à Estoril face à Mansell et surtout à Suzuka où le titre était déjà en grande partie joué). Le pilote Martin Brundle poursuit : « Lorsqu'il m'a percuté à Adélaïde, je l'ai vu courir vers moi avec un visage furieux. Je me suis dit que s'il voulait me faire porter le chapeau, nous allions en venir aux mains mais en fait, il s'est précipité vers moi en me demandant comment j'allais. C'est le paradoxe de ce type. Il est le premier à nous mettre dehors et le premier à venir vérifier si nous allions bien. »

#### 1990: sur un air de polémique

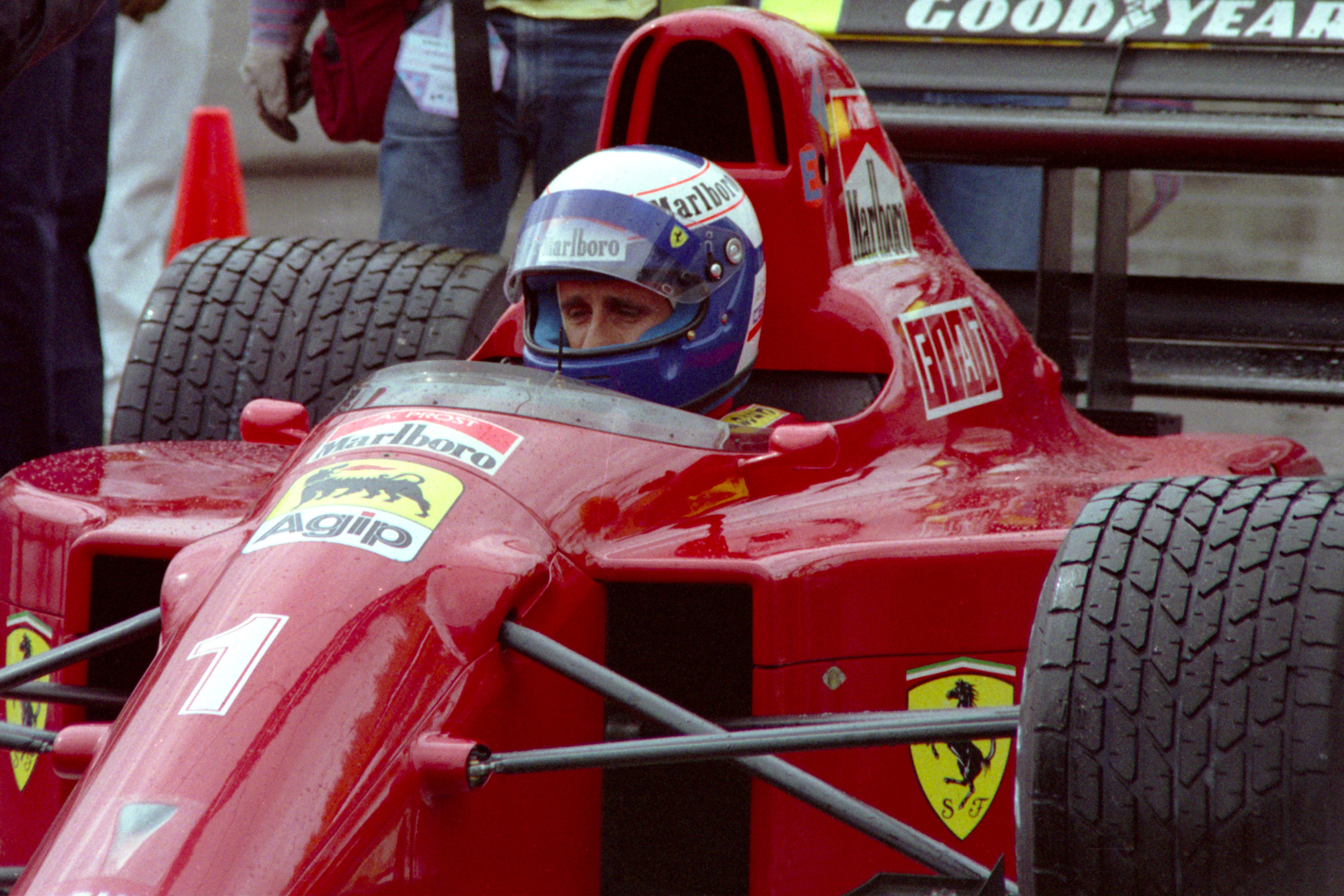
Alain Prost, sur Ferrari, est à nouveau le grand rival de Senna en 1990.

En 1990, l'ambiance au sein de McLaren s'est apaisée après le départ de Prost pour la Scuderia Ferrari. Si son coéquipier autrichien, Gerhard Berger est talentueux et susceptible de rivaliser avec Senna, les relations entre les coéquipiers sont bien meilleures du fait notamment d'une proximité générationnelle et surtout de résultats des essais d'intersaison qui semblent démontrer que, bien que la McLaren MP4/5B soit très bien pensée, la monoplace de la Scuderia Ferrari, mise au point par Alain Prost et l'ingénieur Steve Nichols (lui aussi transfuge de McLaren) pourrait dominer les monoplaces de Woking sur les circuits rapides en été. Pour Senna, aucun challenge ne compte plus que celui de dominer Prost et ainsi laver l'affront de 1989,. Le Brésilien commence la saison avec un esprit de revanche ainsi qu'une équipe et un motoriste soudés autour d'un objectif commun, le titre des pilotes.
La saison commence aux États-Unis où Senna, parti cinquième, remonte en deuxième position dès le premier tour, livre un duel à la limite mais loyal avec la Tyrell du jeune français Jean Alesi et remporte sa vingt-et-unième victoire,,. Au Grand Prix du Brésil, qui se dispute pour la première fois sur le circuit d'Interlagos à São Paulo, sa ville natale, Senna obtient la pole position et conserve la tête de l'épreuve jusqu'en fin de course quand il percute la Tyrrell de Satoru Nakajima à qui il allait prendre un tour ; rentré aux stands pour faire réparer son aileron avant, il repart en troisième position et termine derrière le vainqueur Alain Prost et son coéquipier,,,. À nouveau en pole position à Saint-Marin, le Brésilien abandonne sur casse mécanique mais enchaîne deux bons résultats en réalisant un hat trick devant Alesi et Berger à Monaco puis en remportant le Grand Prix du Canada devant Nelson Piquet et Nigel Mansell,,,,. Ces résultats lui permettent d'aborder l'été, qui devrait avantager la Ferrari de Prost, avec douze points d'avance sur Berger et dix-neuf sur son rival français,.

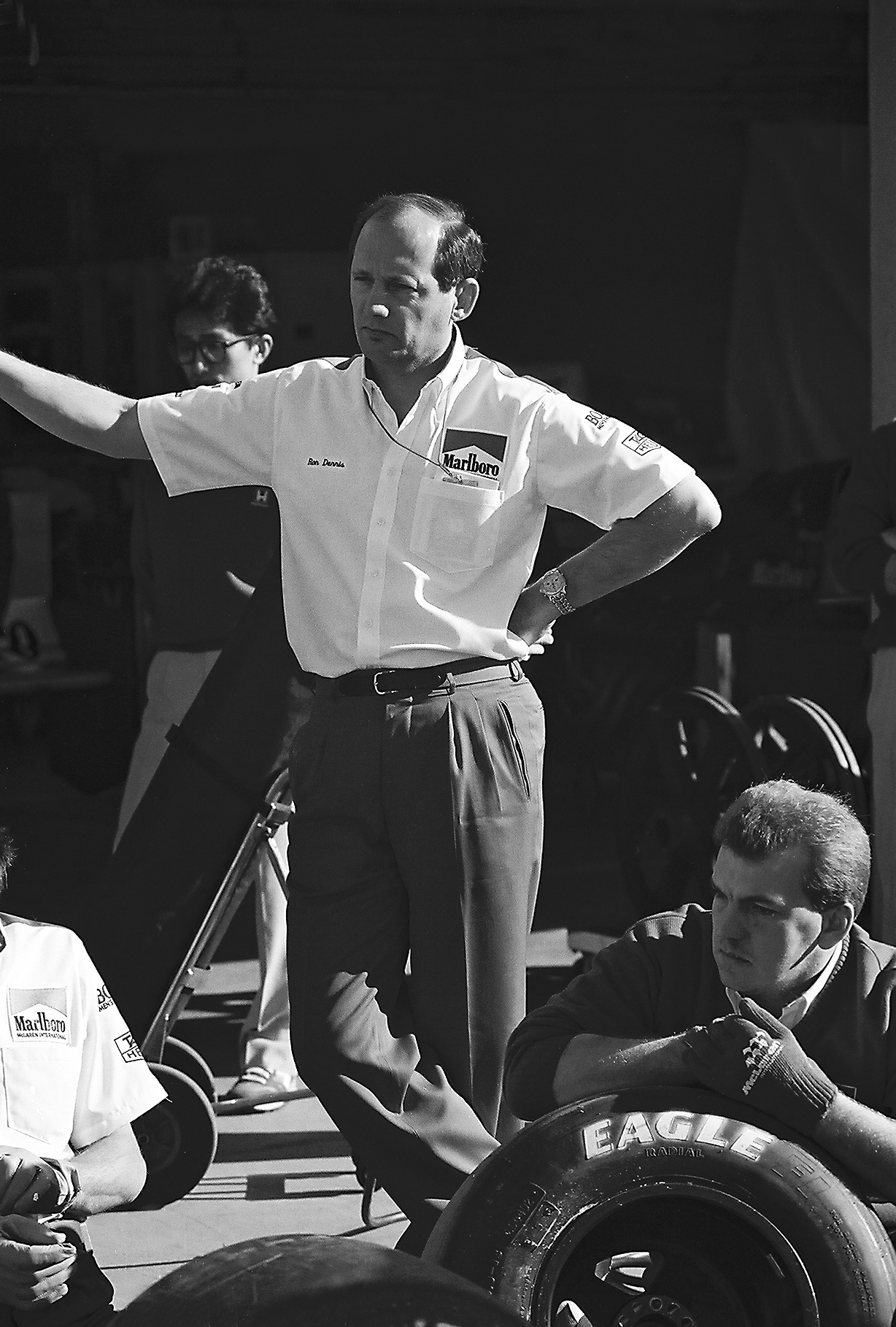
Ron Dennis, patron de l'écurie McLaren.

Durant le mois de juillet, Prost confirme la montée en puissance de la Ferrari 641 et remporte trois courses consécutives alors que le Brésilien, troisième des Grands Prix de France et de Grande-Bretagne, limite les dégâts et se retrouve deuxième du championnat, avec deux points de retard. Au Grand Prix d'Allemagne, Senna se relance en réalisant la pole position et en remportant la course devant Alessandro Nannini et Berger,,,,. Dès lors, le Brésilien ne quitte plus les podiums et enchaîne deux victoires en Belgique et en Italie chacune devant Prost et Berger, et deux deuxièmes places, en Hongrie derrière Thierry Boutsen et au Portugal, dominé par Mansell,,,,,. Senna aborde les trois dernières épreuves avec dix-huit points d'avance sur Prost, seul pilote encore en lice pour lui contester le titre mondial,.
Au Grand Prix d'Espagne, Senna n'a besoin que d'un point pour être sacré champion. Il s'élance depuis la pole position et lutte contre son rival français jusqu'au cinquante-troisième tour où il abandonne, sur une défaillance de radiateur, tandis que Prost s'envole vers son cinquième succès de la saison ; le Grand Prix du Japon, à l'instar de la saison précédente, sera crucial pour l'obtention du titre mondial,,,.

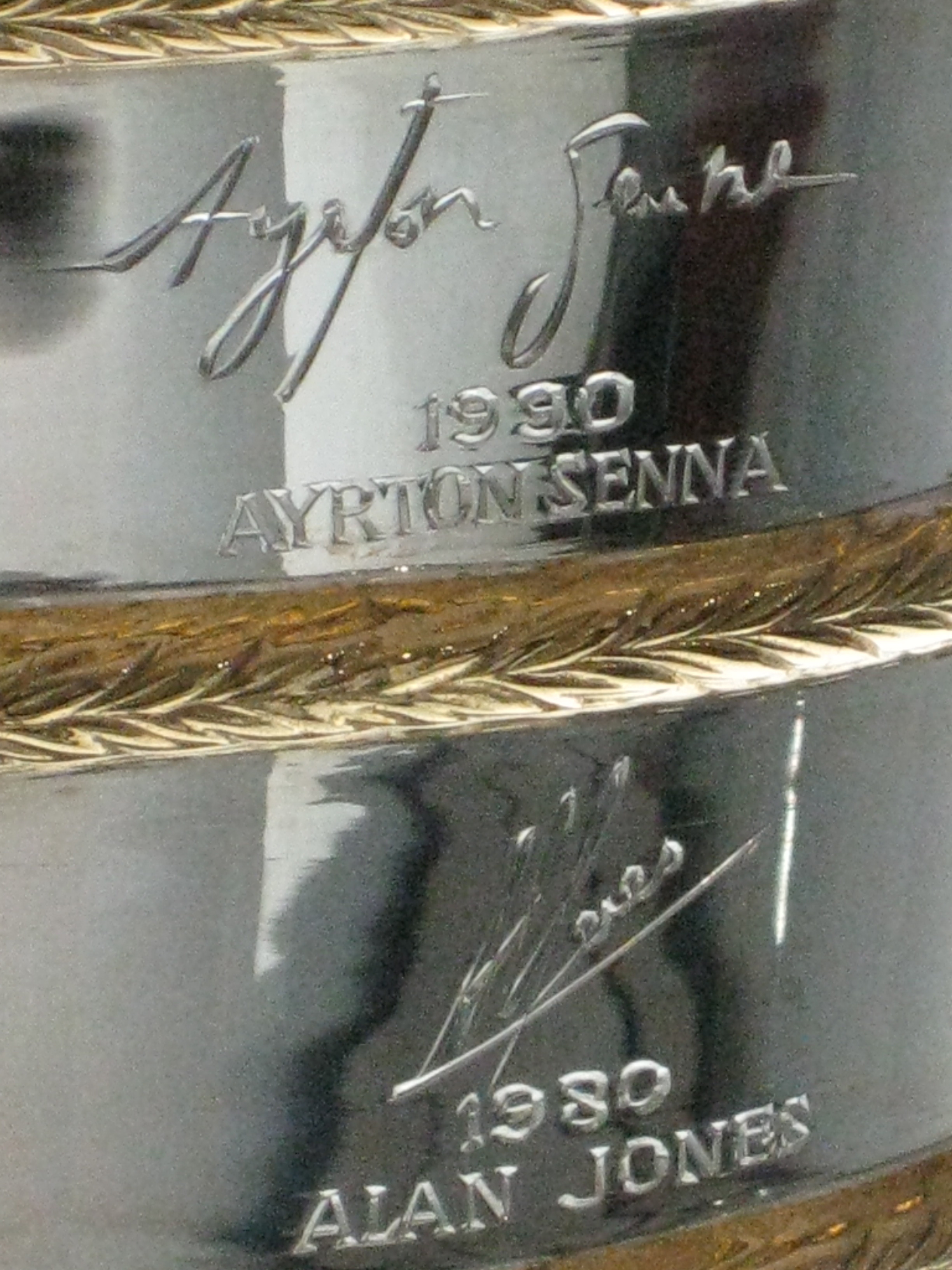
Le nom d'Ayrton Senna gravé sur le trophée de champion du monde pour l'année 1990, juste au-dessus de celui de l'Australien Alan Jones, sacré dix ans auparavant.

À Suzuka, Senna réalise la neuvième pole position de la saison devant Prost. La première place sur la grille se trouvant du côté sale de la piste, le Brésilien, jugeant inéquitable que le pilote ayant réalisé la pole position se retrouve dans une position désavantageuse, demande que cet emplacement soit changé pour la course. Alors que les organisateurs accèdent à sa requête, Jean-Marie Balestre, président de la Fédération internationale du sport automobile annule cette décision. Au départ de la course, Senna patine et voit Prost s'envoler en tête ; il l'éperonne volontairement à l'abord du premier virage, à haute vitesse, entraînant leur double abandon,,. Les rivaux n'échangent aucun mot ou invective au sortir de leur monoplace. Avec neuf points d'avance sur le Français à une manche de la fin du championnat, le Brésilien remporte son deuxième titre de champion du monde et McLaren est sacrée champion du monde des constructeurs. Alors que son geste suscite l'incompréhension des amateurs de la discipline qui regrettent que Senna ne soit pas pénalisé, Ron Dennis avouant même à son pilote qu'il est déçu de ce comportement, Senna explique : « Aujourd'hui, je suis réellement heureux. Ce titre représente énormément de choses pour moi et pour l'écurie Mclaren qui m'a soutenu dans les périodes délicates que j'ai traversées en début d'année. La saison a été longue et difficile, la concurrence redoutable. L'accident ? Ce sont des choses qui arrivent. Nous voulions tous les deux l'emporter donc nous avons pris des risques. Alain a tout simplement commis une erreur tellement imprévisible et grossière venant d'un pilote d'une telle expérience et ayant tant de connaissances. Dans ce contexte, le crash était inévitable. Ce type se plaint constamment et déjà du temps ou nous étions équipiers, il parlait sur moi et Honda, il parlait sur l'équipe qui lui a permis d'être trois fois champion du monde. Ensuite, il va chez Ferrari et c'est reparti. Mais j'ai l'habitude, toute cette controverse se fait autour d'un seul homme. Par ailleurs un titre mondial se construit sur l'ensemble d'une saison et non pas sur une course. De toute façon, cet accrochage a remis les choses à leur place par rapport à l'injustice de 1989. »
Le comportement et l'attitude de Senna à l'issue du Grand Prix, traduit une autre vision, le Brésilien ne cachant pas son malaise et Ron Dennis ajoutant : « On a tout de suite vu qu'il est en conflit avec lui-même et qu'il a décidé de la fin du championnat d'une manière dont il ne peut être fier. C'est la seule et unique fois que Ayrton m'a vraiment déçu. » Prost conclut dans la foulée : « Ce virage se prend en cinquième vitesse, en sixième pour la Ferrari. C'est indoublable. J'ai soutenu Ayrton qui souhaitait que l'on déplace la pole position à gauche car je trouvais que ce n'était pas sportif. Jusqu'à présent, j'ai cru qu'il était un adversaire très dur mais correct sur la piste. Je ne le pensais pas capable de faire ça. Il a montré son vrai visage. Mon premier réflexe aurait pu être de lui mettre mon poing dans la figure mais j'ai préféré me retenir car tout ceci ne m'inspire que du dégoût. La rivalité existe mais il y avait une autre manière de conclure le championnat,,,,,. »

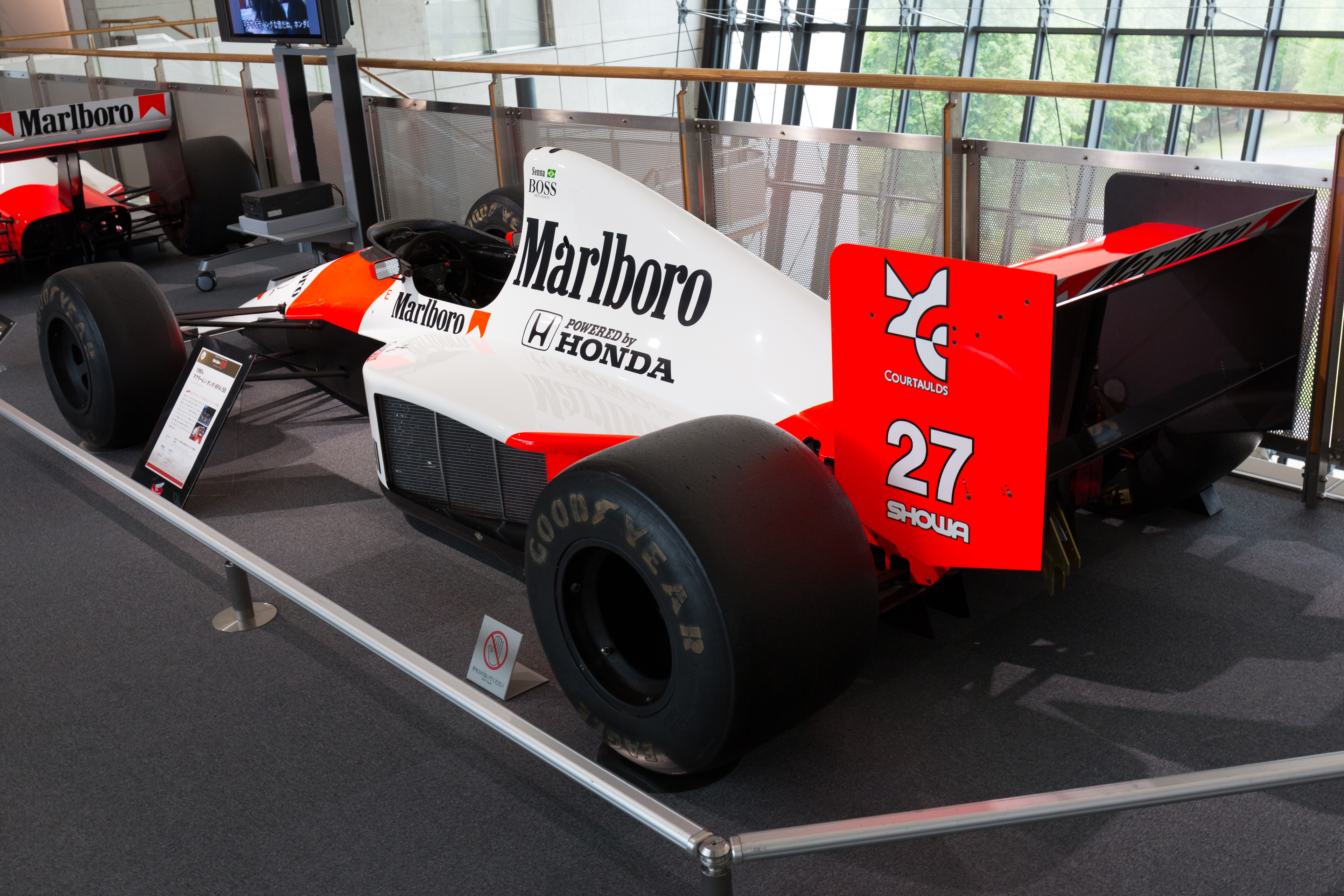
Vue arrière de la McLaren MP4/5B d'Ayrton Senna, exposée au Honda Collection Hall.

Un an plus tard, Ayrton Senna avoue que cet accrochage était prémédité : « En 1989, j'ai gagné la course mais on me l'a enlevée. Il va toujours manquer cette victoire à ma carrière. J'ai été empêché d'accéder au podium par Balestre alors que j'avais gagné. Ça, je n'oublierai jamais. Comme résultat de ceci, il y a eu la course de 1990. Le mauvais emplacement de la pole position n'a pas été déplacé par Balestre. J'ai été si frustré que je me suis juré que si, après le départ, je perdais la première place, je tenterais tout au premier virage et que Prost ne passerait pas devant moi. Ça a été le résultat des décisions stupides prises par des politiciens,,… » Prost admet quelques années plus tard qu'il a compris que le geste de Senna n'était pas clairement tourné contre lui mais contre la fédération ; il considère cependant que cet accrochage est la seule chose qu'il ne peut pas pardonner car si l'angle de contact et le large dégagement de gravier ont fait que les deux pilotes s'en sont sortis indemnes, ils auraient pu se blesser gravement. Pour des pilotes qui ont vu plusieurs amis du paddock se tuer, comme Jim Clark, Jochen Rindt, Ronnie Peterson et François Cevert, ce geste de Senna reste incompréhensible.
Lors de la dernière manche de la saison, en Australie, dans un climat pesant, Senna réalise sa dixième pole position de la saison mais abandonne en course, laissant la victoire à son compatriote Nelson Piquet. Ayrton Senna devient double champion du monde, avec soixante-dix-huit points, et devance Alain Prost de sept unités. Avec dix pole positions, six succès et onze podiums, le bilan comptable est remarquable mais la conclusion du championnat n'est guère valorisante et jette l'opprobre sur le pilote brésilien qui prend de longues vacances dans son pays, agrémentées de prises de contact sans suite avec Cesare Fiorio, le manager de la Scuderia Ferrari et l'ingénieur Pier Guido Castelli, le directeur technique,,,.

#### 1991: triple champion du monde

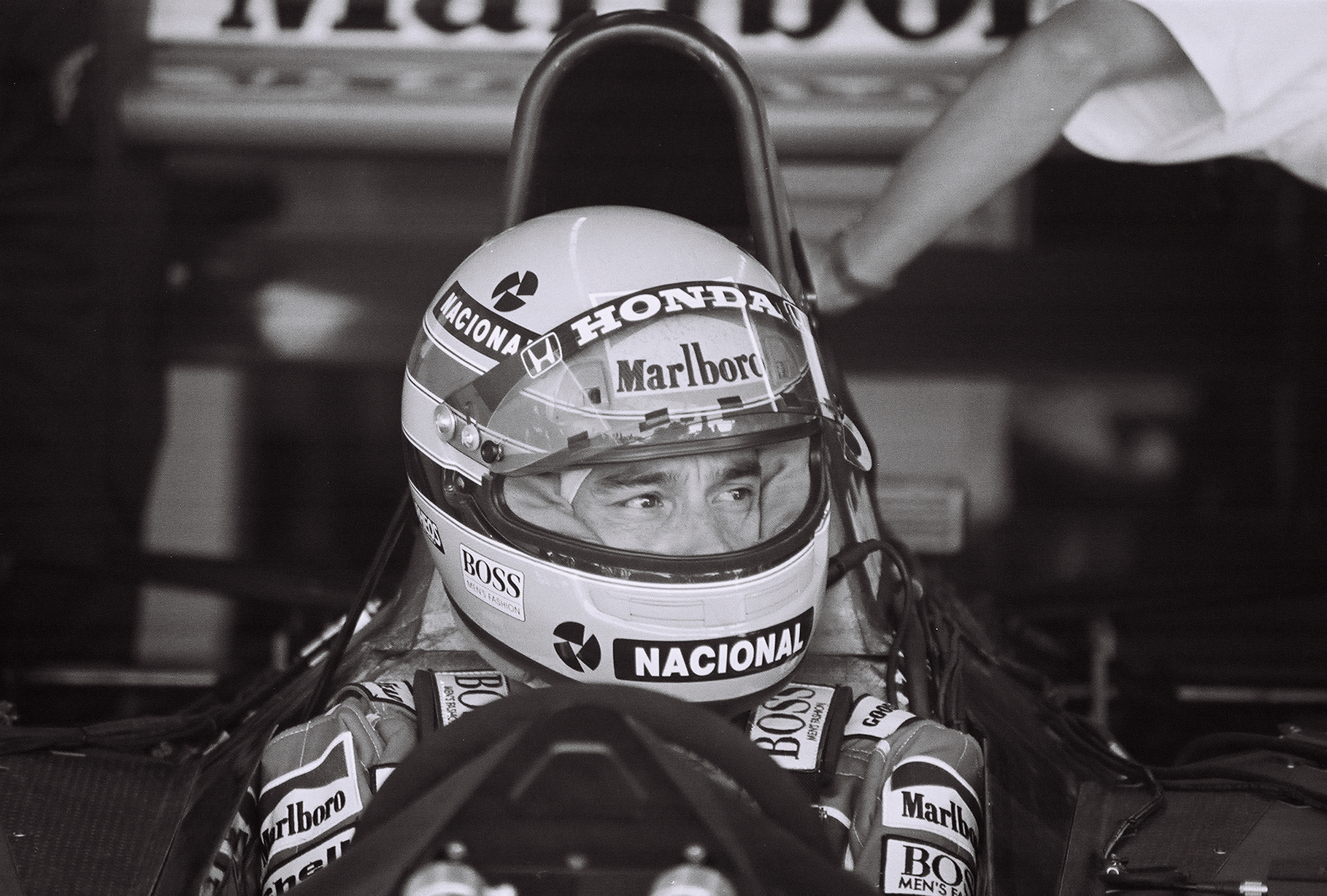
Ayrton Senna au Grand Prix des États-Unis 1991.

Après deux saisons de conflits incessants avec Alain Prost et le président de la FIA Jean-Marie Balestre, Senna étrenne, au cours de l'intersaison, la McLaren MP4/6 conçue par Neil Oatley, propulsée pour la première fois par un moteur V12 Honda et qui réalise des performances probantes lors des séances d'essais privés. La principale interrogation du début de saison repose sur les écuries rivales ; Ferrari, annoncée redoutable, aligne les deux Français Prost et le jeune Jean Alesi tandis qu'Adrian Newey, le talentueux nouvel ingénieur chef de l'écurie Canon Williams, tente d'apporter des évolutions technologiques à la FW14 pilotée par les expérimentés Nigel Mansell et Riccardo Patrese. Ces considérations n'empêchent pas Senna, toujours épaulé par Gerhard Berger, de viser un troisième titre mondial mais il sait que la marge de manœuvre sera moins importante,,,.
La saison débute idéalement pour le pilote brésilien qui aligne quatre pole positions pour autant de victoires. Atteignant un niveau de performance inespéré sur une monoplace dont il exploite tout le potentiel, Senna surclasse ses adversaires à Phoenix, São Paulo, Imola et Monaco,,,,,,. La plus marquante de ses victoires reste son succès à Interlagos, son premier devant son public qui le considère comme une « superstar ». Au volant d'une McLaren qui connaît un grave souci de boîte de vitesses, Senna perd un à un ses rapports, se retrouve bloqué en 6e vitesse, mais franchit en vainqueur le drapeau à damier à la limite de la tétanie physique et, sur le podium, rencontre les pires difficultés à soulever son trophée : « Durant cette course, tout est arrivé en même temps. La pluie, la chaleur, les problèmes techniques… Et je devais rester calme même si beaucoup de choses se passaient dans mon corps et mon esprit. Cela faisait tellement longtemps que je souhaitais gagner cette course. L'enthousiasme de la foule était tellement intense. Et la souffrance aussi, était de plus en plus forte. Je n'ai jamais autant souffert qu'à cet instant mais quand on est derrière un volant, il n'y a aucune place pour le compromis. Il faut se donner en totalité et parfois encore plus. Ce fut le cas lors de cette course. À sept tours de l'arrivée, il ne me restait plus que la sixième vitesse, c'était la seule qui passait. La douleur était terrible mais ma soif de victoire n'en était que plus grande. C'était mon devoir de gagner au Brésil,,,. »

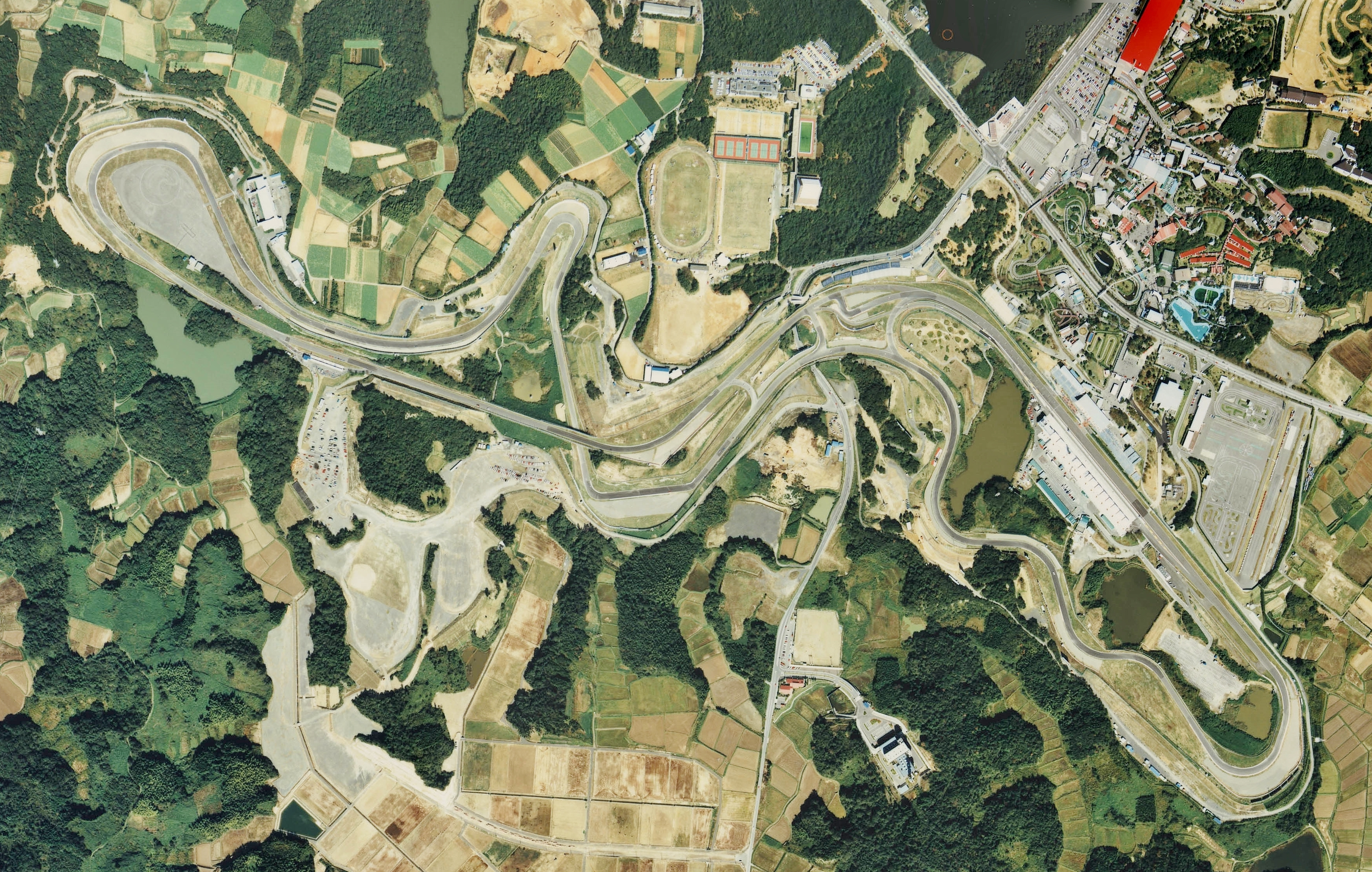
Comme les trois années précédentes, le titre pilotes 1991 se joue à nouveau sur le circuit de Suzuka.

Les courses de l'été sont marquées par la montée en puissance des Williams-Renault qui rendent la conquête du troisième titre du Brésilien plus compliquée. Patrese s'impose au Mexique tandis que Mansell remporte trois courses consécutives et se rapproche à huit points de Senna qui monte sur le podium en France mais marque sérieusement le pas face à l'efficacité redoutable des nouveaux composants électroniquement assistés de la monoplace de Grove,,,,,,,. Senna, que des rumeurs infondées annoncent chez Ferrari en remplacement de Prost dès la saison suivante, remporte deux victoires décisives, en Hongrie devant le duo Williams Mansell et Patrese quelques jours après le décès de Soichiro Honda, fondateur de la marque éponyme, puis en Belgique, devant Berger et Nelson Piquet ; il reprend ainsi ses distances au championnat,,,,.
Mansell répond par deux victoires en Italie et en Espagne qui lui permettent de maintenir le suspense et ainsi de disputer, encore à Suzuka, le titre à Senna,,,,. La sortie de piste de Mansell au cours du Grand Prix assure le titre à Senna qui, à la demande de Ron Dennis, laisse la victoire à son équipier devenu un ami proche, Gerhard Berger, malchanceux depuis son arrivée chez McLaren,,. En Australie, le Brésilien clôt une saison sans véritable fausse note en remportant sa septième victoire ; cette course rentre dans l'histoire comme étant la plus courte jamais disputée avec seulement quatorze tours,.
À 31 ans, le nouveau triple champion du monde égale le palmarès de Niki Lauda, Nelson Piquet, Alain Prost et Jackie Stewart et se déclare en phase ascendante et au summum de son pilotage. Il vise dorénavant le record de cinq titres mondiaux de l'Argentin Juan Manuel Fangio. Après le licenciement d'Alain Prost par la Scuderia Ferrari et sa possible retraite, Senna prononce quelques mots que peu imaginaient possibles venant de lui : « Ce n'est pas une bonne chose pour la Formule 1. Malgré les problèmes et toutes les controverses que nous avons connus, je tiens à dire qu'Alain est un pilote très performant et restera à jamais un champion du monde. » De plus en plus influent au sein de sa discipline, il poursuit en exprimant sa volonté de créer un syndicat afin que l'avis des pilotes ait plus de poids dans des décisions qu'il juge actuellement « unilatérales et causent du tort à ce sport. »

#### 1992: la domination Williams-Renault

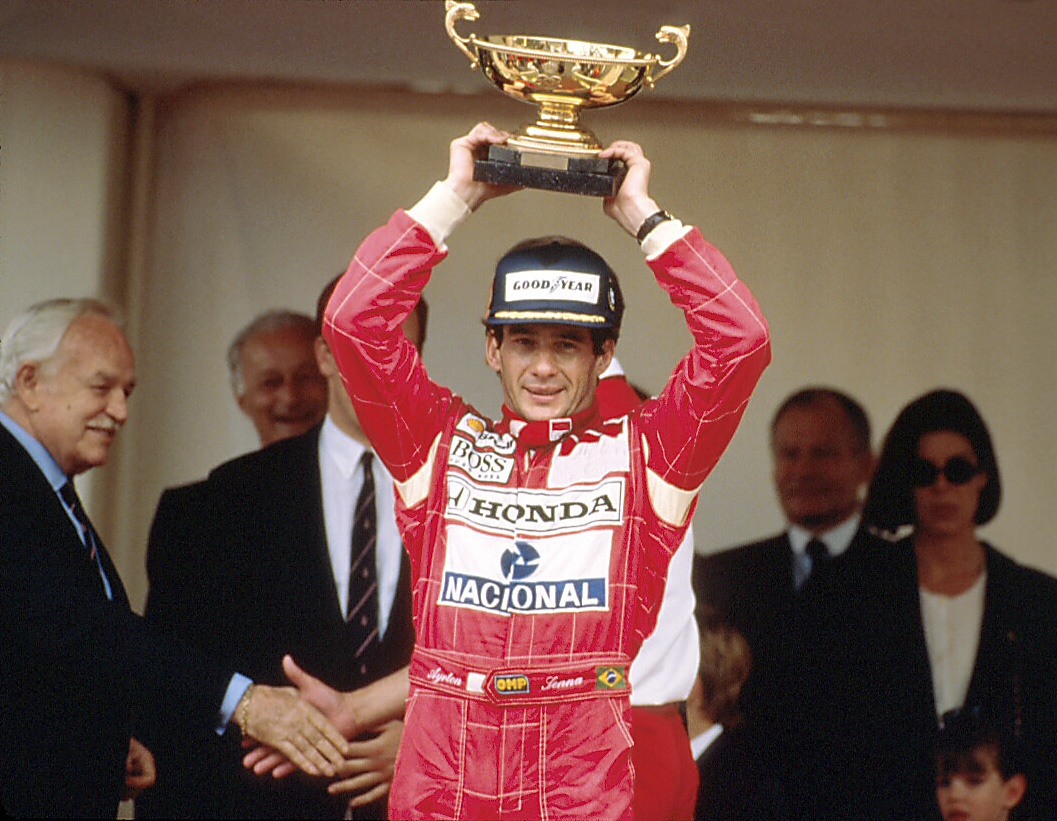
En 1992, Senna sur le podium aux côtés du Prince Rainier, remporte sa cinquième victoire à Monaco.

L'intersaison 1992 est compliquée pour McLaren Racing qui rencontre des difficultés de développement de son inédite boîte de vitesses semi-automatique, du nouveau moteur V12 Honda ouvert à 75° et de l'accélérateur électronique fly by wire qui permet de passer les vitesses de la McLaren MP4/7A en restant le pied sur l'accélérateur. Très peu présents lors des essais hivernaux, largement dominés par la Canon Williams dont les problèmes de fiabilité électronique semblent résolus et qui optimise sa nouvelle suspension active, Neil Oatley et Ron Dennis doivent engager une version légèrement améliorée de la monoplace de la saison précédente dont Senna et Berger n'ont jamais été satisfaits. Le Brésilien reste le meilleur pilote du plateau et l'homme à battre mais l'ombre d'un doute subsiste,,,,.
Les pilotes Williams écrasent le début de saison avec trois doublés ; vainqueur des cinq premières courses, Nigel Mansell domine sans partage tandis que Senna, auteur de deux podiums, est confronté lors des deux premières courses au retard technique du châssis MP4/6B ainsi qu'au manque de fiabilité chronique de la nouvelle MP4/7A, loin d'être « l'outil révolutionnaire » promis,,,,,,. Il fait régulièrement étalage de son insatisfaction quant au manque de réactivité de ses ingénieurs et menace rapidement si cela continue, de quitter l'écurie vers le plus offrant,,,,,,,,.

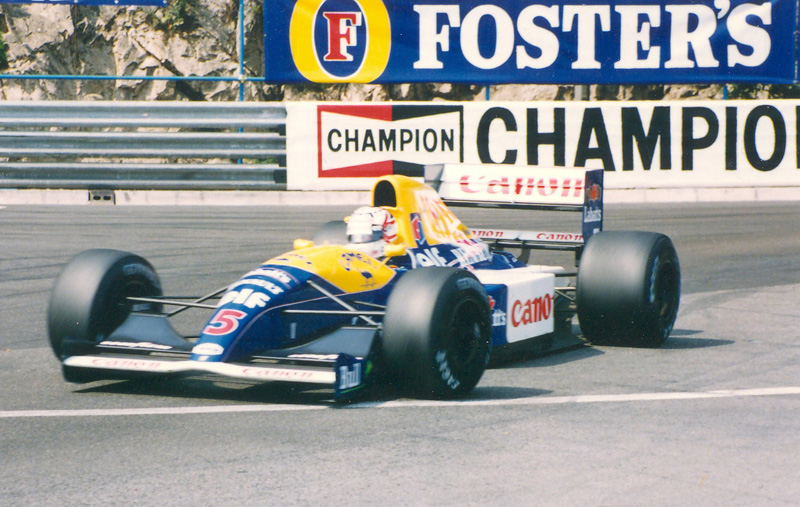
La Williams-Renault du futur champion du monde Mansell, devient très vite l'objet de toutes les convoitises.

Lors du Grand Prix de Monaco, Senna parvient à rivaliser avec Mansell ; il poursuit le Britannique tout au long de la course, s'empare de la tête au soixante-et-onzième tour et remporte la victoire pour 215 millièmes de seconde,. Cet exploit reste ponctuel puisque Williams reprend sa domination au cours d'un été qui voit Mansell remporter trois nouvelles victoires,,,,. Senna ne cache plus ses tractations entamées avec Frank Williams d'une part et Luca di Montezemolo d'autre part,,,. Il profite des rares défaillances de Williams pour remporter deux victoires lors du Grand Prix de Hongrie (où Mansell, second de l'épreuve, s'assure définitivement de son premier titre de champion du monde,,) et du Grand Prix d'Italie. Ces succès n'apportent qu'une satisfaction mesurée au Brésilien, conscient d'un échec retentissant qui le pousse, pour la première fois, à prendre ses distances avec Ron Dennis qui refuse toujours l'intégration de la suspension active qui fait merveille chez Williams et qui est, selon Senna, le seul moyen pour McLaren de refaire son retard. L'annonce du futur départ de Honda est un nouveau coup dur pour Senna qui perd peu à peu ses principaux soutiens,,,,,,,,.

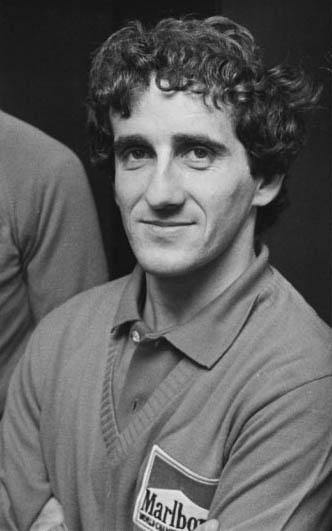
Le retour d'Alain Prost pour 1993 rebat les cartes en coulisses.

Au Portugal, Senna se classe troisième ; il termine alors quatrième, avec cinquante points, d'un championnat du monde marqué par des luttes de pouvoirs et des négociations triangulaires mêlant d'un côté McLaren sur le déclin, de l'autre Williams en pleine renaissance et une lutte entre les trois meilleurs pilotes des dernières années,,. Ces événements trouvent leur origine au moment du renvoi d'Alain Prost de chez Ferrari, le Français ayant pris une année sabbatique mais ne cachant pas sa volonté de recourir. La seule motivation d'Ayrton Senna étant de battre Prost, il apparaît que sans son rival, il n'est plus le même. Dans plusieurs interviews, Alain Prost déclare que, durant l'année 1992, Senna l'a appelé régulièrement afin de le convaincre de revenir au plus vite ; il n'aime pas se battre contre Mansell, capable de prises de risque encore plus osées que lui-même ni contre Michael Schumacher, un jeune talent qu'il n'apprécie guère : l'Allemand et le Brésilien s'accrochèrent à Magny-Cours puis Senna reprocha à Schumacher de l'avoir bloqué en qualifications à Hockenheim au point d'en venir aux mains dans le stand Benetton Formula,.
Senna a compris, tout comme Prost, qu'un volant chez Williams-Renault est désormais la meilleure chance de redevenir champion du monde. Alors que Prost dispose de contacts avancés et bénéficie de l'avantage d'être soutenu par Renault et Elf, les principaux partenaires de l'écurie britannique, Senna se déclare prêt à piloter gratuitement pour Williams. Nigel Mansell, qui pensait profiter de ses victoires pour revaloriser son contrat, devient le dindon de la farce de ce jeu de billard à trois bandes. Écœuré, il part en Amérique du Nord disputer le championnat CART. Prost ayant obtenu sa titularisation, se voit approché par Senna qui tente de le convaincre de courir à ses côtés ; Prost gardant de très mauvais souvenirs de leur collaboration passée oppose son veto et Senna se répand contre lui dans la presse, menaçant même de prendre, à son tour, une année sabbatique,,,,,,,,,,,,.
Senna renonce finalement à un congé sabbatique mais se questionne sur son avenir au sein d'une écurie McLaren en difficulté économique (malgré le soutien maintenu de son sponsor historique Marlboro) et sans moteur, Honda, dont les ingénieurs sont très proches du Brésilien, confirmant son retrait pour 1993,,,. Le 20 décembre 1992, il réalise un test pour le compte de l'écurie d'IndyCar Penske Racing avec son ami Emerson Fittipaldi, champion de la discipline en 1989, sur la piste de Firebird en Arizona. Fittipaldi lui a proposé ce test car ces monoplaces, sans aucune aide électronique avec un levier de vitesse pour une boîte de vitesses manuelle séquentielle, lui avaient « redonné le goût du pilotage ». Bien que situé à proximité du Phoenix International Raceway, le directeur Roger Penske refuse de lui faire prendre le risque de rouler sur un ovale. Au volant d'une voiture de 1992, Senna se montre plus rapide que Fittipaldi. Nigel Beresford, l'ingénieur de Senna pour ces essais déclare : « Il est revenu aux stands et il m'a dit : « Merci beaucoup. J'ai appris ce que je voulais savoir. » Il a dégrafé son harnais et a sauté hors de la voiture. Il avait terminé […] Il était tout simplement incroyablement rapide. Au volant de la Penske 92, Fittipaldi a réalisé un temps de 49 s 70 en comparaison de 49 s 09 pour Senna. À la fin de la journée, Emmo a réalisé un temps de 48,5 avec la nouvelle Penske, ce qui n'était que 0,6 seconde plus vite que Senna. Ayrton a donc réalisé une performance étonnante, considérant qu'il pilotait une voiture datée d'un an et chaussée de pneus usés. Pour moi, cela prouve que Senna était capable de s'adapter extraordinairement vite à un nouvel environnement. » « Enchanté » par cet essai, Senna hésite encore sur son avenir pour la saison à venir,,,,,.
La revue Forbes, dans sa publication des sportifs les mieux payés du monde, le classe au troisième rang, derrière les sportifs américains, Michael Jordan et Evander Holyfield, avec des revenus annuels équivalents à vingt-deux millions de dollars.

#### 1993: le retour de Prost et la démonstration de Donington

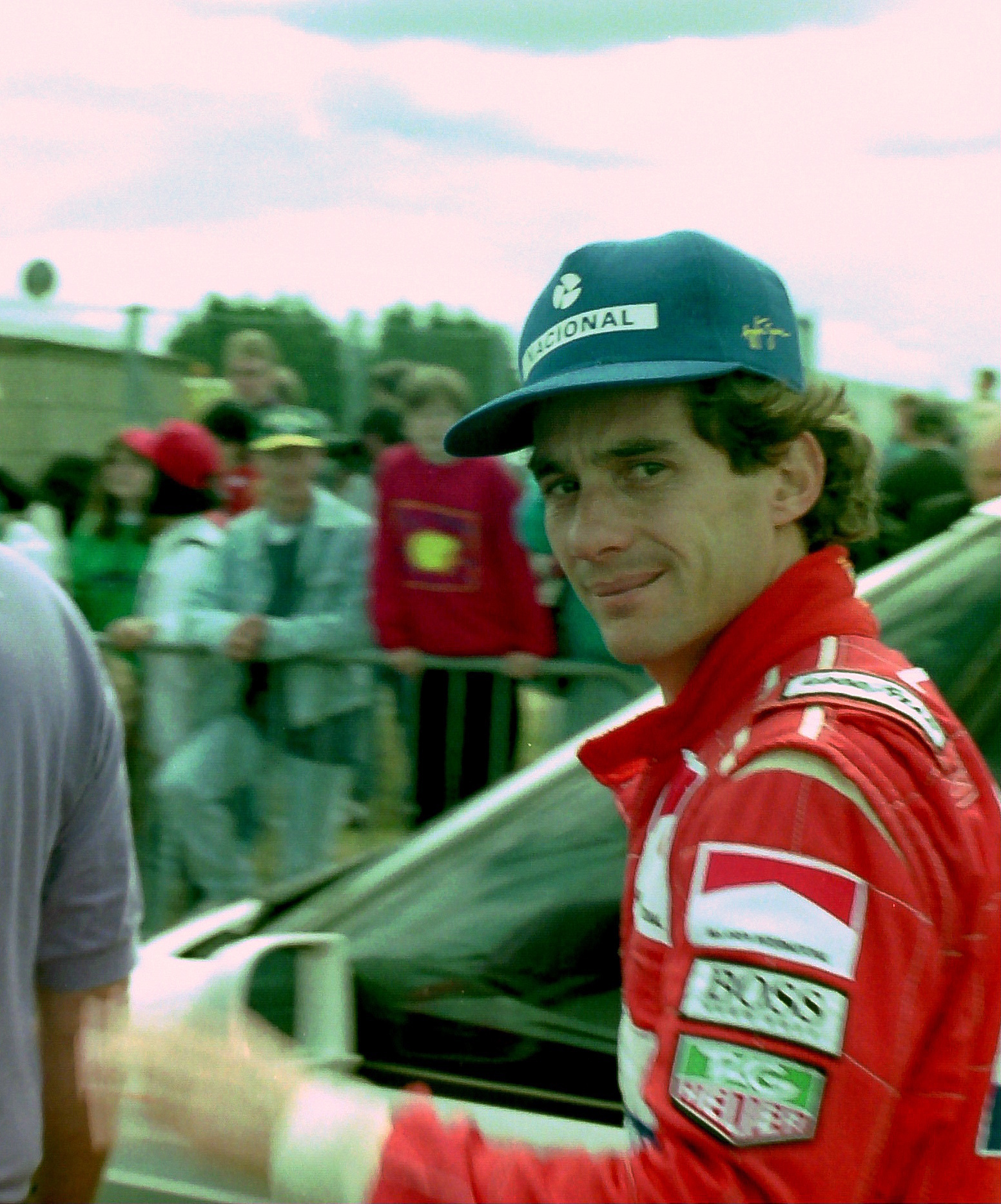
Ayrton Senna dans le paddock avant le début du Grand Prix d'Europe 1993 disputé à Donington.

Début 1993, Senna encore en réflexion, tarde à confirmer sa participation ; les deux pilotes McLaren inscrits auprès de la FIA et qui participent à la plupart des tests de la nouvelle monoplace sont Michael Andretti et Mika Häkkinen, alors que Penske Racing confirme Paul Tracy et Emerson Fittipaldi en IndyCar. Quelques semaines avant la reprise du championnat, Senna rentre du Brésil pour défier Prost, le pilote de la redoutée Williams. Après quelques tours de piste à Silverstone, il se rend compte que, malgré un moteur Ford-Cosworth V8 client HBD7, la McLaren MP4/8 possède un châssis efficace et une électronique TAG fiable ; le Brésilien émet toutefois quelques réserves tant sur sa monoplace que sur l'évolution technologique qui selon lui, nivelle la valeur des pilotes : « Aller vite n'a jamais été un problème pour moi… Le plus difficile lorsqu'on prend en main une monoplace aussi nouvelle que celle-ci est de comprendre ce qu'il se passe et de comprendre la façon d'en garder le contrôle. La voiture est différente de celle de l'an passé car plus sophistiquée et elle dispose, en outre, d'un moteur radicalement différent du Honda. Il faut s'y habituer. Concernant les évolutions techniques, vous pouvez prendre deux ou trois pilotes qui ont chacun une façon opposée de piloter, de gérer leur accélération, leur rapport de boîte ou la puissance au sol. À chaque fois maintenant, l'électronique fait le travail et non le pilote. Ce n'est pas l'idée que je me fais d'un vrai championnat. » Moyennant des primes importantes (les rumeurs annoncent près d'un million de dollars par Grand Prix disputé), il signe un contrat d'une saison chez McLaren,,,,,,,,,,.
Contre toute attente, le Brésilien réussit, dès les premières courses de la saison sur des circuits techniques, à tirer parti de sa monoplace inférieure en puissance moteur mais disposant d'un châssis bien développé. Dauphin de Prost au Grand Prix d'Afrique du Sud, Senna réalise ensuite deux prestations de grande qualité. Il remporte pour la seconde fois son Grand Prix national tandis que son rival abandonne ; son tour de rentrée aux stands prend une tournure spectaculaire quand la foule se rue sur la piste pour acclamer son héros qui s'est emparé d'un drapeau brésilien juste après son arrivée. Senna, qui roulait alors au ralenti pour saluer le public, est contraint de s'arrêter devant cette masse qui encercle sa voiture. Devant l'impossibilité d'avancer à travers cette foule, il laisse sa voiture en plein milieu de la piste et finit son tour d'honneur dans la voiture de sécurité, la fête se poursuivant ensuite sur le podium où il reçoit son trophée des mains de Juan Manuel Fangio,,,. Ensuite, au Grand Prix d'Europe sur le circuit de Donington Park, il réalise, selon de nombreux amateurs de la discipline, sa plus belle démonstration de pilotage. Sous la pluie et sur un circuit réputé dangereux, il dépasse quatre concurrents, dont Prost, lors d'un premier tour d'anthologie, réalise des choix stratégique judicieux de gestion des pneumatiques et relègue tous ses rivaux, à l'exception de Damon Hill, à un tour,,. Cette performance, encensée de tous, reste mitigée pour le principal intéressé qui, tout comme Prost, n'apprécie pas l'évolution électronique de la Formule 1 et considère que sa performance est plus liée à l'excellente électronique TAG de sa McLaren qu'à son talent ; il préfère citer sa première victoire sous le déluge d'Estoril ou son premier podium à Monaco,,. Rivalisant avec la Williams d'Alain Prost, supérieure sur le plan technologique et qui remporte trois succès mais qui souffre de problèmes chroniques d'embrayage, Senna prend la tête du championnat devant Prost après sa victoire à Monaco, sa sixième en principauté, qui constitue encore un record,,,,.

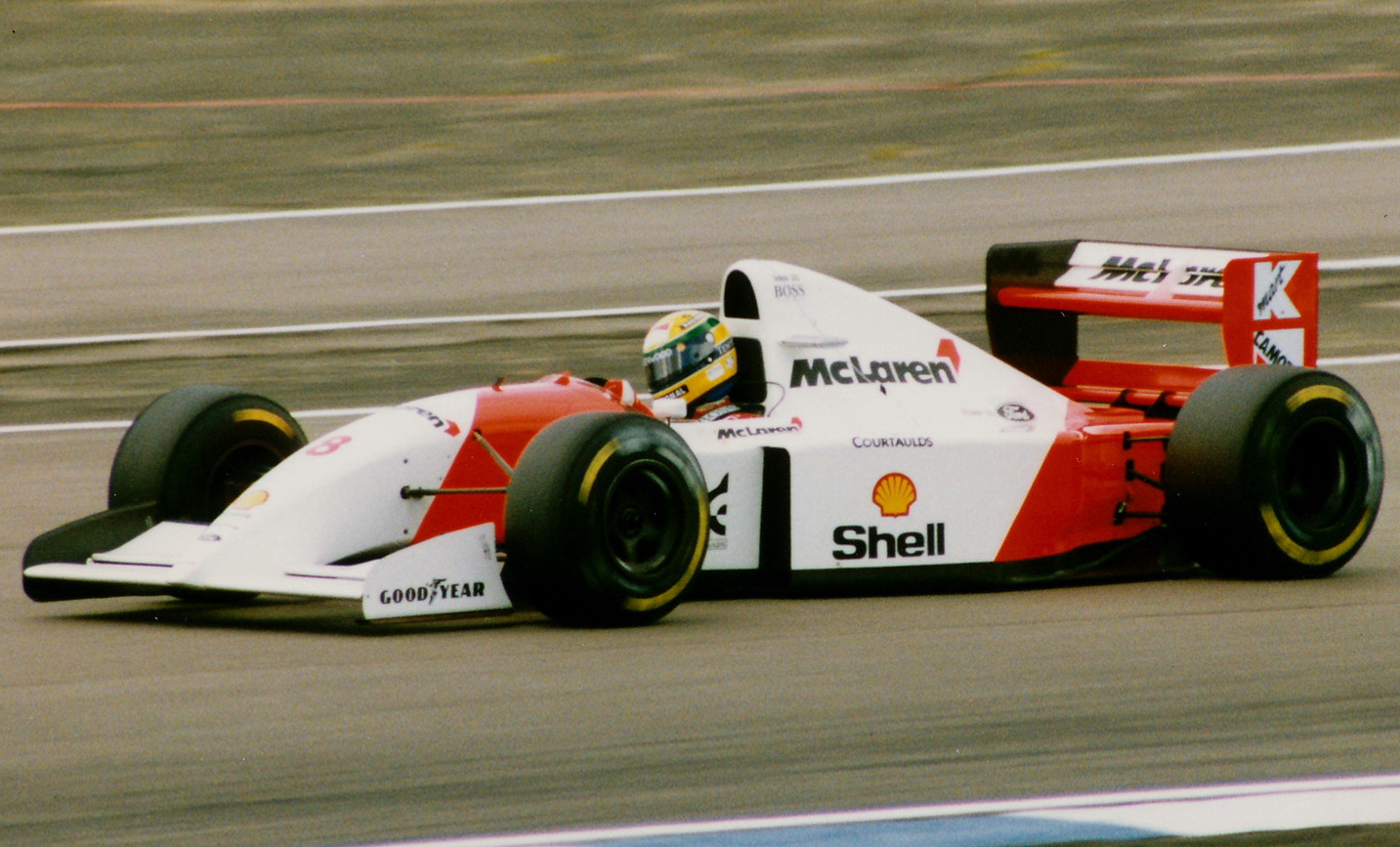
Senna à bord de la McLaren MP4/8.

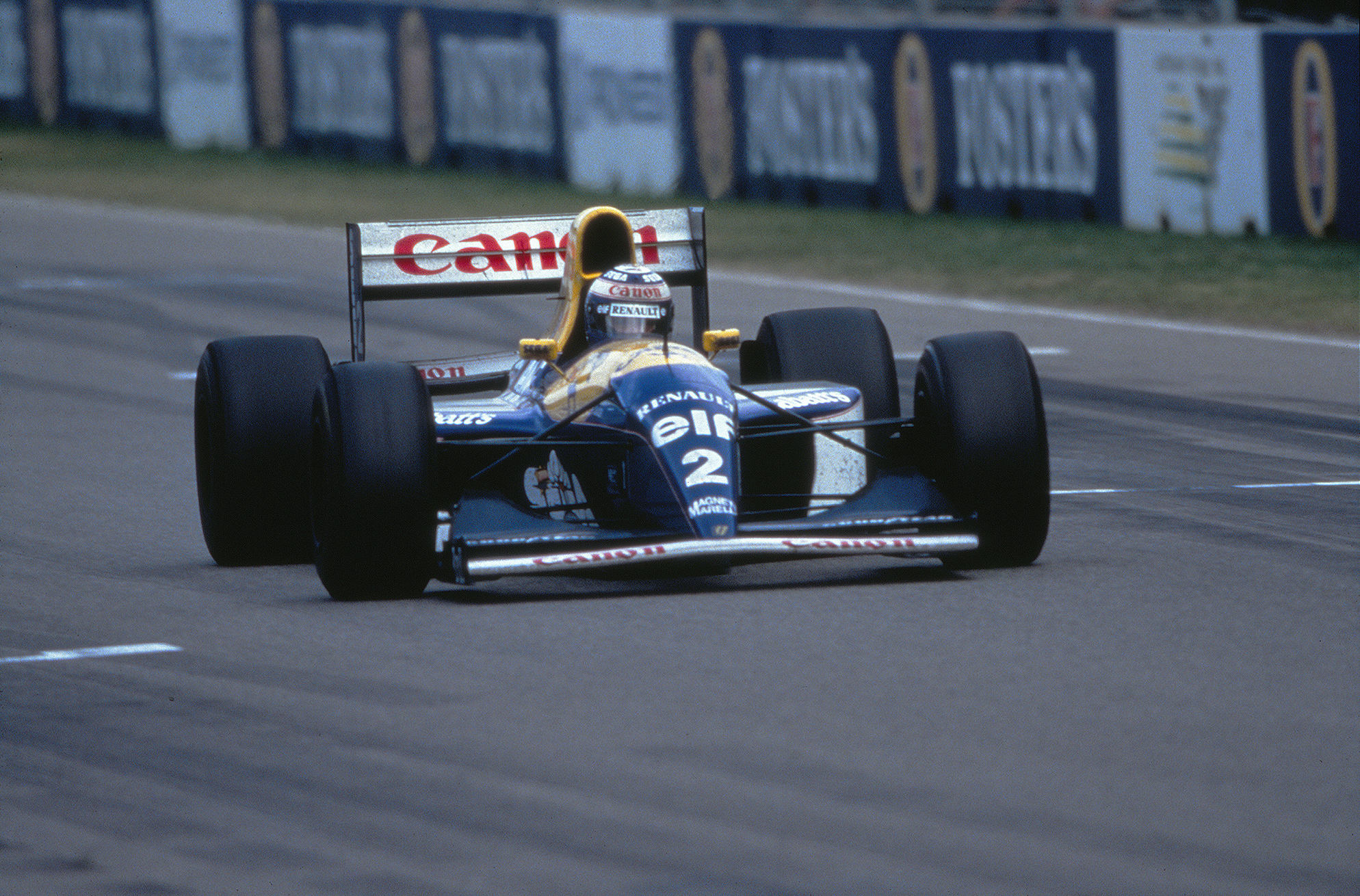
Senna remporte cinq victoires en 1993 mais ne peut rivaliser avec la Williams-Renault FW15C d'Alain Prost.

À la mi-saison, sur les circuits rapides disputés qui nécessitent un bon moteur, le V10 Renault surclasse le V8 Ford et Senna ne peut tenir le rythme des pilotes Williams qui bénéficient encore des avantages électroniques qui seront bannis en 1994,. Avec quatre victoires consécutives, Prost s'envole au championnat du monde tandis que son équipier Damon Hill, qui s'impose à trois reprises, assume parfaitement son rôle de soutien et prive de points le Brésilien qui, de plus, subit de nombreuses avaries techniques et ne monte sur aucun podium au cours de cette période,,,,,,,,,. Mi-septembre 1993, alors que le paddock se trouve à Monza pour le Grand Prix d'Italie, Jean Todt, fraîchement nommé à la tête de la Scuderia Ferrari, rencontre Ayrton Senna dans un hôtel au bord du Lac de Côme. Il veut l'engager, mais il a sous contrat deux pilotes (Jean Alesi et Gerhard Berger) et lui explique qu'il ne pourrait rejoindre l'écurie de Maranello qu'en 1995, alors que le Brésilien souhaite piloter en rouge dès 1994. Les discussions restent toutefois ouvertes, la proposition de Todt restant valable pour 1995.
Profitant d'un nouvel ensemble aérodynamique et électronique en vue de la fin de saison, Senna retrouve des couleurs alors que le Français remporte son quatrième titre mondial au terme du Grand Prix du Portugal et annonce sa retraite. Senna obtient, par voie de conséquence, le volant de la Williams-Renault qu'il convoitait depuis plus de deux ans,. D'aucuns pointent dans ces événements, une manipulation fomentée par Frank Williams qui, s'il reconnaît le talent exceptionnel de Prost, recherche un pilote moins calculateur que le Français dont il sait bien que l'idée d'un nouveau tandem avec son principal rival le pousserait vers la retraite,,,,,,.
À Suzuka, le Brésilien remporte la quarantième victoire de sa carrière devant Prost ; Mika Häkkinen, le nouveau coéquipier du Brésilien, ne peut que constater l'ambiance glaciale qui règne sur le podium entre les deux grands rivaux,. Senna attend en réalité la fin de sa confrontation avec Prost, au Grand Prix d'Australie à Adélaïde, pour signer la paix des braves. Après avoir réalisé la pole position, il remporte l'épreuve devant Prost. Après une poignée de main chaleureuse dans le garage du parc fermé, il invite Prost à monter avec lui sur la plus haute marche du podium, prémices d'une réconciliation qui vire à la franche rigolade lors de la conférence de presse durant laquelle Senna révèle que Ron Dennis vient de lui dire que, s'il le souhaite, il peut rester chez McLaren en 1994. Prost tape alors dans le dos de Senna en lui disant « Tu sais, il m'a dit la même chose fin 1989 » et poursuit par « Une rivalité doit avoir une fin et même s'il n'y aura probablement jamais d'amitié, il est important de montrer qu'il existe du respect entre pilotes et que le sport sort toujours gagnant d'une manière ou d'une autre,,,. »
Deuxième du championnat avec cinq victoires, Senna a tiré le meilleur d'une monoplace inférieure à celle de son rival. Il quitte l'écurie McLaren et Ron Dennis fort d'une collaboration qui l'a vu remporter trois titres de champion du monde, 46 pole positions, 35 victoires, 55 podiums et 18 meilleurs tours en course, combiné à des rivalités avec des pilotes aussi illustres qu'Alain Prost ou Nigel Mansell qui ont marqué l'histoire du sport automobile et lui ont permis de dépasser le cadre de son sport. Le Brésilien doit relever le défi de s'adapter aux méthodes de travail différentes chez Williams-Renault ainsi qu'à une monoplace privée des avancées technologiques qui faisaient sa force,,,.
À l'issue de la saison, Prost et Senna se retrouvent à plusieurs reprises pour discuter de la nouvelle Williams en développement ainsi que pour piloter ensemble lors d'une course de karting de charité à Paris-Bercy à l'initiative d'Ayrton Senna. Senna et Prost passent la soirée à bavarder sous les yeux du public, ce qui semble officialiser leur entente. Conscients tous deux que l'un sans l'autre, leur carrière n'aurait certainement pas eu le même impact, ces deux pilotes, probablement les meilleurs de leur génération avaient développé un énorme respect mutuel mais leurs caractères de champions les empêchaient de se rapprocher tant qu'ils étaient en compétition.

### 1994: dernière saison chez Williams-Renault

#### Une arrivée difficile
Présenté comme favori du championnat, Senna doit composer avec une FW16 privée des assistances électroniques telles que les suspensions actives ou le système d'anti-patinage qui ont permis à Williams d'obtenir plusieurs titres de champions des constructeurs. Bien que mise au point par Adrian Newey, la monoplace s'avère rétive et difficile à mettre au point. Le seul point de satisfaction de l'intersaison pour le Brésilien est de renouer avec les ingénieurs français de la régie Renault qu'il côtoyait chez Lotus et dont le moteur, puissant et fiable, équipe la monoplace,,,,.
Le Brésilien doit aussi faire face, en l'absence de Prost et du fait d'un équilibre du plateau (les écuries étant désormais toutes logées à la même enseigne) à une nouvelle génération de pilotes très rapides comme son équipier Damon Hill, Michael Schumacher, Mika Häkkinen ou encore Jean Alesi qui se sont mis en évidence lors des essais privés,,.
Auteur de la pole position lors des deux premières manches, le Brésilien achève ses courses par la déception d'un tête-à-queue lors du Grand Prix du Brésil puis après un accrochage avec Nicola Larini au départ du Grand Prix du Pacifique ; il voit l'Allemand Schumacher remporter les deux courses sur sa Benetton B193-Ford, dont il doute de la probité technique, s'envoler au classement du championnat,,,,.
Lorsque se confirment ses doutes sur sa monoplace, qu'il juge instable et difficile à régler, Senna, contrairement aux saisons précédentes, ne cache plus ses émotions ni son pessimisme au moment d'aborder un Grand Prix de Saint-Marin déjà décisif,.

#### Le tragique Grand Prix d'Imola

##### Qualifications: Ratzenberger se tue

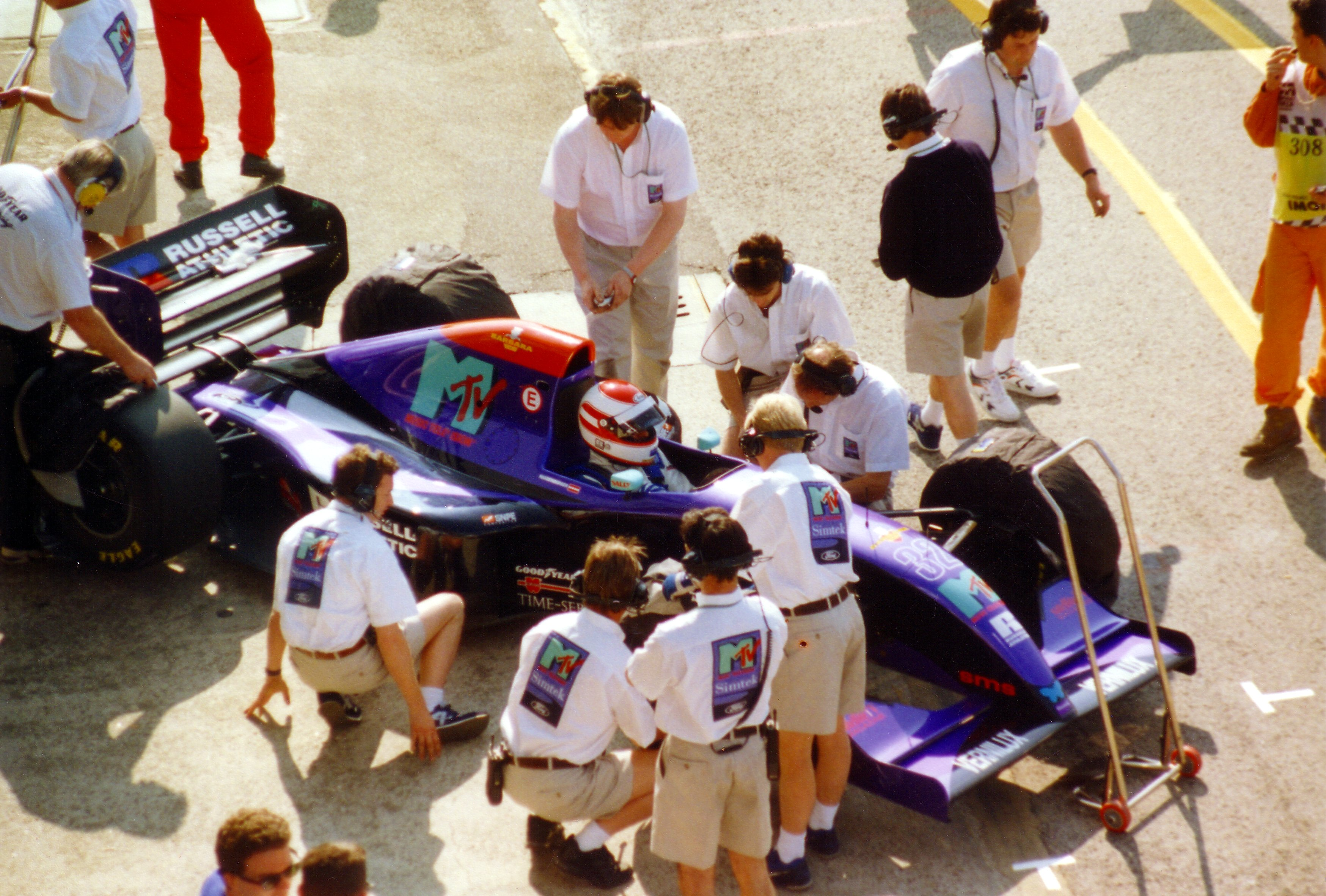
Roland Ratzenberger dans sa Simtek le jour de son accident mortel.

Le Grand Prix de Saint-Marin sur le circuit d'Imola en Italie, troisième Grand Prix de la saison, les 29, 30 avril et 1er mai 1994, tourne au cauchemar dès le vendredi, marqué par le violent accident du jeune Rubens Barrichello, pilote brésilien de l'écurie Jordan, troisième du championnat, qui perd soudainement le contrôle de sa monoplace à l'entrée d'une chicane rapide avant de décoller et de s'écraser contre un mur de pneus. Barrichello est transporté inconscient à l'hôpital du circuit, laissant craindre le pire sur son état de santé jusqu'à ce qu'Ayrton Senna, venu à son chevet, rapporte des nouvelles rassurantes à son sujet. Souffrant de blessures légères, Barrichello, forfait pour le reste du weekend, est de retour dans le paddock dès le lendemain : « Je ne me souviens pas de grand chose concernant ces moments mais je n'oublierais jamais les larmes que j'ai vues dans les yeux d'Ayrton ce jour-là,,. »

La Villeneuve curva, lieu de l'accident de Ratzenberger.

Le samedi, lors des essais qualificatifs au terme desquels Senna obtient sa soixante-cinquième pole position, l'Autrichien Roland Ratzenberger, au volant de sa Simtek-Ford, est victime d'un accident mortel dans la courbe Villeneuve juste après avoir perdu un aileron dans le virage de Tosa. Ratzenberger est très certainement tué sur le coup mais son décès n'est constaté officiellement que lors de son transfert hors du circuit. En effet, selon la loi italienne, si le décès avait été constaté sur place, la piste aurait été placée sous scellés aux fins d'inspection et d'enquête ce qui aurait automatiquement entraîné le report du Grand Prix,,.
Senna, choqué par l'événement reste longuement troublé devant le moniteur du stand Williams qui diffuse les images de l'accident et de l'intervention des secours. Il prend la décision de monter à bord d'une voiture de la direction de course et se rend sur les lieux de l'accident pour discuter avec des commissaires de piste. Pour ce geste, il est vertement rappelé à l'ordre par lettre le dimanche matin par la FIA, les officiels considérant qu'il n'avait rien à faire sur place. Profondément affecté par ce drame, Senna éprouve un mauvais pressentiment et confie au téléphone à sa compagne Adriana Galisteu qu'il ne souhaite pas courir. Le professeur Sid Watkins, à la tête de l'équipe médicale sur les circuits de Formule 1, rappelle dans ses mémoires qu'Ayrton Senna a pleuré sur son épaule à l'annonce de la mort de Ratzenberger,,. Watkins tente de persuader Senna de ne pas courir le lendemain, lui disant qu'il est le triple champion du monde, le plus rapide et qu'il ferait mieux de « se mettre à la pêche » (« What else do you need to do? You have been world champion three times, you are obviously the quickest driver. Give it up and let's go fishing. ») Senna lui rétorque qu'il n'a pas le contrôle sur certaines choses et qu'il doit continuer (« Sid, there are certain things over which we have no control. I cannot quit, I have to go on,. »)
Lors du repas du samedi soir, en compagnie de son agent Julian Jakobi et de son ancien équipier Gerhard Berger, Senna demande à ce qu'un drapeau autrichien lui soit remis afin qu'il puisse rendre hommage à Ratzenberger sur le podium en cas de victoire.

##### L'accident mortel d'Ayrton Senna

Senna perd le contrôle de sa F1 dans le virage de Tamburello, le premier après la ligne de départ.

La course aura donc lieu. Au briefing des pilotes, Ayrton Senna demande au Français Erik Comas, qu'il a secouru à Spa en 1992, de le rencontrer à Monaco afin de parler de sécurité. Visiblement, Senna a l'intention de reformer un comité de pilotes et en discute également avec Michael Schumacher et Gerhard Berger à la sortie du briefing. Le dimanche midi, il traverse le paddock et le motorhome Renault pour rejoindre Alain Prost et, à nouveau, lui parle de sécurité et de ses doutes sur la possibilité de contenir la Benetton de Schumacher avec sa Williams. Prost déclare : « Je ne l'avais jamais vu aussi perturbé et préoccupé par la sécurité des pilotes en général. Ça correspondait à son état d'esprit du moment. Il semblait bien différent de celui que j'avais connu quand je courais encore, six mois plus tôt. Quelqu'un de plus fragile, beaucoup moins serein. Avant, on avait l'impression que rien ne pouvait détruire Senna. Et puis là, d'un coup, on sentait qu'il était un peu moins bien,,,,. »
Outre les accidents de Barrichello et de Ratzenberger, JJ Lehto et Jean Alesi ont été victimes de violentes sorties entraînant des blessures lors de l'intersaison ; Karl Wendlinger à Monaco et Andrea Montermini à Barcelone seront ensuite violemment accidentés. Le changement de réglementation et le retrait subit de l'électronique ont vraisemblablement rendu les monoplaces plus imprévisibles ce dont Senna, pilote d'instinct, était conscient : « C'est une grande erreur d'interdire les aides électroniques. Maintenant les monoplaces sont trop rapides et très difficiles à piloter. Il y aura beaucoup d'accidents cette saison et on aura beaucoup de chance s'il n'y a pas de catastrophe. » De plus, nombre de circuits n'ont plus été aménagés au niveau sécuritaire depuis quelques saisons sous prétexte qu'aucun pilote de Formule 1 ne s'est tué depuis Elio De Angelis lors d'une séance d'essais privés en 1986,.
Au départ de la course, le Portugais Pedro Lamy au volant d'une Lotus percute la Benetton du Finlandais JJ Lehto, immobilisé sur la grille ; de nombreux débris s'envolent par-dessus les grillages de sécurité, touchant des spectateurs et un policier. La course est immédiatement neutralisée et la voiture de sécurité emmène le peloton de monoplaces au ralenti durant cinq tours avant de s'effacer. Après un seul tour bouclé à pleine vitesse, en tête au début de cette septième boucle et talonné par Michael Schumacher, Ayrton Senna perd, à 14 h 18, le contrôle de sa monoplace qui quitte la piste à 305 km/h et part tout droit dans la courbe ultra-rapide de Tamburello avant de percuter un mur de béton dans un choc à haute vitesse (212 km/h lors de l'impact). La télémétrie révèle que Senna a freiné fort puis, au dernier moment, accéléré pour tenter, en vain, de se mettre en travers et amortir le choc,,.
Senna reçoit rapidement des soins d'urgence à même la piste avant d'être héliporté vers l'hôpital Maggiore de Bologne. Le Grand Prix se poursuit jusqu'à son terme, après une interruption d'une vingtaine de minutes, non sans qu'un nouveau drame ne se produise dans les stands lorsque, à onze tours de la fin, la Minardi de Michele Alboreto perd une roue qui blesse plusieurs mécaniciens. Des rumeurs circulant autour du circuit indiquent que Senna est sauf, mais il n'y a aucun moyen de le soigner compte-tenu de la gravité de ses blessures et de sa mort cérébrale constatée dès son arrivée à l'hôpital. Deux heures après la collision, l'état de Senna est très critique : coma profond, front enfoncé, multiples fractures crâniennes. Le Brésilien est transféré à l'hôpital Bellaria, spécialisé dans la neurochirurgie où on doit tenter une opération du cerveau, qualifiée de la dernière chance, finalement rendue impossible du fait de lésions généralisées. Le décès est officiellement prononcé peu après 18 h 30,.
La cause directe de la mort du Brésilien résulte d'une circonstance malheureuse ; en effet, sous la violence du choc, le triangle supérieur de sa suspension avant droite s'est brisé et est allé frapper, tel un sabre, la visière de son casque. Selon l'autopsie, cette pièce aurait perforé le visage de Senna sous l'arcade sourcilière droite et provoqué des lésions irréversibles dans le cerveau ainsi qu'une forte hémorragie. Le reste du corps est en parfait état,. « Ayrton n'a pas eu de chance. Il n'a pas eu un os brisé. Pas un bleu. Si cette pièce d'assemblage était passée 15 centimètres plus haut ou plus bas, il aurait regagné le paddock à pied. », dit le journaliste brésilien Reginaldo Leme dans les dernières minutes du film Senna.
Alors que la Williams FW16 de Senna est ramenée aux stands et bâchée, un officiel qui examine la voiture trouve dans son cockpit le drapeau autrichien que Senna avait demandé pour rendre hommage à Ratzenberger au cas où il gagnerait la course,,.
Le matin de l'épreuve, Senna, réconcilié avec Prost devenu consultant pour la chaîne de télévision TF1, lui avait adressé un message amical en direct alors qu'il effectuait un tour de circuit commenté : « Before the beginning, a special hello to my… our dear friend Alain. We all miss you Alain! » (« Avant de commencer, un bonjour spécial à mon… à notre ami Alain. Tu nous manques à tous, Alain,,, ! »)

##### Cause officielle de l'accident: rupture de la colonne de direction
La cause officielle de l'accident est une rupture de la colonne de direction. Senna avait lui-même exigé que cette colonne soit retouchée de manière à améliorer son confort de pilotage. La Williams FW16 étant une évolution de la FW14 de 1991, le cockpit n'avait pas changé depuis que Nigel Mansell avait défini une position de conduite avec un volant près du corps. Alain Prost révéla avoir souffert dans le cockpit de la FW15C en 1993 et le même problème arriva à Senna sur la FW16 : cette mauvaise position lui occasionne une tétanie du haut du corps lors du Grand Prix du Brésil. Il demande donc que le volant soit éloigné et la longueur de la colonne de direction a été ainsi réduite,.
La modification ayant été réalisée dans l'urgence, une mauvaise soudure serait la cause de la rupture de la colonne de direction, sollicitée à pleine vitesse dans Tamburello. Cela valut aux principaux responsables de l'écurie Williams, Frank Williams le propriétaire de l'écurie, Patrick Head, copropriétaire et directeur technique et Adrian Newey, le concepteur de la voiture, d'être traduits devant la justice italienne. À l'issue d'une procédure de près de dix ans, la justice prononce leur acquittement.
D'autres hypothèses ont été avancées : un malaise de Senna qui avait l'habitude de piloter en apnée sur de longues portions, une chute de la pression des pneumatiques due à un possible passage sur un débris présent sur la piste ou la baisse de rythme consécutive aux nombreux tours couverts derrière la voiture de sécurité juste avant le drame. La baisse de pression des pneus aurait entraîné une diminution de la garde au sol de la voiture qui, au passage d'une bosse, aurait « talonné » ; le fond-plat de la voiture directement au contact de la piste prive dès lors la voiture de l'adhérence produite par l'effet de sol et la transforme en luge incontrôlable.
Seul Damon Hill, son coéquipier, évoque une possible faute de Senna, non pas une erreur de pilotage mais une trop grande prise de risque. Durant les essais, Senna lui aurait conseillé de ne pas trop passer à l'intérieur de la trajectoire de la courbe de Tamburello à cause des nombreuses bosses car les Williams, ayant une garde au sol et un débattement de suspension assez faibles, le supportaient mal. Pourtant, en course, Senna prit l'intérieur de cette courbe avec des pneus refroidis par l'attente derrière la voiture de sécurité. Cela peut s'expliquer par le contexte : Senna avait déjà vingt points de retard sur Schumacher au championnat, et selon Alain Prost, soupçonnait la Benetton de disposer d'un anti-patinage illégal. Senna aurait donc pris un risque pour réduire l'écart sur Schumacher.

### Les hommages d'un pays et de ses pairs

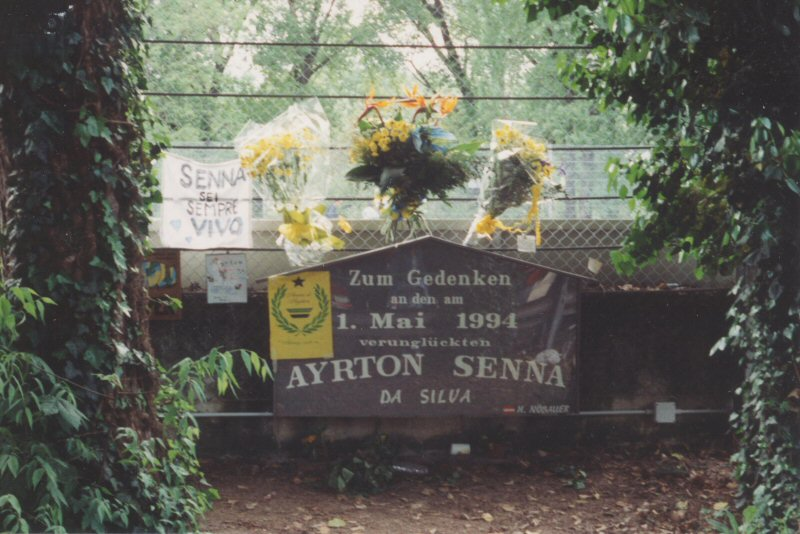
Mémorial Ayrton Senna sur le circuit d'Imola.

Le décès d'Ayrton Senna connaît un retentissement planétaire, surtout au Brésil, sa patrie à laquelle il était très attaché. Le Brésilien, personnalité charismatique dont la popularité dépasse le cadre du simple sport de haut niveau, est une source d'inspiration pour beaucoup qui estiment qu'il n'a jamais renié ses origines. Des Paulistes par milliers mais aussi des millions de personnes dans tout le pays portent le deuil du triple champion du monde de Formule 1 devenu un héros national. À São Paulo, sur les 45 kilomètres qui séparent l'aéroport du centre-ville, des centaines de milliers de personnes se pressent autour du camion de pompiers transportant le cercueil de Senna, couvert du drapeau national, ensuite exposé devant la Fondation de la renaissance, une secte évangélique dont le Brésilien était un membre assidu. Avant la cérémonie des obsèques, plus de deux cent mille personnes défilent afin de lui rendre un dernier hommage ; la file d'attente atteint sept kilomètres.

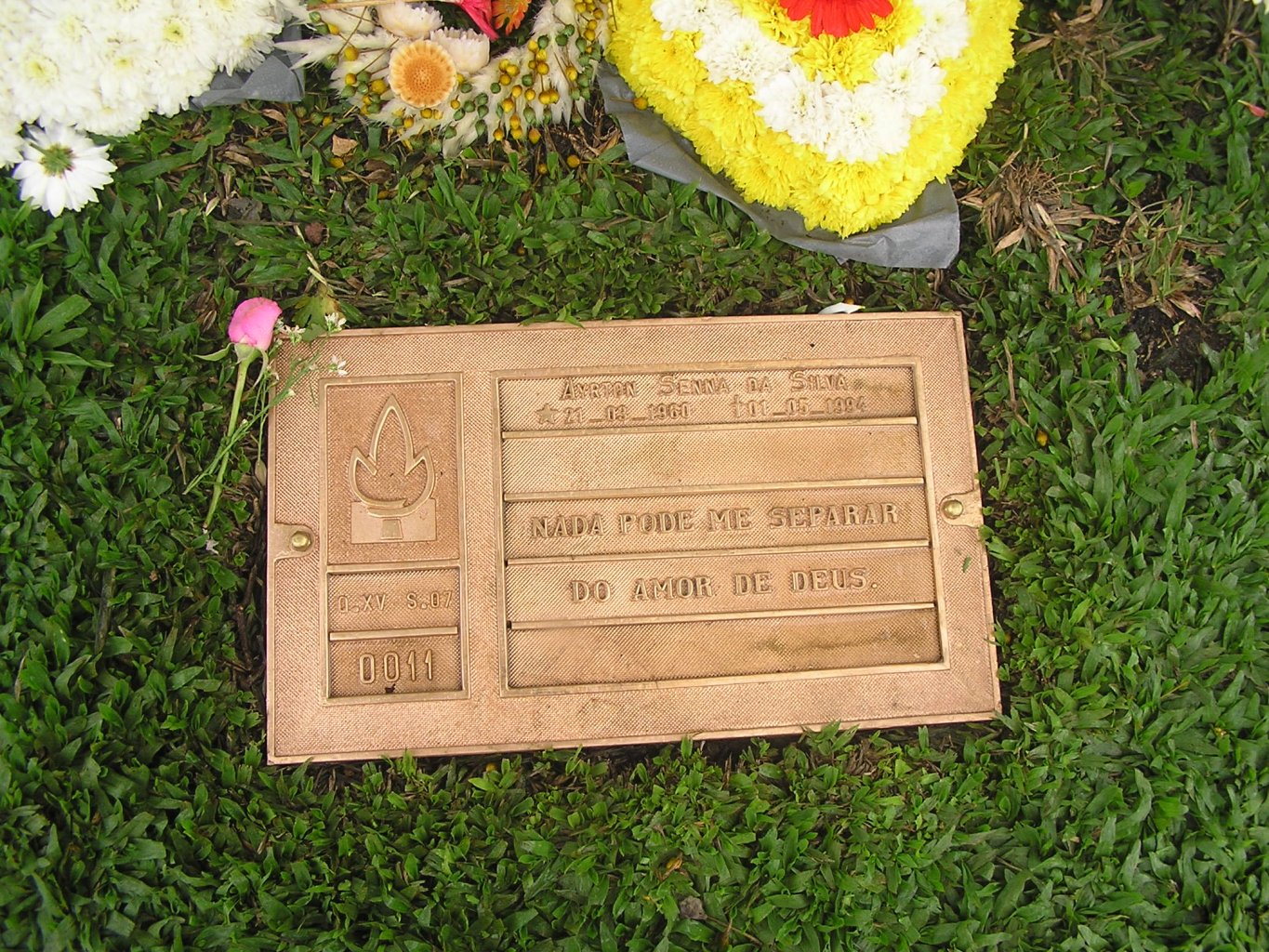
La tombe d'Ayrton Senna au cimetière de Morumbi à São Paulo.

Alors que Bernie Ecclestone, le vice-président de la FIA et président de la Formula One Constructors Association a été déclaré persona non grata par les proches du pilote (Emerson Fittipaldi, champion du monde en 1972 et 1974, déclare : « Ce monsieur n'est pas le bienvenu »), plusieurs pilotes accompagnent la famille au cimetière ; Alain Prost, l'Autrichien Gerhard Berger, le Belge Thierry Boutsen, l'Anglais Derek Warwick, le dirigeant d'écurie Ron Dennis, très liés à Senna ainsi que l'Écossais Jackie Stewart portent le cercueil vers le cimetière Morumbi.
Après avoir décrété trois jours de deuil national, le président de la République Itamar Franco, qui assiste aux obsèques, décore Senna de la grand-croix du mérite, l'une des plus importantes distinctions du pays ; « Senna était la seule personne qui nous rendait fiers d'être Brésiliens. Il nous donnait de la dignité et le voir courir nous procurait un soulagement après toute la corruption, la misère et la pauvreté qui nous entourent,,,,. » Sa sœur poursuit : « Lorsqu'il accélérait, des millions de cœurs battaient pour lui. Les gens ordinaires sentaient bien qu'il était différent. Après chaque victoire, toujours revenait la même image : Ayrton brandissait le drapeau national et appelait la foule à partager sa joie. Les Brésiliens pouvaient, ainsi, ressentir cette force et ce courage en eux. Eux aussi, étaient des champions pendant ces instants. »
Le 17 juillet 1994, l'équipe du Brésil de football bat l'Italie en finale de la Coupe du monde et dédie sa victoire à Senna en se regroupant sur la pelouse du Rose Bowl de Pasadena derrière une bannière proclamant : « SENNA… ACELERAMOS JUNTOS, O TETRA É NOSSO ! » (« Senna, nous accélérons ensemble, le quatrième est à nous ! »). En effet, Senna, qui avait rencontré divers membres du groupe dont Leonardo quelques mois plus tôt à Paris, leur avait dit « C'est notre année. » « Nous étions captivés, d'un seul coup, nous nous sommes mis à y croire » a raconté le gardien Cláudio Taffarel. Pour Senna comme pour la Seleçao, l'objectif était de gagner un quatrième titre mondial.
Durant le reste de la saison, divers hommages lui sont rendus, par certains pilotes tels Damon Hill et Michael Schumacher ou encore par le public et les organisateurs, comme au Grand Prix du Japon 1994 où une cérémonie est organisée avant le départ : un hélicoptère, peint aux couleurs de son casque, se pose sur la piste, avec à bord sa sœur Viviane.
Alain Prost retrace ainsi son parcours aux côtés de Senna : « Nous nous sommes bagarrés l'un contre l'autre pendant des années. Nous étions ennemis bien sûr mais nous nous respections. L'un sans l'autre, nos carrières n'ont plus le même sens. Il ne se passe pas une semaine sans que l'on me parle de ma rivalité avec Ayrton et je sais que pour Ayrton, c'était la même chose. Senna était un peu mystique, il avait un côté fascinant. C'était une sorte de héros. À l'inverse, moi je faisais office d'antihéros. Quand on était ensemble en course, qu'on soit adversaires ou coéquipiers, je ressentais ça auprès du public mais ce n'était pas grave, je l'assumais tout à fait et je le comprenais. Quand j'ai fini ma carrière, en 1993, Senna m'a dit, redit, expliqué que, d'une certaine manière, j'étais sa motivation première. Il voulait me battre. Quand il me l'a dit, j'ai pris ça comme un compliment. À partir du moment où j'ai arrêté de courir on s'est beaucoup plus parlé que durant notre carrière. J'ai appris à l'apprécier humainement et à comprendre rétrospectivement son comportement face à moi. En tout cas, Senna était un talent brut. Ce que je peux dire, c'est qu'il s'agit sûrement du meilleur coéquipier que j'aie jamais eu mais aussi de mon plus grand adversaire,. »

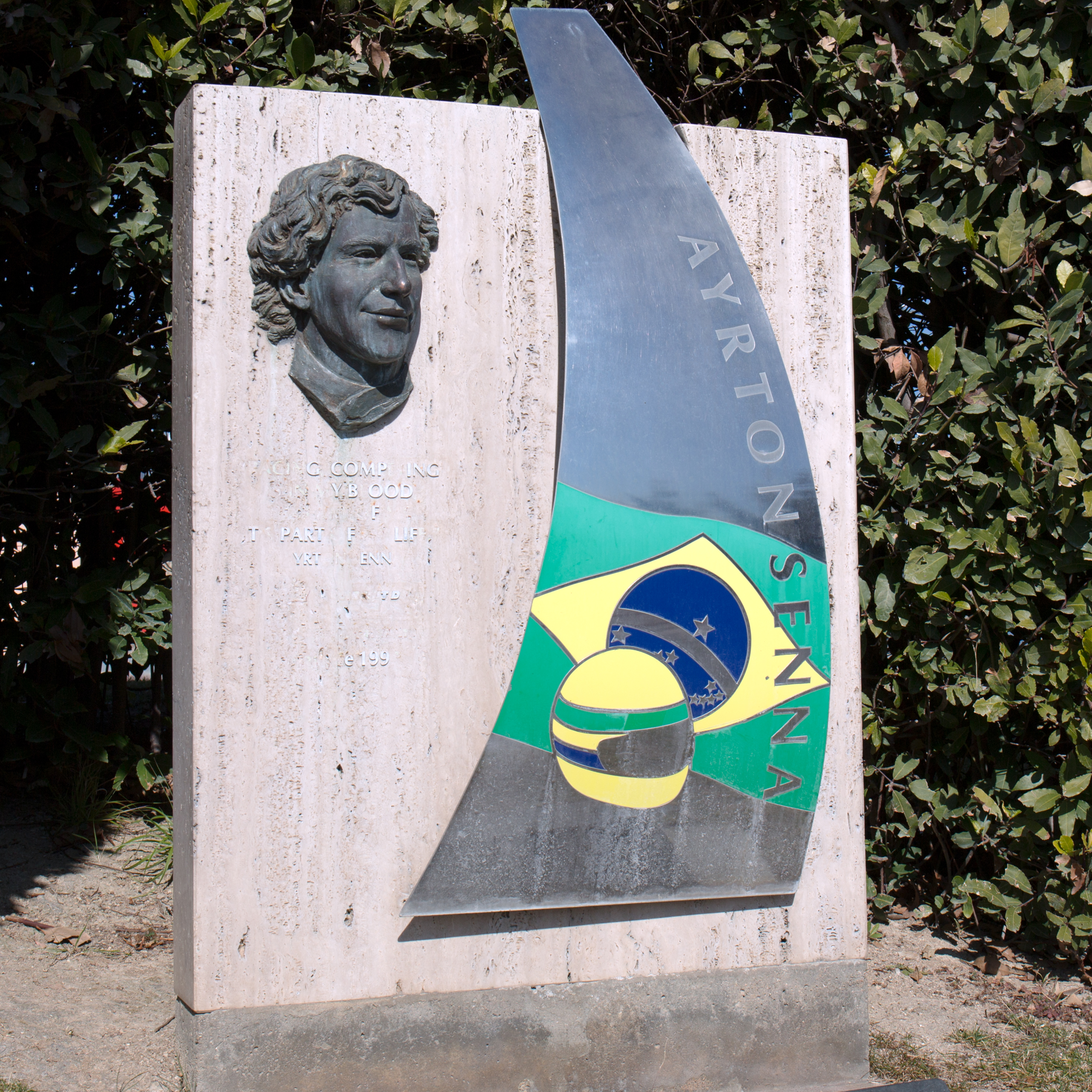
Monument à la mémoire de Senna sur le circuit de Catalogne à Montmeló.

Ron Dennis, son patron chez McLaren de 1988 à 1993, estime que Senna mérite son statut de légende de la Formule 1 : « Senna est considéré comme le plus grand parce qu'il a été bon à chaque instant. Il n'y a pas eu un seul moment de déclin dans sa carrière. Il a toujours été compétitif et, tout à coup, il n'était plus là. Alors de quoi se souvient-on ? Je ne me suis jamais demandé à quoi Ayrton ressemblerait s'il était encore parmi nous. Il a toujours été génial, il a toujours eu de belles valeurs humaines, il a toujours eu des principes même si je me souviens bien du crash qu'il a provoqué à Suzuka, en 1990, avec Alain Prost. Ce jour-là, il ne fallait pas être Einstein pour voir ce qu'il avait fait avec les traces de pneus au sol, ce qu'il a fait avec l’accélérateur. Je lui ai alors dit que j'étais déçu par lui. Il n'avait pas à en dire plus. Cela a été l'un de ses rares moments de faiblesse. Sur un circuit, Ayrton ne parlait que de course. Sa vie personnelle n'était plus présente et contrairement à beaucoup d'autres pilotes, il était totalement impliqué et concentré, il tirait toute sa satisfaction, toute son émotion de ce qu'il faisait en piste, lorsqu'il roulait et lorsqu'il gagnait. Il avait un tel niveau d'adrénaline que cela le rendait unique. Mais il n'avait pas pour autant le côté fermé ou mauvais que certains ont décrit. Il jouait le jeu de l'équipe, il se souciait des mécaniciens, il admettait que quand il avait tort, il avait tort. Ce sont des qualités inhabituelles pour un pilote de Formule 1. »
Gérard Ducarouge, directeur technique d'Ayrton Senna chez Lotus de 1985 à 1987 : « La première fois que j'ai rencontré Senna s'est déroulée à Rio de Janeiro au sein de l'hôtel dans lequel je séjournais en marge du Grand Prix du Brésil. Je prenais le soleil quand trois personnes sont arrivées, dont Ayrton Senna accompagné de deux journalistes brésiliens. Il s'est présenté et pendant cinq minutes m'a fait une caricature de ma carrière, de Matra à Alfa Romeo en passant par Ligier et avec un sens du détail remarquable. J'étais abasourdi par la précision de son récit. Il a achevé en me lançant : « un jour, je te garantis que nous travaillerons ensemble. ». Alors que je venais à peine de signer chez Lotus, je travaillais dans mon bureau, j'ai entendu deux personnes parler dans le couloir. Je me suis rapproché et j'ai surpris Ayrton Senna en train de dire à Peter Warr : « De toute façon, si Gérard Ducarouge n'est pas là, je ne viendrai pas. » Peter s'est alors approché de mon bureau et a ouvert la porte. Je n'oublierais jamais le visage d'Ayrton, stupéfait comme un enfant. Nous ne nous sommes rien dit. Tout s'est passé dans le regard. Nous avons su que nous allions vivre quelque chose de fabuleux. »
Nigel Mansell se souvient : « Ayrton était notre plus grand rival, il ne ménageait pas ses efforts pour tirer le meilleur de sa voiture et de son équipe. Dans les années 1980, j'ai eu la chance de rouler en compagnie de nombreux grands pilotes mais Ayrton s'en distinguait. Au début, nous étions ennemis et je peux même dire que nous nous détestions. Il voulait gagner à tout prix contre tout le monde et nous avons donc eu quelques prises de bec à Spa-Francorchamps notamment. Ayrton intimidait tout le monde, mais il s'est rendu compte que je ne cédais pas et il a donc revu son comportement à mon encontre. Nous avons aussi disputé de belles courses l'un contre l'autre où nous nous sommes battus proprement. Avec le temps, un grand respect et une compréhension mutuelle se sont développés entre nous et nous sommes devenus amis. »
Gerhard Berger, son équipier chez McLaren de 1990 à 1992, était l'un de ses plus proches amis : « La dernière fois que je l'ai vu fut à l'hôpital de Bologne et je savais qu'il était mourant. Le professeur Watkins m'a laissé rester dans sa chambre quelques instants seul avec lui, pour la dernière fois. J'ai passé quelques minutes avec lui, et voilà. Dans cette vie, on est peu préparé à la mort. En fait, au cours de ma carrière, beaucoup de mes amis et coéquipiers sont morts – Michele Alboreto, Elio De Angelis, Roland Ratzenberger, Manfred Winkelhock, Jo Gartner et ça continue comme ça. Mais, de tous, Ayrton était mon ami le plus proche et bien que cela n'ait pas été complètement inattendu, cela fit vraiment mal. Par la suite, remonter dans ma voiture de course fut ma réalisation la plus difficile en sport automobile. Puiser en moi fut très difficile, particulièrement lorsque ma fille vint me demander s'il était vrai qu'Ayrton était mort. Ce fut dur mais tous les pilotes devaient faire face à la même chose en 1994. Voulions-nous encore le faire ? Était-ce fou ? Ce furent des temps très difficiles et dramatiques. Mon dernier vrai souvenir d'Ayrton est lorsqu'il s'est retourné et m'a souri sur la grille alors que les noms des pilotes étaient annoncés dans les haut-parleurs et que la foule de Saint-Marin m'acclamait. C'était le sourire d'un ami qui était heureux de voir le soutien des gens et leur amour pour moi. C'est la dernière chose dont je me rappelle de lui. »
Senna reste considéré comme un héros national au Brésil ; sa tombe attire plus de visiteurs que celles de John Fitzgerald Kennedy, Marilyn Monroe et Elvis Presley cumulées.
Des hommages lui sont rendus sur le circuit d'Imola le 21 mai 2014, à l'occasion du vingtième anniversaire de sa mort. Des milliers d'admirateurs du monde entier se rassemblent à Tamburello, sur le lieu exact de son accident pour une minute de silence. Plusieurs pilotes sont présents, dont Fernando Alonso et Kimi Räikkönen, Jules Bianchi, alors membre de la Ferrari Driver Academy, Gerhard Berger, son coéquipier chez McLaren ainsi que les Italiens Jarno Trulli, Ivan Capelli, Pierluigi Martini, Andrea De Cesaris et Emanuele Pirro. Des fleurs et divers objets sont régulièrement déposés autour de sa statue située juste à Tamburello.

### L'héritage laissé par Senna

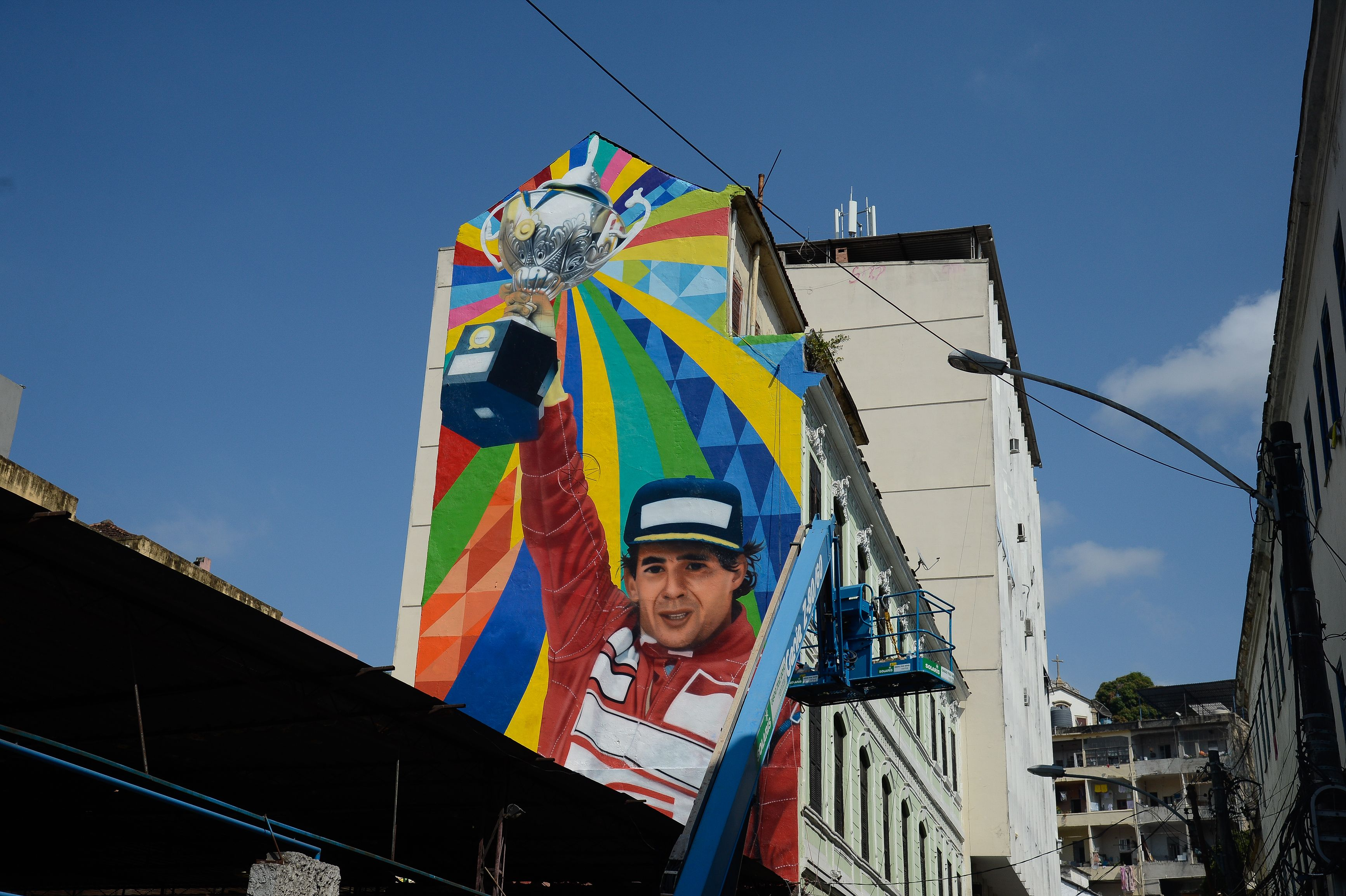
Fresque en hommage à Senna pendant les Jeux olympiques de Rio en 2016.

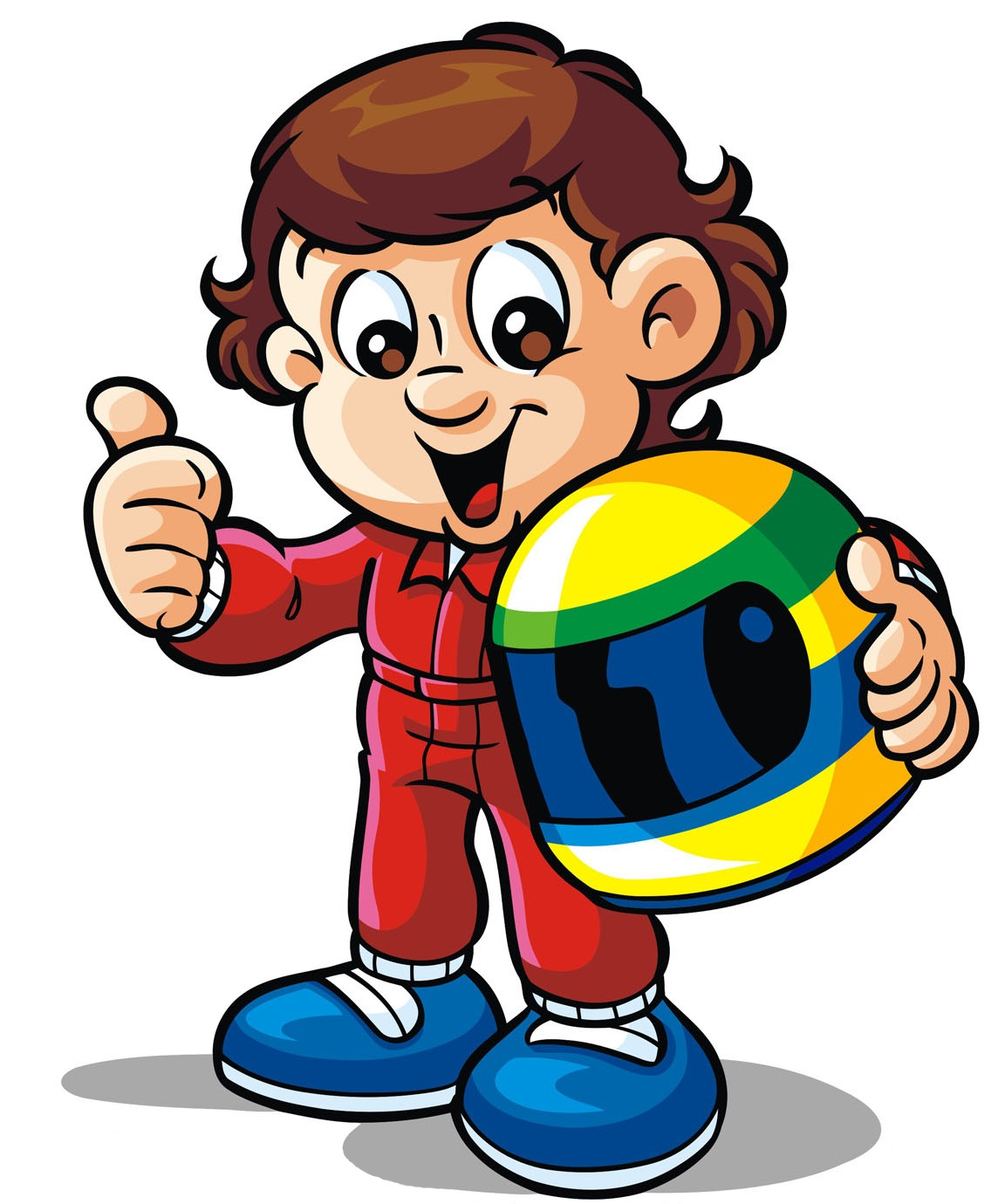
Senninha, le personnage de bande-dessinée imaginée en 1993 par Ayrton Senna.

Issu d'un milieu aisé, lui-même rapidement multimillionnaire, Senna n'était pas moins préoccupé par les graves difficultés économiques et sociales de son pays. Finançant pendant plusieurs années des œuvres caritatives, Senna commence à la fin de sa vie à réfléchir à un projet de plus grande envergure pour aider les enfants les plus démunis de manière organisée et efficace. Senna disparu, sa sœur Viviane Senna Lalli concrétise ses projets avec la Fondation Ayrton Senna qui a investi près de 100 millions de dollars au cours des vingt dernières années dans divers programmes et actions en partenariat avec des écoles, des pouvoirs publics, des ONG et le secteur privé de vingt-cinq états du Brésil. La fondation aide les écoles et met en place des projets éducatifs pour les enfants et adolescents les plus démunis, notamment par la pratique régulière du sport l'après-midi après la classe du matin. Selon Viviane, il s'agit non seulement d'apprendre aux enfants à respecter des règles et le fair-play mais aussi de les « fatiguer » afin qu'ils se couchent tôt et évitent de traîner dans les rues peu sûres des favelas. À ce titre, le personnage de bande dessinée Senninha, créé en 1993, est un autre média par lequel Senna a étendu son statut de modèle en faveur des jeunes enfants brésiliens,,,. La fondation a ainsi travaillé en lien avec le Comité d'organisation des Jeux olympiques et paralympiques de Rio dans le but d'y associer l'image d'Ayrton Senna.

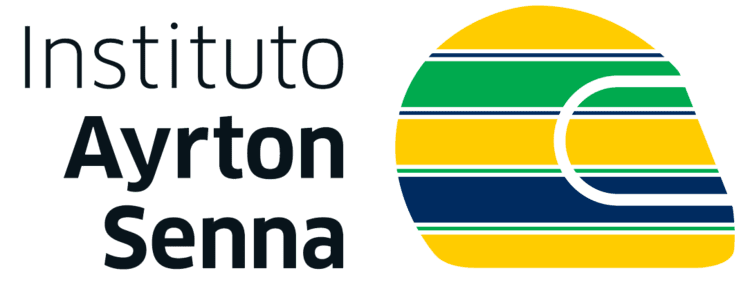
La Fondation Ayrton Senna, soutient les jeunes Brésiliens les plus démunis.

Les marchés les plus importants pour les produits sous licence Senna sont le Brésil, le Royaume-Uni et l'Italie. La fondation vend des centaines d'articles qui s'adressent d'une part aux fans de Formule 1 (livres, DVD, casques et souvenirs de collection) d'autre part au grand public qui ne s'intéresse pas nécessairement au sport automobile mais plutôt à Senna pour son charisme et ses valeurs (jouets, bandes dessinées pour les enfants ainsi qu'une ligne alimentaire),,,. La fondation est notamment soutenue par Bernie Ecclestone, l'ancien directeur général de la Formule 1, et par Sir Frank Williams, le propriétaire et fondateur de l'écurie Williams ; les anciens pilotes Alain Prost et Gerhard Berger siègent au conseil d'administration.
Les décès de Senna et Ratzenberger ont conduit à de nombreuses améliorations en matière de sécurité des circuits et des monoplaces de Formule 1. Celles-ci incluent des barrières de sécurité améliorées, des voies redessinées, des normes de sécurité élevées en cas de collision (telles que des seuils plus larges le long du poste de conduite) et des limitations drastiques de la puissance des moteurs. Les manufacturiers de pneumatiques qui se livraient à une guerre de performance ont été forcés de fournir des gommes moins performantes. Le virage de Tamburello et d'autres parties du circuit d'Imola ont été modifiés dès la saison 1995. De plus, Les procédures médicales ont été revues afin que les équipes d'intervention sur les lieux d'accidents soient mieux préparées. La décision de mettre en place des rideaux de sécurité sur les lieux d'accidents a été prise afin d'empêcher le public de voir des images pénibles comme ce fut le cas en direct avec Senna. Les équipements des pilotes tels que les casques ont été améliorés notamment avec l'instauration du Système HANS qui évite à la tête du pilote, en cas de choc, de basculer trop fort trop vite et trop loin,.
En avril 2000, Senna est intronisé au Temple international de la renommée du sport automobile. La même année, le public britannique place son premier tour au Grand Prix d'Europe 1993 au quarante-troisième rang de la liste des cent plus grands moments sportifs. Senna remporte la première place du classement des meilleurs pilotes de Formule 1 de tous les temps lors d'un vote mis en place en 2009 par le magazine britannique Autosport ; ce vote regroupe des participants tels que de grands chroniqueurs sportifs de la Formule 1 ainsi que les 217 pilotes vivants ayant participé à un Grand Prix, parmi lesquels Alain Prost, Nelson Piquet, Michael Schumacher ou Niki Lauda. Le Brésilien devance Schumacher, Juan Manuel Fangio, Alain Prost et Jim Clark. Très populaire au Japon à la suite de sa collaboration avec le constructeur Honda, le public japonais le classe à la vingt-deuxième place du classement des personnalités les plus marquantes de l'histoire du Japon lors d'un vote effectué en 2006. Le 4 décembre 2017, Senna fait partie de la promotion initiale des pilotes intégrant le Temple de la renommée de la FIA.
De nombreux pilotes en activité, dont le septuple champion du Monde Lewis Hamilton, n'ont jamais caché la source d'inspiration que représente le Brésilien. En 2015, lorsque Hamilton remporte son troisième titre de champion du monde, égalant ainsi Senna, la famille d'Ayrton Senna, par l'entremise de Viviane Senna présente durant le Grand Prix du Brésil, lui remet une édition d'un portrait réalisé par l'artiste Ian Berry, à partir de blue-jeans portés par le Brésilien.

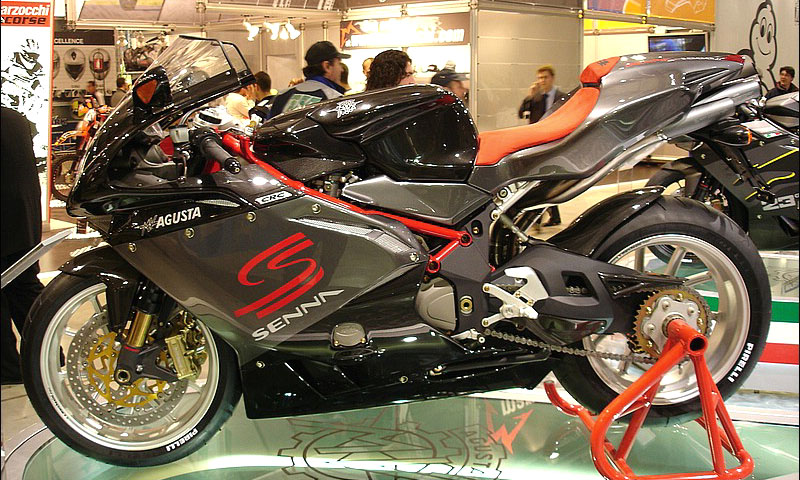
Le modèle F4 1000 Senna de la moto de marque italienne MV Agusta.

Entre 1996 et 1998, le constructeur italien de motos Ducati produit trois éditions spéciales de la 916 Superbike. Ducati appartenait alors à un ami personnel du Brésilien qui était un passionné et possédait une moto de la marque. En 2002, MV Agusta commercialise une édition spéciale limitée à 300 exemplaires de sa F4, la 750 Senna suivie de la F4 1000 Senna en 2006. Comme pour la Ducati 916, les bénéfices des ventes sont reversés à la Fondation Ayrton Senna. En 2013, Ducati produit une version spéciale de sa 1199 Panigale. En 2014, la Fondation Ayrton Senna commande une Vespa commémorative, peinte sur mesure aux couleurs du casque d'Ayrton Senna par Alan Mosca (le fils du créateur du casque de Senna) et destinée à être vendue aux enchères pour des œuvres de bienfaisance,,.
Hublot et TAG Heuer ont créé des montres à édition limitée pour honorer Senna, de son vivant et après son décès,,,.

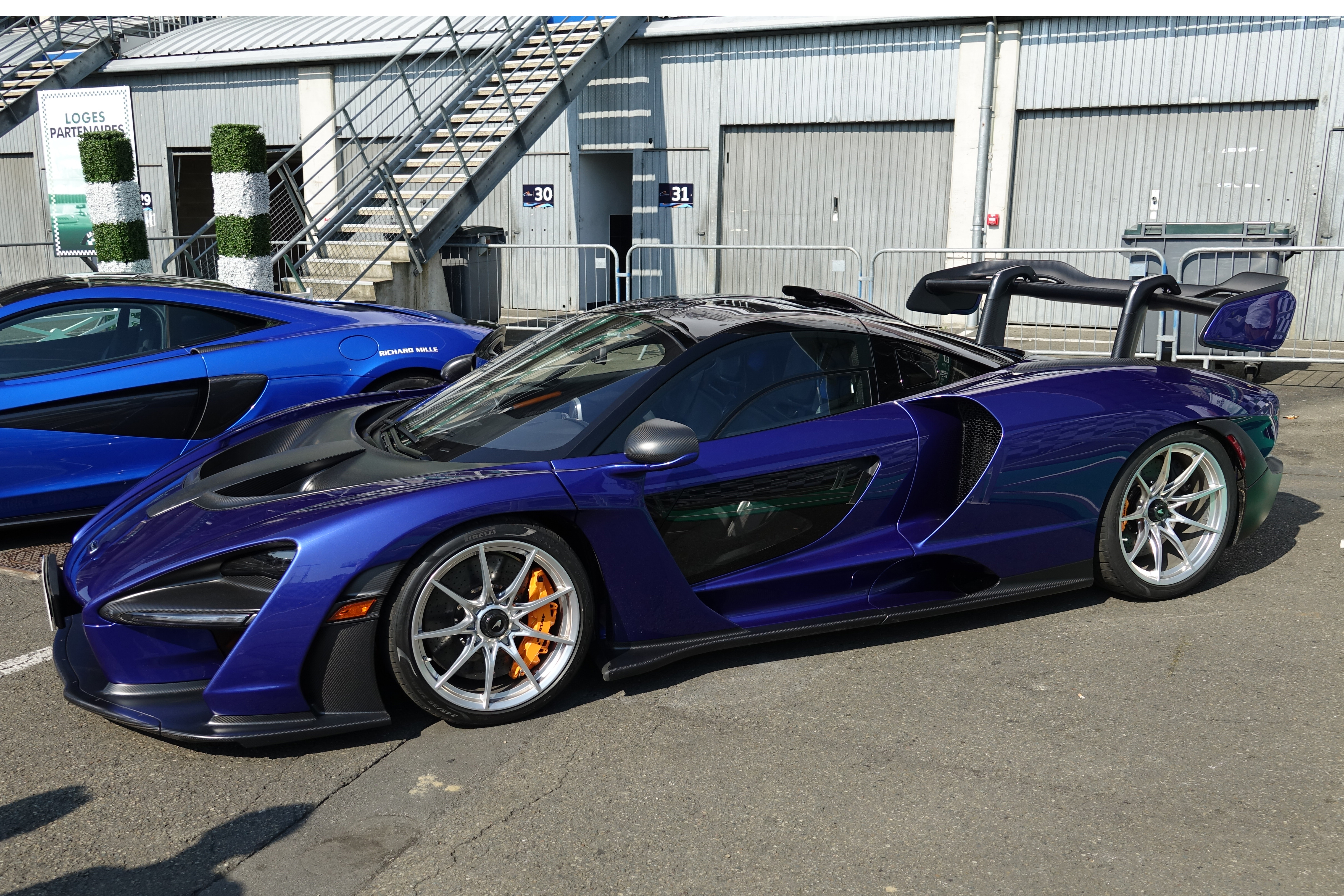
Le modèle McLaren Senna exposé au Le Mans Classic 2018.

Le 25 octobre 2013, la sortie du jeu vidéo Gran Turismo 6 sur PlayStation 3, est une nouvelle occasion de rendre hommage au Brésilien. Le jeu propose un contenu additionnel qui suit Senna de ses débuts en karting à la Formule 1 ; une partie des bénéfices est reversée à la Fondation Ayrton Senna. Le Brésilien a précédemment été immortalisé dans un jeu vidéo avec le lancement, par Sega en 1992 sur Mega Drive, de Super Monaco GP II. Outre les conseils de Senna lui-même, le jeu comprend la plupart des circuits du Championnat du monde de Formule 1 1991 ainsi que des pilotes et équipes fictifs en raison des restrictions de licence, à l'exception de Senna et sa McLaren.
Le 21 mars 2014, un Google Doodle honore le 54e anniversaire de sa naissance. Le 1er octobre 2018, l'équipementier sportif Nike et le Sport Club Corinthians Paulista dont Senna était un fervent supporter, dévoilent une collection inédite rendant hommage au pilote, y compris le troisième kit de l'équipe. La collection Lute Até Ser Eterno (combattez jusqu'à ce que vous soyez éternel) est un hommage au trentième anniversaire de son premier titre mondial. En partenariat avec l'Institut Ayrton Senna, la collection s'inspire de la livrée de la Lotus avec laquelle Senna a couru de 1985 à 1987. Sur le torse, 41 lignes horizontales rappellent ses 41 victoires.
Le 7 février 2018, McLaren Automotive dévoile les caractéristiques de la Senna avant sa première exposition, au Salon de Genève. Cette supercar, limitée à 500 exemplaires tous vendus (930 000 € avant même sa présentation publique) fait partie de la gamme des Ultimate Series de McLaren et succède aux mythiques F1 et P1,. Basée sur la plateforme de la 720S, son moteur V8 bi-turbo développe 800 chevaux pour 800 N m de couple,,. Avec un poids de 1 198 kg et un rapport poids/puissance de 1,5 kg/ch, elle offre des performances élevées dont une vitesse de 340 km/h, un 0 à 100 km/h en 2,8 secondes et elle abat le 0 à 200 km/h en 6,8 secondes,.

## Vie privée d'Ayrton Senna

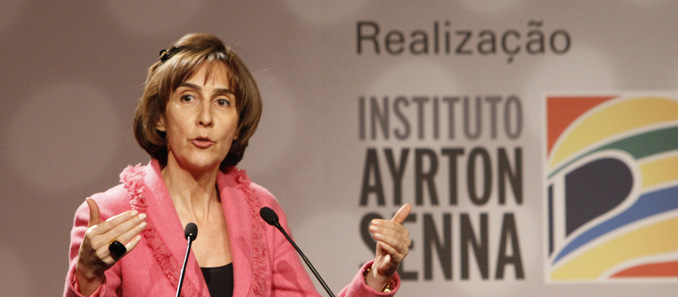
Viviane Senna, la sœur d'Ayrton, qui poursuit son œuvre.

Ayrton Senna, né à Santana, district de São Paulo, est le fils du propriétaire terrien et industriel Milton da Silva et de son épouse Neide Senna da Silva,. Il grandit dans le nord de São Paulo. Il a une sœur aînée, Viviane, et un frère cadet, Leonardo dont il était très proche.

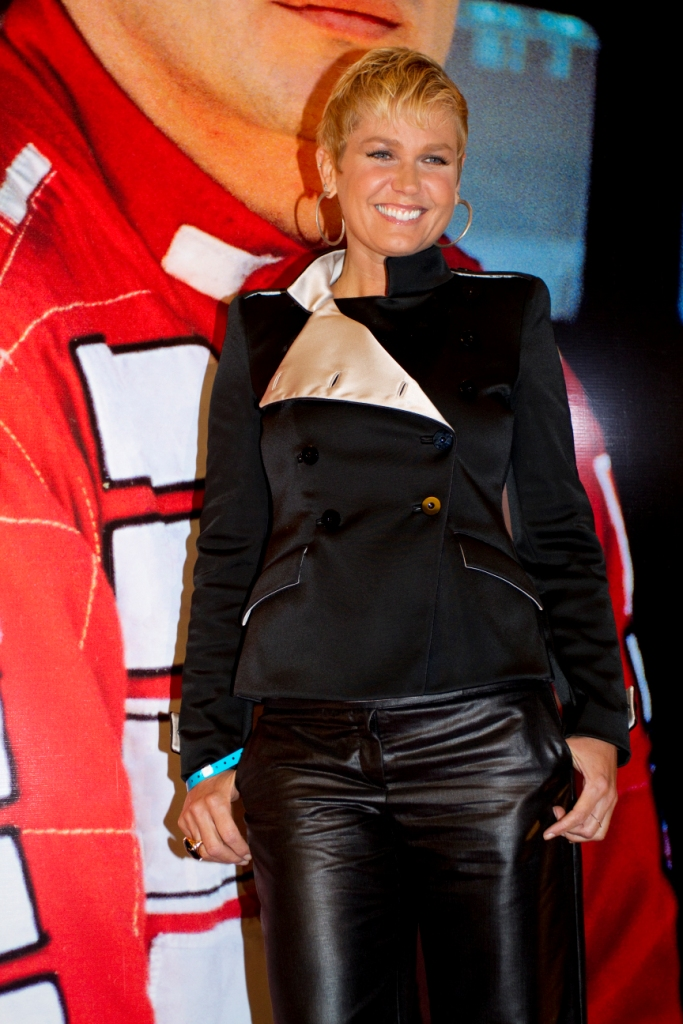
Xuxa Meneghel à la première du film Senna en 2010.

Senna a été brièvement marié au tout début de sa carrière de 1981 à 1982 mais sa vie de pilote écumant les circuits du Royaume-Uni afin de s'y faire remarquer a eu raison de cette relation. Sa première femme, Lilian Vasconcelos, déclare : « Ayrton était une personnalité exceptionnelle. Il me respectait et était constamment en recherche d'affection. Je l'aimais, il m'aimait mais sa première passion était la course… Il n'y avait rien de plus important au monde pour lui, ni sa famille, ni sa femme, rien,. »
Senna a eu ensuite plusieurs relations plus ou moins médiatisées dont la plus importante, de 1988 à 1992-1993, avec Xuxa Meneghel, la star de télévision brésilienne qui partage son engagement en faveur des enfants défavorisés. Lorsque, tout juste champion du monde, il participe à son show télévisé de la fin d'année 1988, elle lui demande « Que souhaites-tu pour Noël ? » la couvant du regard, il lui répond : « Censuré ! » puis lui exprime la nature de ses pensées à l'oreille. Elle le couvre alors de marques de rouge à lèvres en décomptant entre chaque baiser « Bonne année 1989 ! Bonne année 1990 ! Bonne année 1991 ! Bonne année 1992 ! Bonne année 1993 !,. » Senna et Xuxa apparaissent enlacés sur de nombreuses photos et images filmées, y compris dans les paddocks, durant cette période. Sa dernière compagne est Adriane Galisteu, un mannequin brésilien rencontré l'année précédant sa mort lors d'une réception organisée par Shell, un sponsor de McLaren, dans le cadre du Grand Prix du Brésil où Galisteu passait une audition sous l’égide d’une agence de mannequins dans le but de travailler comme hôtesse.

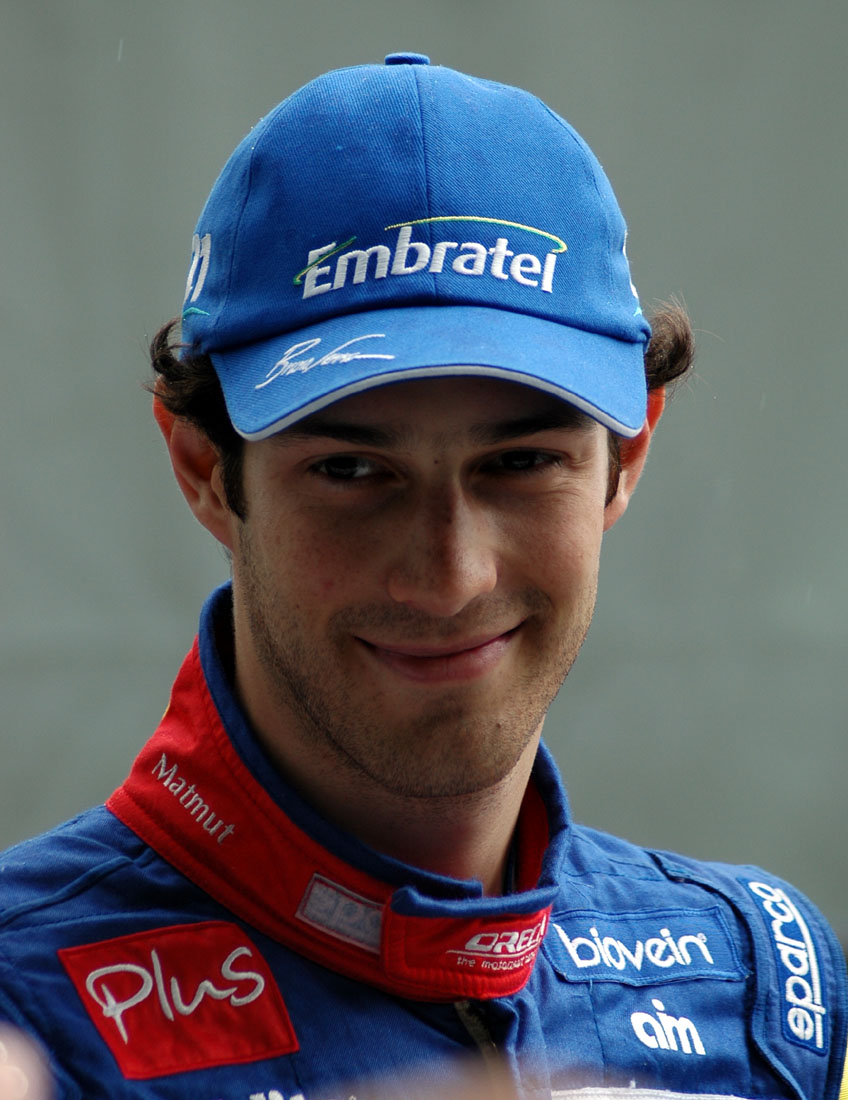
Bruno Senna aux 24 Heures du Mans 2009.

Sans enfant, Ayrton Senna était très proche de ses neveux et nièces parmi lesquels Bruno, le fils de sa sœur. Devenu pilote à son tour, Bruno Senna est, en 2008, vice-champion de GP2 Series et fait ses premiers pas en Formule 1 lors d'une séance d'essais privés pour le compte de l'écurie Honda Racing F1 Team en novembre de la même année. En 2009, il dispute le championnat Le Mans Series qu'il termine au seizième rang. Il commence sa carrière en Formule 1 en 2010 au sein de l'écurie novice Hispania Racing F1 Team avant de devenir, en 2011, pilote d'essai puis titulaire chez Renault F1 Team. Après avoir perdu son volant, il rejoint, en 2012, Williams, dix-huit ans après son oncle. Bruno Senna dispute l'intégralité du championnat qu'il termine à la seizième place, avec 31 points ; il réalise le meilleur tour en course sur le circuit de Spa-Francorchamps théâtre du Grand Prix de Belgique. Sans volant en Formule 1, il se reconvertit dans les épreuves d'endurance et de Formule électrique et termine notamment quatrième des 24 Heures du Mans, sur une Rebellion R13-Gibson accompagné de l'Allemand André Lotterer et du Suisse Neel Jani. Ayrton Senna avait affirmé en 1993, « Vous pensez que je suis doué, attendez de voir Bruno. »
Senna possédait plusieurs propriétés dont une ferme biologique à Tatuí, au Brésil, où il a fait construire une piste de karting en 1991, une maison de plage à Angra dos Reis, un appartement à São Paulo au Brésil, un appartement à Monaco, un complexe immobilier à Sintra sur la Riviera portugaise et une maison en Algarve, au Portugal où il résidait l'essentiel du temps lorsque les Grands Prix se disputaient en Europe,,.
Son avion privé était un British Aerospace 125 et il pilotait également son propre hélicoptère entre ses résidences au Brésil et pour se rendre sur les différents circuits du championnat du monde. À l'occasion de son 29e anniversaire, en 1989, l'armée de l'air brésilienne le convie à un vol à bord de l'un de ses chasseurs à réaction Dassault Mirage III.

## Caractéristiques de pilote et personnalité d'Ayrton Senna

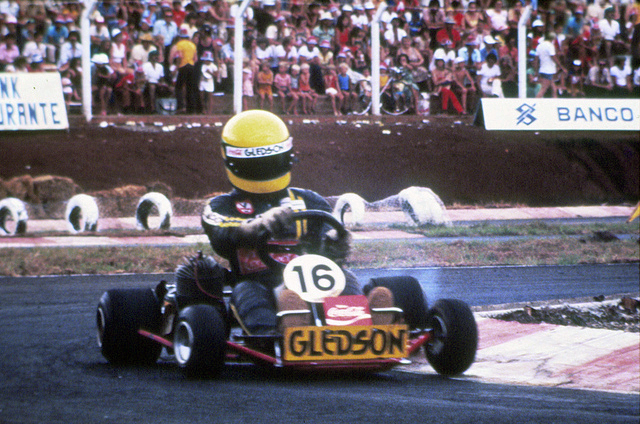
Ayrton Senna pilotant un kart durant sa jeunesse.

Senna était connu pour sa grande agressivité en piste, agressivité le plus souvent exprimée à bon escient et qui faisait de lui un concurrent extrêmement redoutable, ne reculant pas face aux dangers et d'une grande habileté dans les dépassements. Cette agressivité s'exprimait parfois aussi au-delà de la sportivité, ce qui pouvait l'amener à provoquer volontairement et selon le contexte du championnat, un accident au mépris des risques encourus, comme au départ du Grand Prix du Japon 1990 quand il éperonne volontairement la Ferrari d'Alain Prost qui lui disputait le titre. Cette détermination en piste tient en partie son origine des nombreuses années au cours desquelles il pratiqua le karting à très haut niveau. Il avait tendance à piloter une Formule 1 de façon similaire à un kart où les contacts entre pilotes sont moins dangereux. Cela pouvait créer des tensions avec des pilotes moins habitués et qui ont conscience de jouer leur vie à chaque course.
Plus que ses quarante-et-un succès en course, ses performances lors des séances de qualification ont marqué les esprits : dans cet exercice de vitesse pure exigeant une performance sur un tour lancé, le Brésilien porta le record du nombre de pole positions, détenu par Jim Clark, à soixante-cinq unités. Pour Gérard Ducarouge, la tactique était bien huilée et d'une redoutable efficacité : « La stratégie d'Ayrton était de passer un train de pneus dans la première demi-heure puis de s'arrêter et analyser son tour longuement, virage après virage, et rechercher les gains de temps possibles. Il repartait à trois minutes du terme de la séance et réalisait des différences monstrueuses par rapport à ses chronos précédents,,. »
Un autre aspect du pilotage d'Ayrton Senna réside dans sa maîtrise sous la pluie comme à Monaco en 1984 ou Donington en 1993. Le Brésilien, qui n'avait aucune prédisposition ni préférence particulière pour cet exercice, y avait remédié en multipliant les entraînements en karting sur piste mouillée. Son préparateur physique et mental déclare : « En réalité, Senna détestait autant la pluie que les autres pilotes. Sa seule différence par rapport aux autres est qu'il gardait le pied posé sur l'accélérateur, ce qui est la preuve d'un courage de s'engager et de persister,. »

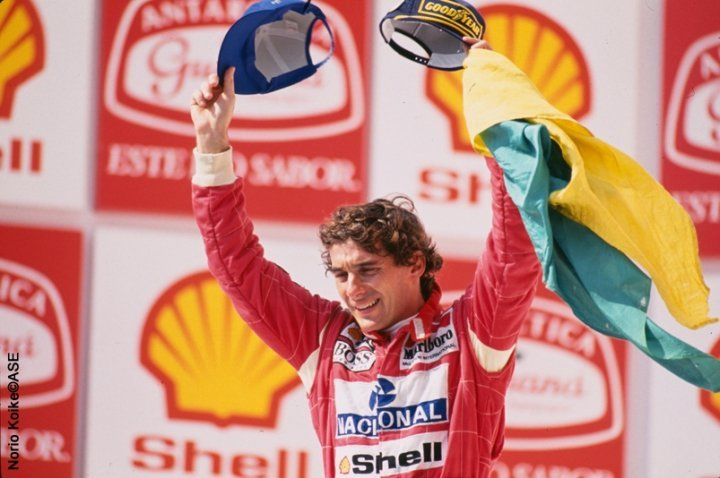
Senna sur le podium après sa victoire à Interlagos en 1993.

Senna était doué d'une hyper-sensibilité technique et ressentait le moindre défaut de sa monoplace et de la piste. En début de carrière, il parcourait régulièrement les circuits à pied afin de repérer la moindre imperfection d'un vibreur. Selon ses ingénieurs, il avait sa propre télémétrie, ce qui l'avantageait à une époque où les monoplaces ne bénéficiaient pas d'aide électronique. L'ingénieur français raconte que, chez Lotus, par manque de moyens, il n'avait mis que trois plaquettes de frein neuves pour la qualification alors que Senna exigeait du matériel neuf dans l'optique de chasser la pole position. Ducarouge mit donc une quatrième plaquette qui n'avait fait que quelques tours mais à l'issue de son tour de formation, Senna rentra brusquement à son stand pour faire remarquer que sa plaquette avant-gauche n'était pas neuve ce qui laissa les mécaniciens de chez Lotus sans voix. « À l'époque, nous n'avions pas de télémétrie et ne disposions des acquisitions seulement la séance terminée mais avant même que nous en prenions possession, il livrait aux ingénieurs, la pression du turbo, la température d'eau et d'huile et ne se trompait jamais. Il nous était difficile de nous habituer à tant de précision et de rigueur. C'était tellement désorientant parfois. » Exigeant le maximum de son équipe, certains ingénieurs se souviennent de leur hantise de le croiser le soir dans les couloirs de l'hôtel, de peur de se retrouver embarqué dans un débriefing technique impromptu,,.
Durant les années McLaren-Honda, l'opposition de style était criante entre Alain Prost, maître dans le réglage des châssis, et Senna, plus sensible aux réglages du moteur et des rapports de boîte de vitesses. Bernard Dudot, ingénieur créateur du V6 Renault qui a collaboré avec Senna à plusieurs reprises le définit comme un génie : « Il passait énormément de temps avec nous pour comprendre comment le moteur marchait, déceler quels étaient ses paramètres importants qui régissent son fonctionnement comme les températures, les régimes, la pression de suralimentation et comment ils réagissaient les uns par rapport aux autres, ce qui est très difficile à comprendre mais il avait saisi cela et avait un dialogue aisé avec les ingénieurs. C'était tellement fascinant et productif. » Si Senna semblait plus agressif et rapide, Prost a déclaré que lui, Senna et Niki Lauda avaient le même style de pilotage sur les dosages d'accélérateur, les entrées et sorties de courbe tandis que Nigel Mansell et Keke Rosberg adoptaient une autre approche. Senna expliqua ensuite que l'apparition des capteurs électroniques de télémétrie allait fatalement avantager les pilotes moins sensibles et les aider à comprendre des choses qu'ils ne sentaient pas en tant que pilote.

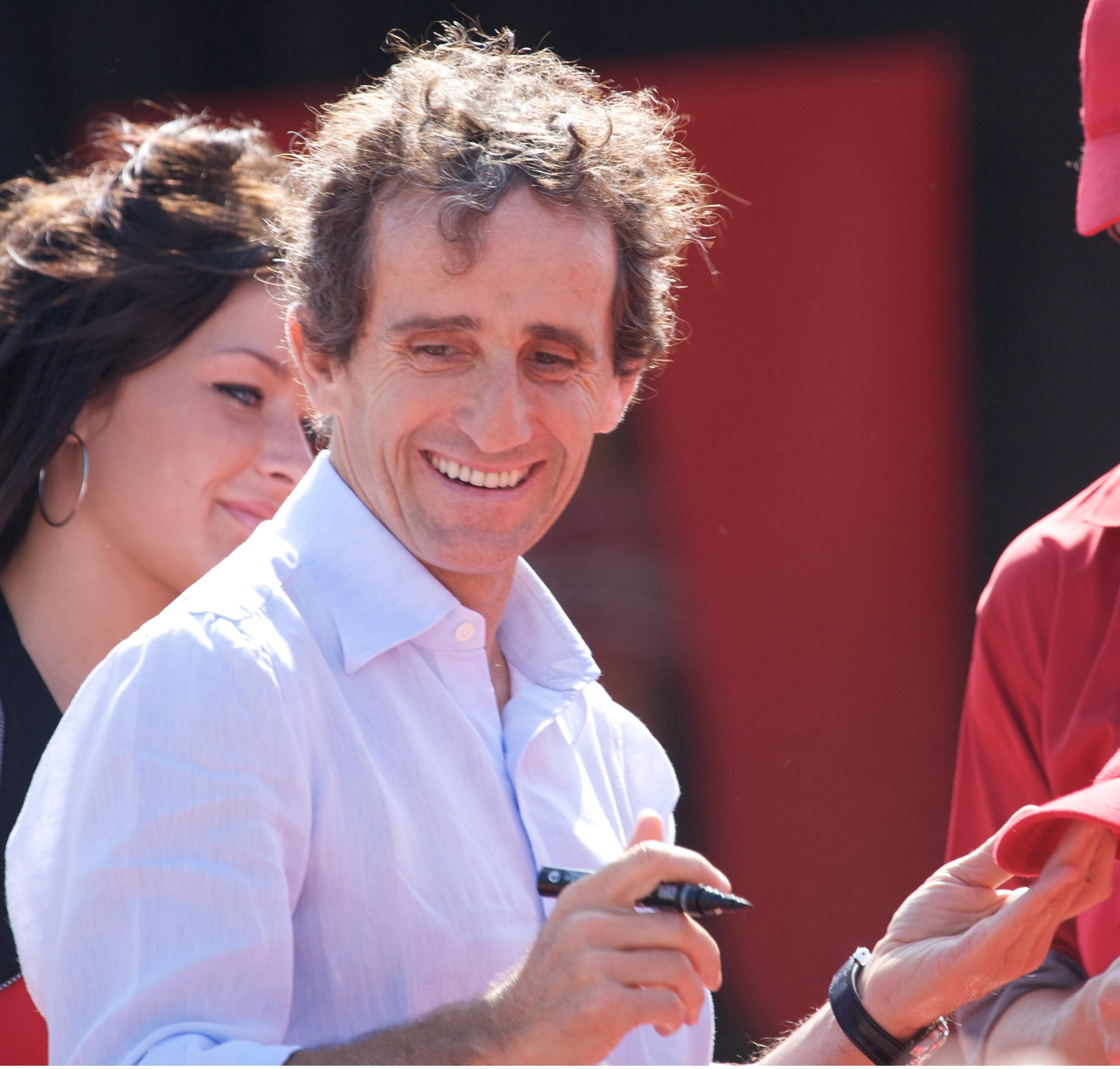
Alain Prost dont la rivalité avec Ayrton Senna a marqué l'histoire de la Formule 1.

Évoluant durant une période considérée par beaucoup d'observateurs comme l'âge d'or de la discipline et durant laquelle des pilotes du talent de Lauda, Rosberg, Mansell, Piquet ou Prost se sont exprimés, il était compliqué pour Senna, d'éviter des comparaisons qui créent des rivalités qui se sont exprimées à plusieurs degrés. Aucune n'a néanmoins atteint l'intensité de celle qui l'a opposée à Alain Prost, son coéquipier chez McLaren puis son adversaire chez Ferrari et Williams. Cette rivalité opposait deux pilotes au style et à la personnalité très différents mais très proches, voire égaux, quant à leur potentiel. Le Brésilien se focalisait sur toutes les performances de Prost et ne concevait pas l'approche ni ses objectifs de course autrement que par sa volonté de dominer le Français tandis que Prost, plus calculateur, ne ressentait pas cette opposition de la même façon, ce qui a créé des contrastes et des incompréhensions et aggravé les tensions : « Je n'ai compris que très tard, lorsque Ayrton me l'a dit lui-même lorsque j'ai pris ma retraite en 1993, que son comportement à mon égard était surtout dû au fait que j'étais le seul pilote capable de rivaliser avec lui et qu'il en découlait pour lui, un immense respect mélangé à un esprit de compétition qui a mené aux combats que nous nous sommes livrés l'un contre l'autre. J'ai été très touché et dès lors, je l'ai vu autrement car j'ai compris que sa seule motivation, c'était moi,. »
Sa sœur Viviane ajoute : « Je crois que Ayrton et Alain avaient besoin l'un de l'autre. Cette rivalité a permis à tous deux de développer leurs capacités au maximum. Ils avaient besoin de cette concurrence pour donner tout ce dont ils étaient capables. Ayrton n'aurait pas été si bon sans Alain et inversement. Un jour, on a demandé à Ayrton s'il avait des ennemis et il a répondu « la vie est trop courte pour avoir des ennemis ». Les gens disaient qu'Alain et lui se détestaient mais ce n'est pas vrai. Leur relation était adaptée à un contexte. »
Le nivellement dû à l'électronique assistée des monoplaces, tant décrié par Senna et Prost, explique aussi en partie leur rapprochement. Ils savaient qu'ils étaient tous deux au-dessus de leur génération d'où leur énorme respect mutuel,.
Cet esprit de compétition très affirmé ne s'exprimait pas seulement en sports mécaniques. Un ancien équipier et rival en Formule 2000 relate : « Nous avions l'habitude de nous rendre dans le café Devlin à côté du circuit de Snetterton. Avec d'autres pilotes, nous jouions au jeu vidéo Space Invaders. Senna restait toujours au fond de la salle avec son ami Maurício Gugelmin à nous observer et il ne jouait jamais. Un jour, il a soudainement voulu jouer. Nous nous sommes rendu compte qu'il passait ses après-midi à s’entraîner. Il a commencé par atteindre notre niveau et passait aux niveaux suivants. C'était désarmant. »
L'implacable compétiteur risque-tout et en apparence insensible au danger s'est mué, paradoxalement, en homme très concerné par les problèmes de sécurité sur les circuits et d'une grande sensibilité. Arrivé en Formule 1 à une époque où la mort est moins omniprésente que par le passé, Senna s'est montré très affecté par les circonstances de l'accident mortel de son coéquipier Elio De Angelis lors d'une séance d'essais privés sur le circuit du Castellet en 1986. Peu avant le drame, Senna notait l'insuffisance des secours en bord de piste et s'apprêtait à le signaler à la direction du circuit avant que ses propres problèmes techniques ne lui fassent oublier cette résolution. Par la suite, Senna n'aura de cesse d'être systématiquement le premier pilote, voire le seul, sur les lieux des graves accidents dans un souci permanent d'en comprendre les raisons mais aussi pour apporter son soutien au pilote accidenté. Il en fut ainsi lors de l'accident de Martin Donnelly lors des essais du Grand Prix d'Espagne 1990 mais également lors de celui de Roland Ratzenberger, la veille de sa propre mort. Son attitude lors de l'accident d'Erik Comas au cours des essais du Grand Prix de Belgique 1992 est restée dans les mémoires : le Brésilien n'a pas hésité à traverser la piste sur laquelle déboulaient à pleine vitesse d'autres concurrents pour tirer sur le coupe-circuit du moteur encore à sa pleine puissance de la Ligier accidentée de Comas, inconscient, et éviter un début d'incendie. « Senna m'a probablement sauvé la vie » dira plus tard Comas. Très proche de Sid Watkins, médecin habilité des Grands Prix, il effectuait régulièrement des séances avec son concours afin de connaître les gestes qui peuvent sauver. Quelques heures avant sa mort, Senna s'apprêtait à relancer la défunte association des pilotes de Grand Prix afin que lui et ses collègues puissent peser sur les décisions en matière de sécurité.

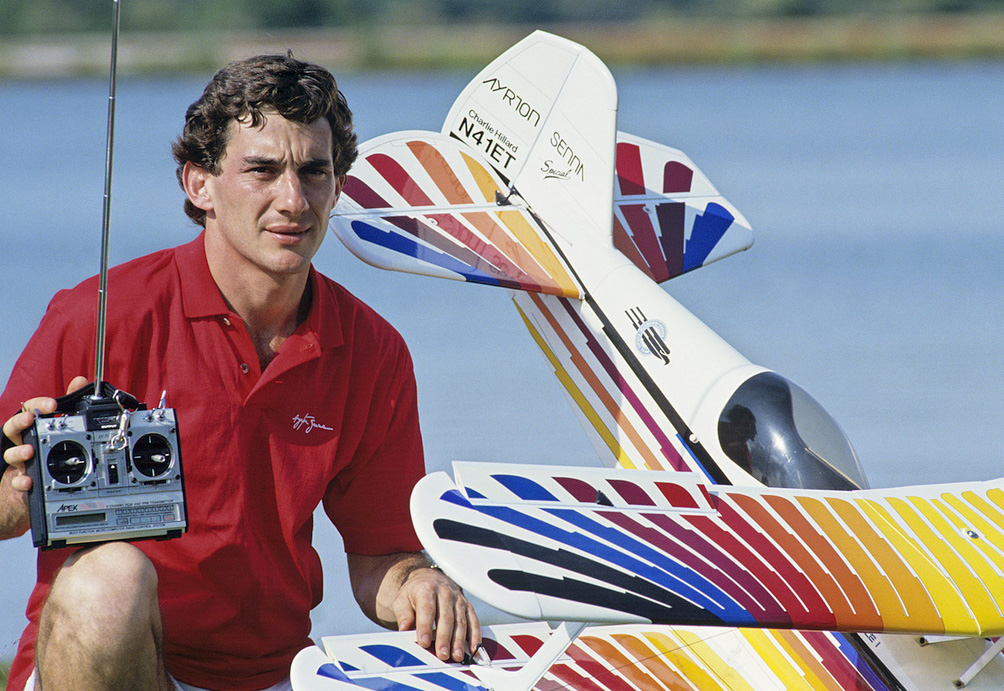
Senna était passionné par les avions téléguidés.

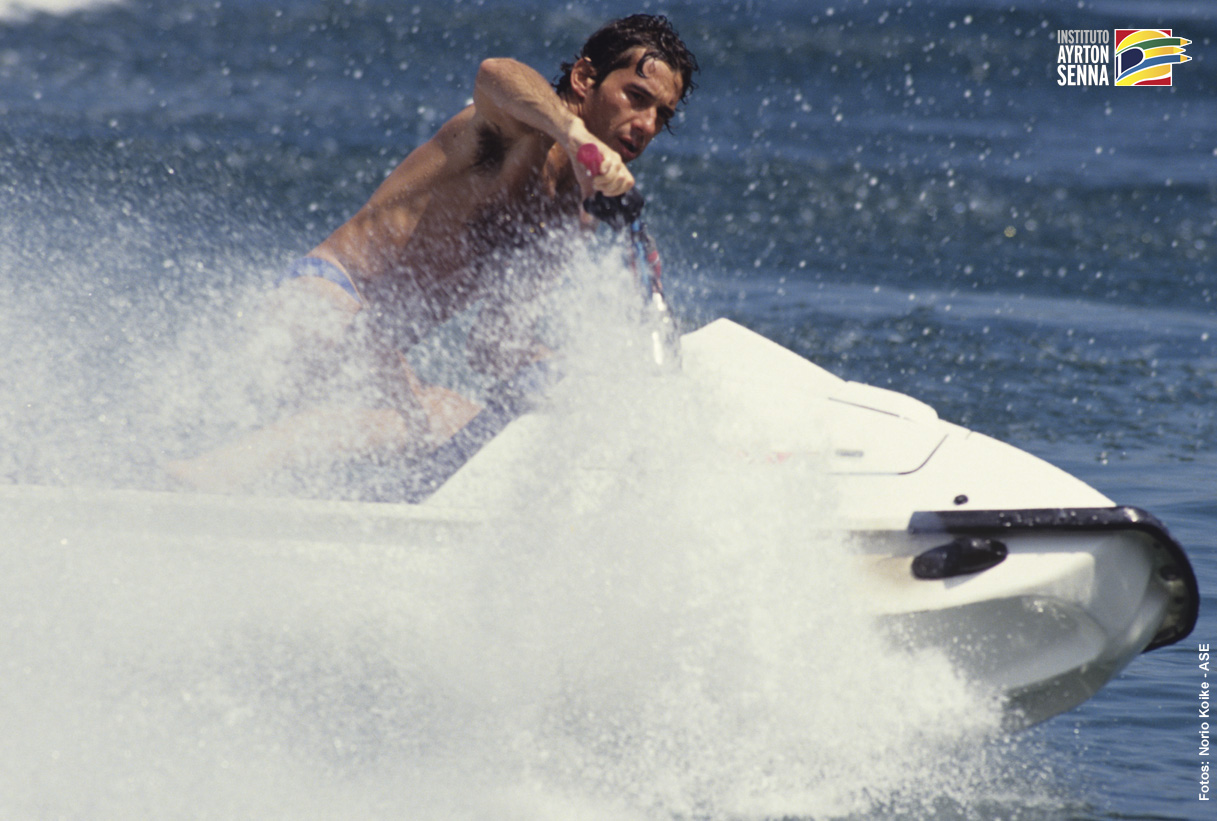
Très sportif en dehors de la Formule 1, Senna pratiquait notamment le jet-ski à un très bon niveau.

Senna, très frêle à ses débuts est un des premiers pilotes de Formule 1, à l'instar d'Alain Prost, à prendre conscience de l'importance de la préparation physique : « Soigner son endurance est la base de tout et elle ne doit jamais devenir un handicap ou un frein à la performance. Être endurant permet de mieux supporter la chaleur, le stress, la douleur et la déshydratation en course et de conserver ainsi, toute sa lucidité jusqu'au baisser du drapeau à damiers. » Le Brésilien pratiquait régulièrement la course à pied à raison de dix à quinze kilomètres journaliers, la natation, le tennis, la gymnastique, le jet-ski ou encore le ski nautique,. Selon Nuno Cobra et Jacques Dallaire, ses préparateurs physiques, il s'exprimait toujours avec l'objectif de dépasser ses limites : « En 1984, Senna était un jeune homme maigrelet mais extrêmement motivé. Au début, il faisait dix tours de stade avec difficulté et sa fréquence cardiaque au repos était de 75 pulsations par minute. Mais à force de travailler, il s'est complètement transformé et accomplissait cinquante tours de stade de manière inouïe et en bouclant une trentaine dans le même temps à la seconde près et sa fréquence était tombée sous les 50. Et ça l'a avantagé par rapport à d'autres pilotes qui n'avaient pas la même vie qui bouillait en eux. Un pilote doit être conscient de ses capacités physiques, de ce qu'il peut faire ou non mais doit aussi être conscient qu'il est parfois possible d'aller plus loin que ce que l'on pense et c'est d'ailleurs grâce à ça qu'il a gagné son premier succès au Brésil à Interlagos malgré une boîte de vitesses cassée ou qu'il a osé dépasser quatre monoplaces durant le premier tour à Donington en 1993,. » Il avait également plusieurs passe-temps, comme le pilotage d'hélicoptères et d'avions miniatures, le nautisme, la pêche ou la conduite en moto,,.
La fascination exercée par Senna ne tient pas qu'à ses qualités de pilote et à son esprit de compétition mais également à sa personnalité complexe et ambivalente. Sa sensibilité s'exprimait également dans son évocation de sa foi. Très croyant, Senna est un des rares pilotes à avoir longuement et publiquement parlé de son rapport à Dieu, un aspect de leur vie que les pilotes préfèrent taire. Après sa pole position au Grand Prix de Monaco 1988, le Brésilien déclare : « J'étais déjà en pole, d'abord d'une demi seconde puis d'une seconde et je continuais d'accélérer. Soudain j'étais deux secondes devant tout le monde dont mon équipier. J'ai réalisé que je ne pilotais plus de manière consciente : j'étais entré dans une autre dimension. Le circuit était devenu un tunnel dans lequel je m'engouffrais, encore et encore, toujours plus loin. Je me suis aperçu que j'allais au-delà de toute perception consciente. J'étais en train d'accélérer encore et encore et encore. J'étais au-delà de la limite mais toujours capable de la repousser… » Ces propos furent déformés et mal interprétés par certains adversaires dont Prost qui, au summum de leur rivalité, sous-entendait que Senna pilotait en se croyant protégé par Dieu, ce qui le rendait dangereux : « Ayrton a un petit problème, il pense qu'il ne peut pas se tuer parce qu'il croit en Dieu et des trucs comme ça. C'est très dangereux pour les autres pilotes. » Senna répliquait ainsi : « Le fait que je croie en Dieu, que j'aie foi en Dieu, ne me rend pas immortel, ne m'immunise pas, comme cela a pu être dit. J'ai autant peur que n'importe qui de me blesser,,,. » Selon sa sœur Viviane, Senna cherchait la force dans la lecture de la Bible, le matin de sa mort : « Le dernier matin, il s'est réveillé et a ouvert sa bible. Il a lu un texte disant qu'il recevrait le plus grand don de tous, qui était Dieu lui-même. »
Le Brésilien était habité par des valeurs et un esprit de justice très important mais aussi parfois dépassé par ses propres obsessions et ses postures dans une rivalité que lui comme Prost ne parvenaient plus à gérer, allant jusqu'à se déjuger sur une consigne qu'il avait lui-même suggérée ; à Imola, en 1989, il trahit Prost en l'attaquant au premier freinage en arguant qu'il s'agissait du second départ de la course et que le principe initialement convenu ne s'appliquait plus. Au Grand Prix du Japon 1990, il justifie son accident avec Alain Prost ainsi : « Il n'y avait de la place que pour un dans ce virage et Prost m'a fermé la porte. » Taraudé par le remords, il avoue son forfait un an plus tard, à Suzuka.
Contrairement à ceux de pilotes tels que Prost ou Michael Schumacher, empreints d'une certaine logique et facilement compréhensibles, les actes de Senna semblaient échapper à toute logique mais le Brésilien les assumait tellement qu'il inspirait une crainte mêlée d'admiration. Selon John Watson : « Senna avait un charisme authentique mais faisait aussi preuve d'une étonnante vulnérabilité. Il était en outre très émotif mais pouvait également se montrer implacable et imperturbable notamment avec Prost. Il était un paradoxe à lui tout seul. »
Quand il n'était pas sur les circuits de Formule 1, Senna avait le cœur qui battait pour le Brésil. Il appréciait d'être soutenu et n'était jamais autant galvanisé que lorsqu'il sentait les Brésiliens derrière lui : « Les Brésiliens n'acceptent que les champions et moi, je suis Brésilien. » Il considérait le Brésil comme le seul refuge possible de sa joie de vivre, un havre de paix éloigné des tumultes de la compétition : « Pour moi, la journée parfaite consiste à me réveiller ici, au Brésil, à la ferme ou dans ma maison au bord de la plage, avec ma famille et mes amis, puis à me rendre sur un circuit, n'importe où, puis rentrer chez moi le soir venu. » Peu de pilotes ont autant que lui exprimé leur amour et défendus avec constance le mode de vie de leur pays. Très patriote, il était investi dans le combat contre la pauvreté endémique qui touche le Brésil et a donné énormément de fonds pour des œuvres et des associations venant en aide aux enfants brésiliens défavorisés,,,,.

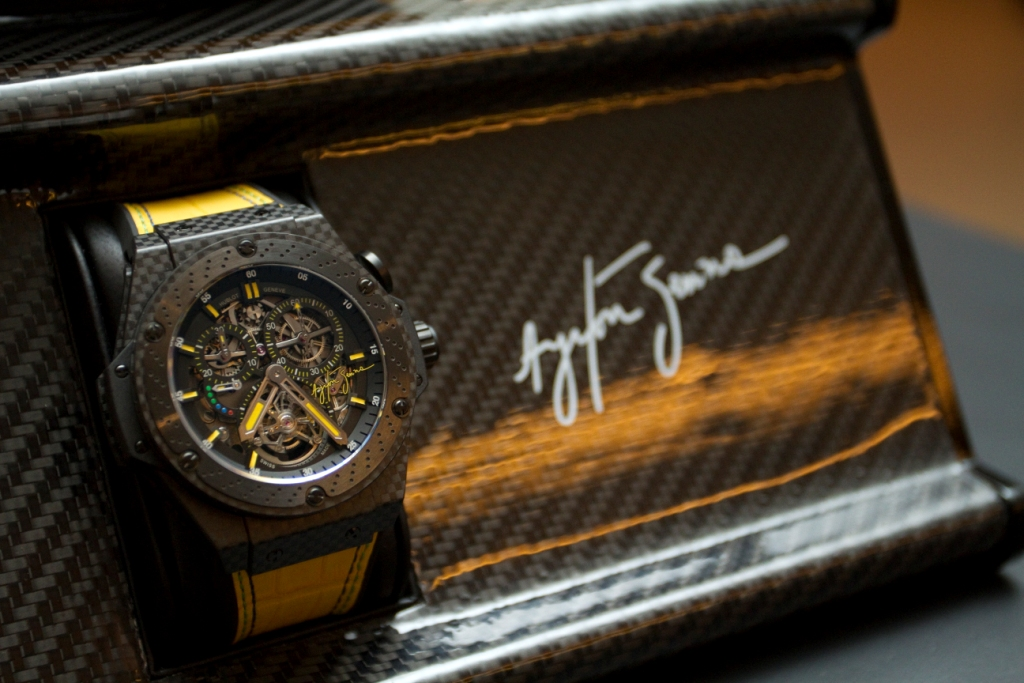
Une montre de marque Hublot en édition limitée « Hommage à Ayrton Senna ».

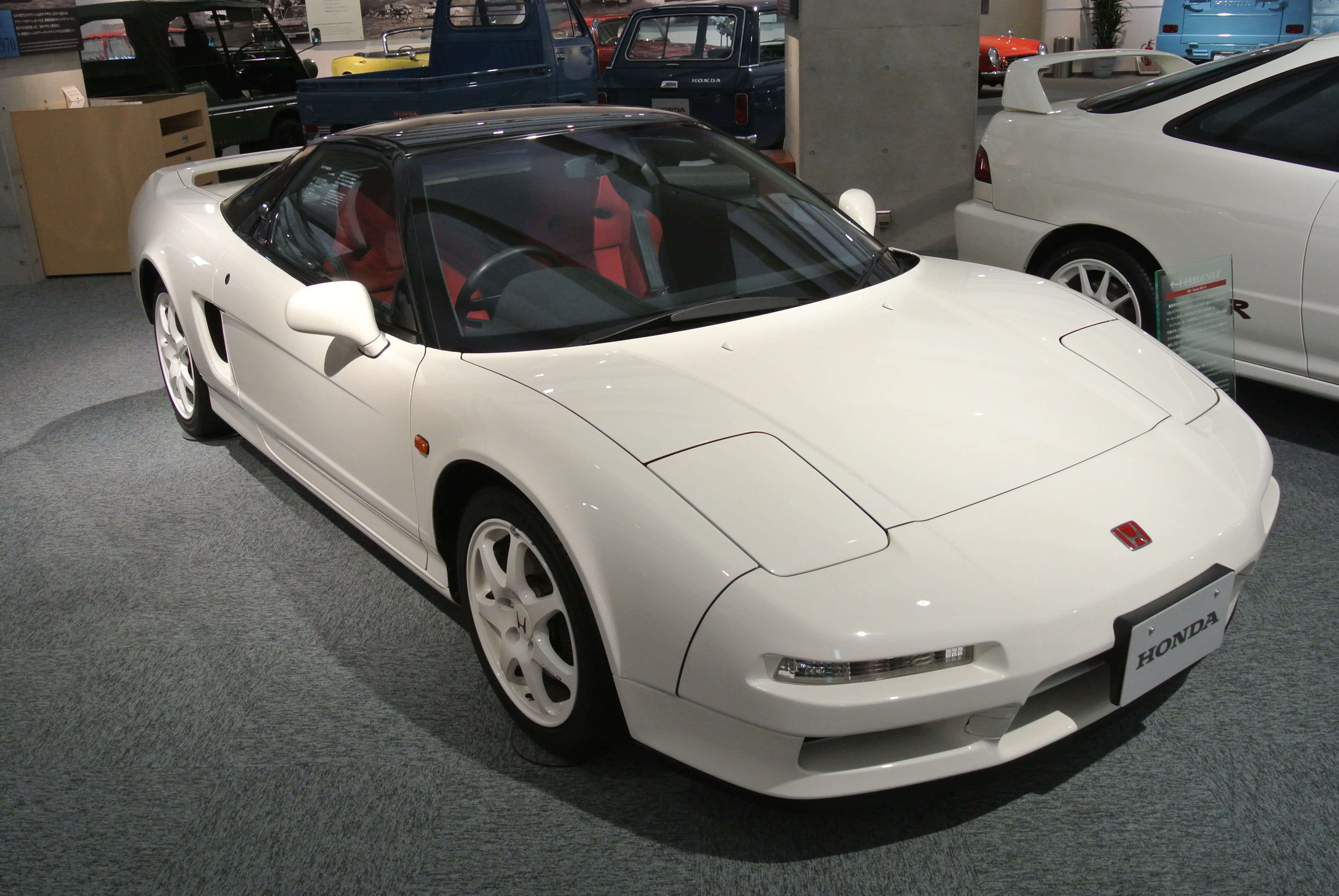
Ayrton Senna a participé au développement de la Honda NSX.

Ayant rapidement pris conscience de sa popularité et de l'importance du marketing, Senna est le premier pilote à réellement s'investir dans le domaine des affaires. À la fin des années 1980, le constructeur Honda lui demande de peaufiner le réglage des suspensions de la Honda NSX au cours de ses dernières étapes de développement. Les essais sont menés sur plusieurs circuits, dont cinq sessions avec des prototypes sur le circuit de Suzuka, où l'ingénieur en chef Shigeru Uehara et son équipe recueillent directement ses informations. Le Brésilien constate que le châssis manque de rigidité et la version de production finale a été renforcée à sa satisfaction,,. En guise de remerciement, outre une part des bénéfices liés aux ventes, Senna s'est vu offrir plusieurs modèles de sa nouvelle gamme.
Il a également joué un rôle déterminant dans l'implantation du constructeur allemand Audi au Brésil, à la fois comme entreprise d'importation et de fabrication. Audi arrive au Brésil en 1994 via la société Senna Import fondée en 1993. Les ventes commencent en avril de la même année, un mois avant sa mort. En 1999, Audi Senna est créée en tant que filiale du groupe allemand. En plus des Honda NSX, une des voitures personnelles de Senna en 1994 était une Audi S4 argentée,,.
Au début des années 1990, Senna prend peu à peu ses distances vis-à-vis de certains de ses sponsors historiques tels que Banco Nacional afin de développer sa propre marque, représentée par un logo avec un double S, désignant son nom de famille complet, Senna da Silva. Ce logo symbolise un esse de circuit. La marque Senna propose des vêtements, des montres, des bicyclettes Carrera, des motos et des bateaux.

## Le casque d'Ayrton Senna

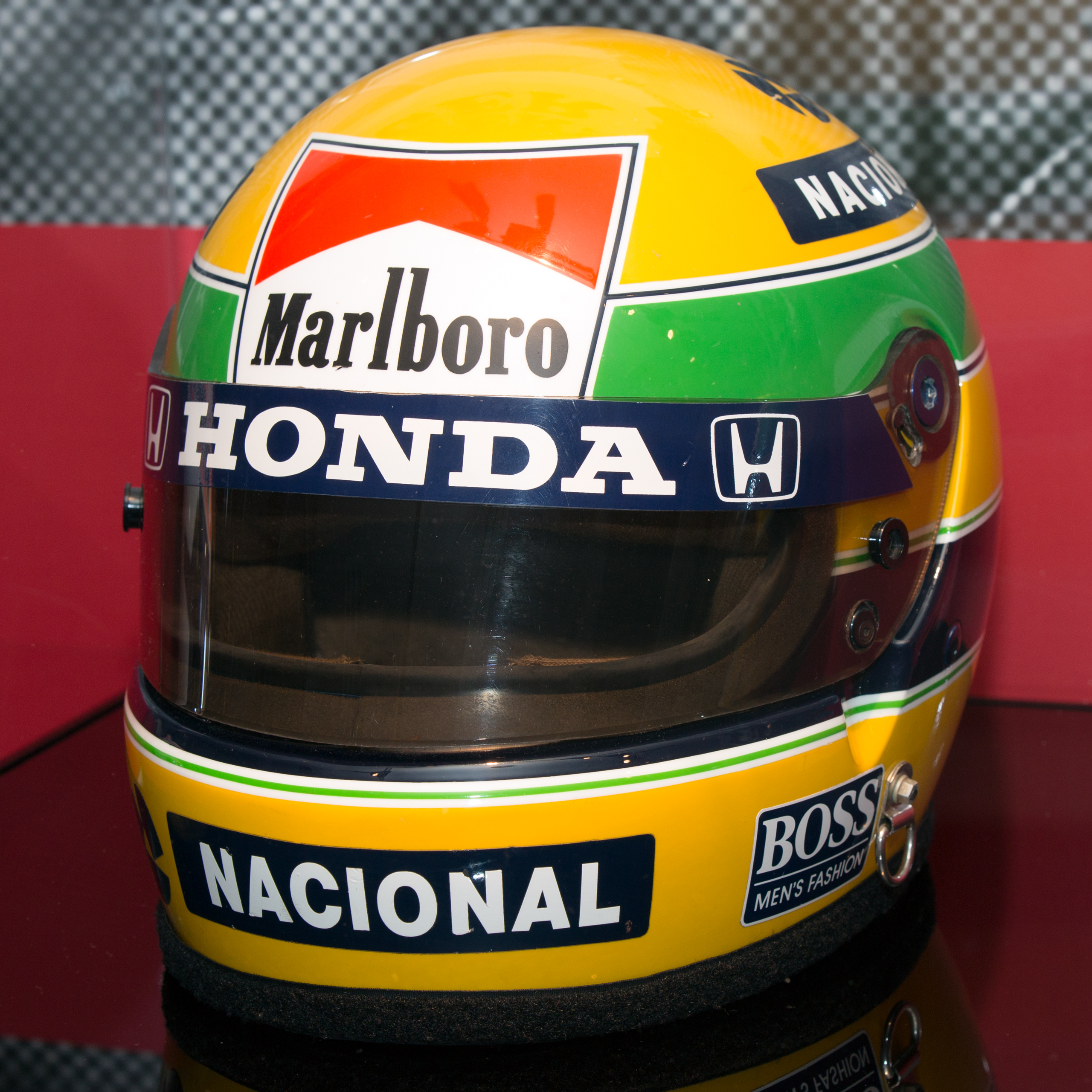
Le casque qu'Ayrton Senna portait en 1988, exposé au musée Honda.

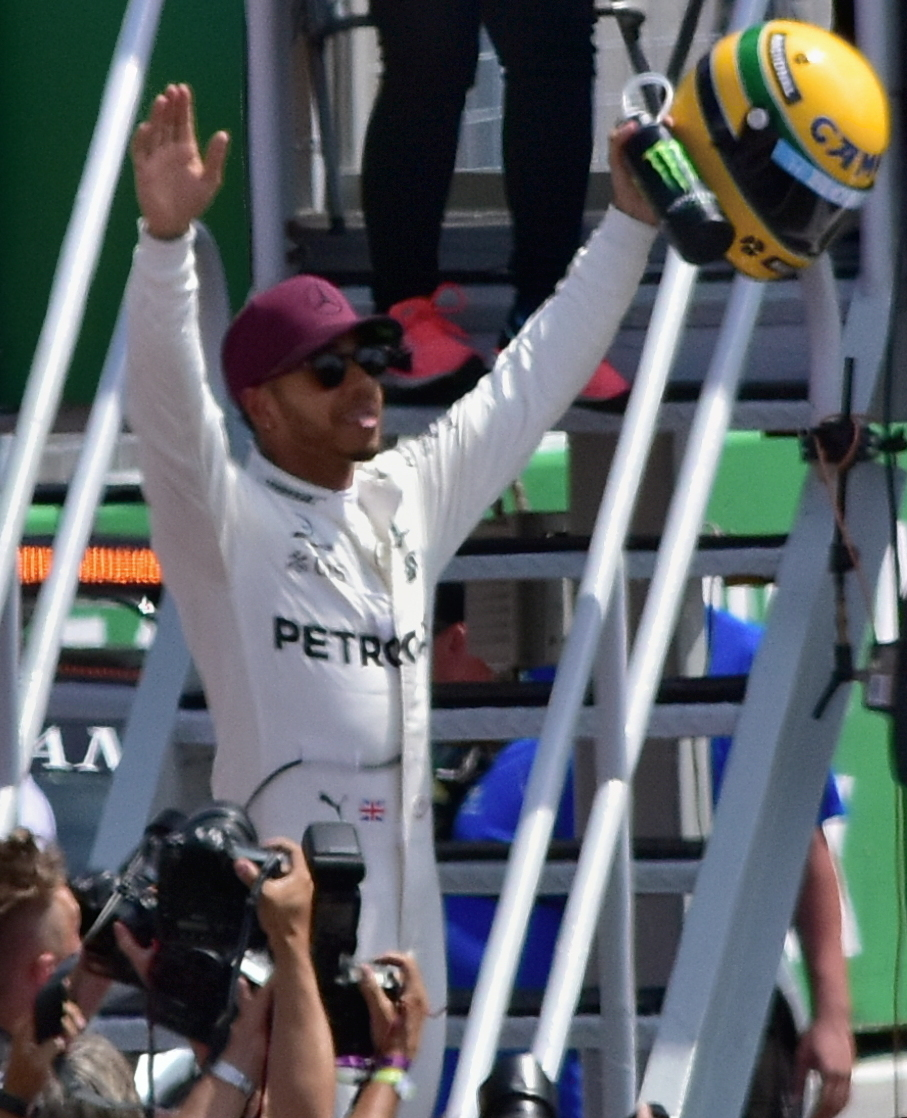
Lewis Hamilton se voit offrir un casque de Senna à la suite de sa 65e pole lors du Grand Prix du Canada 2017.

Reconnaissable entre tous, le casque d'Ayrton Senna n'a jamais changé et possède une histoire particulière. Sélectionné pour représenter le Brésil au championnat du monde de karting 1980, Senna sollicite Sidney « Sid » Mosca, qui a déjà réalisé le design des casques des champions du monde brésiliens Emerson Fittipaldi et Nelson Piquet. La livrée doit reprendre les couleurs du drapeau du Brésil et être visible de loin, tant par le public que par les adversaires, pour instiller un climat de pression psychologique supplémentaire. Ainsi, le très visible jaune du drapeau brésilien devient la couleur dominante du casque d'autant qu'elle caractérise la jeunesse. Deux bandes horizontales, une verte l'autre bleue, complètent dans le prolongement de la visière, le design pour apporter de l'agressivité et du mouvement. Les logos des sponsors sont ajoutés ensuite. Le peintre a créé un casque qui va pendant plus d'une décennie contribuer à la fierté de tout un pays.
Senna a utilisé plusieurs marques de casques tout au long de sa carrière. De 1977 à 1989, il se fournit chez Bell, de 1990 à 1991, utilise Rheos de Honda puis, de 1992 à 1993, il passe chez Shoei avant de revenir à Bell en 1994. Le casque porté lors de la course fatale a été restitué à Bell en 2002 et incinéré sous le regard des membres de la famille.
Les casques originaux du pilote sont très convoités et, lors de ventes aux enchères, atteignent plusieurs dizaines de milliers d'euros. Alan Sidney Mosca, le fils du designer, réalise des reproductions vendues au profit de la Fondation Ayrton Senna.
Lors du Grand Prix du Canada 2017, après sa soixante-cinquième pole position en Formule 1, lui permettant d'égaler le score du Brésilien, Lewis Hamilton, qui n'a jamais caché son admiration pour Senna, reçoit de la part de la famille d'Ayrton Senna la réplique d'un casque de 1987. La famille déclare qu'elle lui offrira prochainement un véritable casque, acquis en 1994 et employé par Senna lors d'événements promotionnels organisées par l'Institut Ayrton Senna (photos, expositions, apparitions marketing) en 1987,,,. Hamilton déclare en larmes : « Je suis absolument incrédule en regard de ce qui s'est passé aujourd'hui. Dieu est vraiment le plus grand. Mon rêve le plus grand s'est réalisé et je suis si reconnaissant ! Merci à la famille d'Ayrton Senna pour ce cadeau incroyable. Le casque de mon héros. Je le chérirai pour toujours. »

## Cinéma et télévision
Senna, film documentaire distribué par Working Title Films/Universal Pictures et sorti en France le 25 mai 2011, est le quatrième long métrage d'Asif Kapadia en tant que réalisateur. Il retrace le parcours du pilote, de ses débuts en karting à son arrivée en Formule 1, sa quête de perfection, son implication dans la sécurité des pilotes et son ascension jusqu'au statut de mythe après son accident mortel. Il met aussi en lumière sa rivalité envers Alain Prost ainsi que ses combats contre la politique interne de son sport incarnée par Jean-Marie Balestre, président français de la FISA de 1978 à 1991.
Le film reçoit des critiques globalement positives et accumule près de 11 millions de dollars au box-office ainsi que de multiples récompenses, notamment au BAFTA et au Festival du film de Sundance. Certains observateurs, dont Alain Prost, qui a participé un temps à son élaboration, émettent des réserves quant au montage et à la mise en scène du documentaire qui, pendant l'essentiel du long-métrage, met en lumière la nature houleuse de leur relation. Il considère le film incomplet car il omet de parler des différentes facettes du Brésilien, qui était un autre homme dans sa lutte face à Prost, présenté lui comme le « méchant » de l'histoire : 
« Je n'aime pas le film, de ce que j'en ai vu, et ce que j'ai entendu. Lorsqu'ils m'ont tout d'abord parlé du film, on m'a demandé si je souhaitais y prendre part. J'ai dit : « Bien sûr, pourquoi pas ? » Ma seule condition : ce serait fantastique si vous pouviez montrer Ayrton avant son arrivée en Formule 1, comment il était en Formule 1 en se battant avec ou contre moi puis Ayrton après ma retraite. Si vous faites cela, un mix de belles histoires et de sport, ce sera un bon film. De mon point de vue, c'était une histoire fantastique mais il faut mentionner un grand nombre de choses qui se sont passées après la prise de ma retraite. J'ai passé presque huit heures en interviews, parlant bien plus du côté humain afin que l'on puisse comprendre comment il était avant mais je voulais aussi rendre clair le fait que, lorsque je me suis retiré, j'ai vu un nouvel Ayrton. Mais cela n'a pas été proposé. Je trouve ça triste car s'ils avaient voulu faire un film commercial avec un méchant et un gentil, ils n'avaient pas besoin de faire des interviews, de me demander quoi que ce soit. La raison pour laquelle je ne peux pas être content est que j'ai l'air d'être le vilain. J'aurais souhaité que tout le monde sache qui était Ayrton, ce qu'était exactement notre duel, et également ce qui s'est passé à la fin. Si vous voulez raconter une histoire, il faut raconter une véritable histoire et non quelque chose d'arrangé. Lorsque vous entendez quelqu'un qui ne sait rien, vous dire que les mots « Alain, tu nous manques » furent organisés et arrangés par la télévision française, ça passe complètement à côté de la plaque. Je ne peux pas être satisfait de cela. Ce n'est pas très bon non plus pour Ayrton, même si ce n'est pas mauvais. Au moins, on comprend sa personnalité ou son caractère de l'époque. Quand il se battait contre moi, il n'était pas le même que quand il se battait contre Michael ou Nigel. Il fallait expliquer cela. »
Une mini-série biographique américano-brésilienne est diffusée sur Netflix depuis le 28 novembre 2024, avec Gabriel Leone dans le rôle titre.

## Résultats et statistiques

### Résultats en Formule Ford
| Saison | Écurie               | Courses disputées | Pole positions | Meilleur tour | Podiums | Victoires | Points inscrits | Classement |
| ------ | -------------------- | ----------------- | -------------- | ------------- | ------- | --------- | --------------- | ---------- |
| 1981   | Van Diemen RF81-Ford | 13                | 3              | 5             | 13      | 8         | 210             | Champion   |

| Saison | Écurie               | Courses disputées | Pole positions | Meilleur tour | Podiums | Victoires | Points inscrits | Classement |
| ------ | -------------------- | ----------------- | -------------- | ------------- | ------- | --------- | --------------- | ---------- |
| 1982   | Van Diemen RF82-Ford | 17                | 7              | 16            | 17      | 15        | 378             | Champion   |

### Résultats en Formule 3
| Saison | Écurie                         | Courses disputées | Pole positions | Meilleur tour | Podiums | Victoires | Points inscrits | Classement |
| ------ | ------------------------------ | ----------------- | -------------- | ------------- | ------- | --------- | --------------- | ---------- |
| 1983   | West Surrey Racing-Ralt-Toyota | 18                | 14             | 12            | 15      | 13        | 132             | Champion   |

### Résultats en championnat du monde de Formule 1

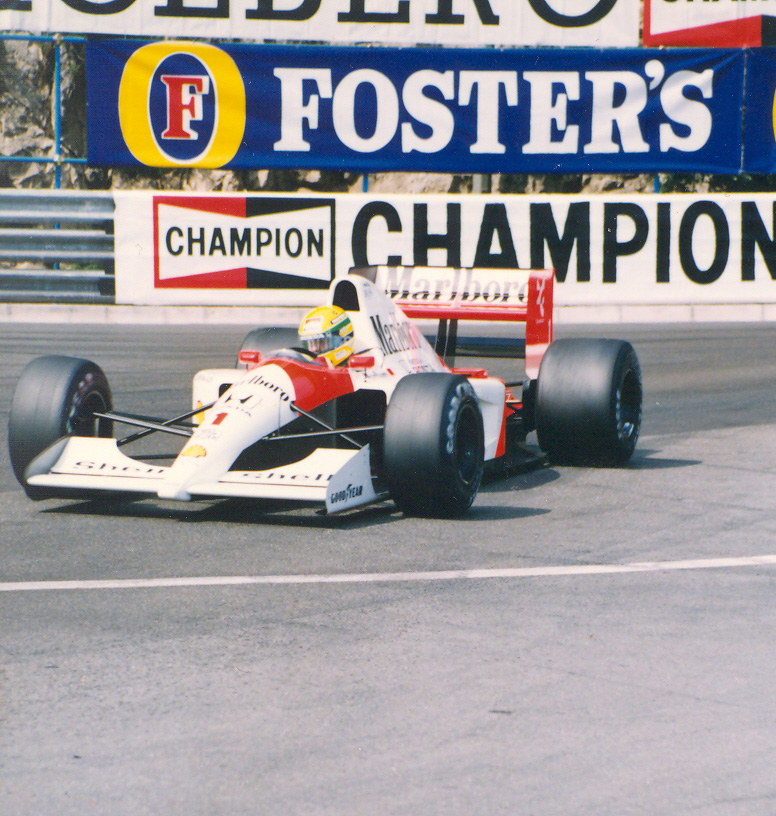
Ayrton Senna, en 1991, à Monaco, où il détient le record de six victoires.

- 10 saisons en championnat du monde de Formule 1 et 161 départs en Grands Prix (162 engagements) ;
- 3 titres de champion du monde (sixième ex-æquo avec Jack Brabham, Niki Lauda, Nelson Piquet, Jackie Stewart) ;
- 41 victoires (25,47 % et sixième derrière Lewis Hamilton (103), Michael Schumacher (91), Sebastian Vettel (53), Alain Prost (51) et Max Verstappen (49)) ;
- 614 points marqués (3,81 points par courses et 55,82 points par saison) ;
- 96 Grands Prix terminés dans les points (59,63 %) ;
- 65 pole positions (troisième derrière Lewis Hamilton (100) et Michael Schumacher (68)) (40,37 %) ;
- 80 podiums (49,68 %) ;
- 19 meilleurs tours en course (11,80 %) ;
- 7 hat tricks (4,35 %) ;
- 2 931 tours en tête sur 8 219 tours parcourus (35,66 %) et 13 430 kilomètres en tête sur 37 937 kilomètres parcourus (35,40 %) ;
- 86 fois en tête d'un Grand Prix (53,42 %) ;
- 48 Grands Prix effectués en tête du championnat du monde (29,81 %) ;
- 87 départs en première ligne d'un Grand Prix (54,04 %) ;
- 60 abandons (37,27 %) ;
- Débuts en F1 au Grand Prix du Brésil 1984 à Jacarepagua ;
- Premier podium au Grand Prix de Monaco 1984 (2e) ;
- Première victoire au Grand Prix du Portugal 1985 à Estoril ;
- Première pole position au Grand Prix du Portugal 1985 à Estoril ;
- Dernier Grand Prix à Saint-Marin 1994, à Imola.

| Saison | Écurie                         | Châssis       | Moteur           | Pneus            | GP disputés | Pole Positions | Victoires | Podiums | Meilleur tour en course | Abandons | Points inscrits | Classement |
| ------ | ------------------------------ | ------------- | ---------------- | ---------------- | ----------- | -------------- | --------- | ------- | ----------------------- | -------- | --------------- | ---------- |
| 1984   | Toleman Group Motorsport       | TG183B TG184  | Hart L4 turbo    | Pirelli Michelin | 14          | 0              | 0         | 3       | 1                       | 8        | 13              | 9e         |
| 1985   | John Player Special Team Lotus | 97T           | Renault V6 turbo | Goodyear         | 16          | 7              | 2         | 6       | 3                       | 7        | 38              | 4e         |
| 1986   | John Player Special Team Lotus | 98T           | Renault V6 turbo | Goodyear         | 16          | 8              | 2         | 8       | 0                       | 6        | 55              | 4e         |
| 1987   | Camel Team Lotus Honda         | 99T           | Honda V6 turbo   | Goodyear         | 16          | 1              | 2         | 8       | 3                       | 2        | 57              | 3e         |
| 1988   | Honda Marlboro McLaren         | MP4/4         | Honda V6 turbo   | Goodyear         | 16          | 13             | 8         | 11      | 3                       | 2        | 94              | Champion   |
| 1989   | Honda Marlboro McLaren         | MP4/5         | Honda V10        | Goodyear         | 16          | 13             | 6         | 7       | 3                       | 6        | 60              | 2e         |
| 1990   | Honda Marlboro McLaren         | MP4/5B        | Honda V10        | Goodyear         | 16          | 10             | 6         | 11      | 2                       | 4        | 78              | Champion   |
| 1991   | Honda Marlboro McLaren         | MP4/6         | Honda V12        | Goodyear         | 16          | 8              | 7         | 12      | 2                       | 1        | 96              | Champion   |
| 1992   | Honda Marlboro McLaren         | MP4/6B MP4/7A | Honda V12        | Goodyear         | 16          | 1              | 3         | 7       | 1                       | 7        | 50              | 4e         |
| 1993   | Marlboro McLaren               | MP4/8         | Ford V8          | Goodyear         | 16          | 1              | 5         | 7       | 1                       | 1        | 73              | 2e         |
| 1994   | Rothmans Williams Renault      | FW16          | Renault V10      | Goodyear         | 3           | 3              | 0         | 0       | 0                       | 3        | 0               | Nc.        |
|        | Total                          |               |                  |                  | 161         | 65             | 41        | 80      | 19                      | 47       | 614             |            |

| Saison        | Écurie                         | Châssis   | Moteur           | Pneus | Courses  | Courses  | Courses  | Courses  | Courses  | Courses  | Courses  | Courses  | Courses  | Courses | Courses  | Courses  | Courses  | Courses  | Courses  | Courses  | Courses | Classement | Points inscrits |
| Saison        | Écurie                         | Châssis   | Moteur           | Pneus | 1        | 2        | 3        | 4        | 5        | 6        | 7        | 8        | 9        | 10      | 11       | 12       | 13       | 14       | 15       | 16       | 17      | Classement | Points inscrits |
| ------------- | ------------------------------ | --------- | ---------------- | ----- | -------- | -------- | -------- | -------- | -------- | -------- | -------- | -------- | -------- | ------- | -------- | -------- | -------- | -------- | -------- | -------- | ------- | ---------- | --------------- |
| 1984          | Toleman Group Motorsport       | TG183B    | Hart L4 turbo    | M     | BRÉ Abd. | AFS 6e   | BEL 6e   |          |          |          |          |          |          |         |          |          |          |          |          |          |         | 9e         | 13              |
| 1984          | Toleman Group Motorsport       | TG184     | Hart L4 turbo    | M     |          |          |          | SMR Abd. | FRA Abd. | MON 2e   | CAN 7e   | DÉT Abd. | DAL Abd. | GBR 3e  | RFA Abd. | AUT Abd. | P-B Abd. | ITA Np.  | EUR Abd. | POR 3e   |         | 9e         | 13              |
| 1985          | John Player Special Team Lotus | Lotus 97T | Renault V6 turbo | G     | BRÉ Abd. | POR 1er  | SMR 7e   | MON Abd. | CAN 16e  | DÉT Abd. | FRA Abd. | GBR 10e  | RFA Abd. | AUT 2e  | P-B 3e   | ITA 3e   | BEL 1er  | EUR 2e   | AFS Abd. | AUS Abd. |         | 4e         | 38              |
| 1986          | John Player Special Team Lotus | Lotus 98T | Renault V6 turbo | G     | BRÉ 2e   | ESP 1er  | SMR 3e   | MON Abd. | BEL 2e   | CAN 5e   | DÉT 1er  | FRA Abd. | GBR Abd. | RFA 2e  | HON 2e   | AUT Abd. | ITA Abd. | POR 4e   | MEX 3e   | AUS Abd. |         | 4e         | 55              |
| 1987          | Camel Team Lotus Honda         | Lotus 99T | Honda V6 turbo   | G     | BRÉ Abd. | SMR 2e   | BEL Abd. | MON 1er  | DÉT 1er  | FRA 4e   | GBR 3e   | RFA 3e   | HON 2e   | AUT 5e  | ITA 2e   | POR 7e   | ESP 5e   | MEX Abd. | JAP 2e   | AUS Dsq. |         | 3e         | 57              |
| 1988          | Honda Marlboro McLaren         | MP4/4     | Honda V6 turbo   | G     | BRÉ Dsq. | SMR 1er  | MON Abd. | MEX 2e   | CAN 1er  | DÉT 1er  | FRA 2e   | GBR 1er  | RFA 1er  | HON 1er | BEL 1er  | ITA 10e  | POR 6e   | ESP 4e   | JAP 1er  | AUS 2e   |         | Champion   | 90              |
| 1989          | Honda Marlboro McLaren         | MP4/5     | Honda V10        | G     | BRÉ 11e  | SMR 1er  | MON 1er  | MEX 1er  | USA Abd. | CAN 7e   | FRA Abd. | GBR Abd. | RFA 1er  | HON 2e  | BEL 1er  | ITA Abd. | POR Abd. | ESP 1er  | JAP Dsq. | AUS Abd. |         | 2e         | 76              |
| 1990          | Honda Marlboro McLaren         | MP4/5B    | Honda V10        | G     | USA 1er  | BRÉ 3e   | SMR Abd. | MON 1er  | CAN 1er  | MEX 20e  | FRA 3e   | GBR 3e   | RFA 1er  | HON 2e  | BEL 1er  | ITA 1er  | POR 2e   | ESP Abd. | JAP Abd. | AUS Abd. |         | Champion   | 78              |
| 1991          | Honda Marlboro McLaren         | MP4/6     | Honda V12        | G     | USA 1er  | BRÉ 1er  | SMR 1er  | MON 1er  | CAN Abd. | MEX 3e   | FRA 3e   | GBR 4e   | ALL 7e   | HON 1er | BEL 1er  | ITA 2e   | POR 2e   | ESP 5e   | JAP 2e   | AUS 1er  |         | Champion   | 96              |
| 1992          | Honda Marlboro McLaren         | MP4/6B    | Honda V12        | G     | AFS 3e   | MEX Abd. |          |          |          |          |          |          |          |         |          |          |          |          |          |          |         | 4e         | 50              |
| 1992          | Honda Marlboro McLaren         | MP4/7A    | Honda V12        | G     |          |          | BRÉ Abd. | ESP 9e   | SMR 3e   | MON 1er  | CAN Abd. | FRA Abd. | GBR Abd. | ALL 2e  | HON 1er  | BEL 5e   | ITA 1er  | POR 3e   | JAP Abd. | AUS Abd. |         | 4e         | 50              |
| 1993          | Honda Marlboro McLaren         | MP4/8     | Ford V8          | G     | AFS 2e   | BRÉ 1er  | EUR 1er  | SMR Abd. | ESP 2e   | MON 1er  | CAN 18e  | FRA 4e   | GBR 5e   | ALL 4e  | HON Abd. | BEL 4e   | ITA Abd. | POR Abd. | JAP 1er  | AUS 1er  |         | 2e         | 73              |
| 1994          | Rothmans Williams Renault      | FW16      | Renault RS7 V10  | G     | BRÉ Abd. | PAC Abd. | SMR Abd. |          |          |          |          |          |          |         |          |          |          |          |          |          |         | non classé | 0               |
| Légende : ici |                                |           |                  |       |          |          |          |          |          |          |          |          |          |         |          |          |          |          |          |          |         |            |                 |

### Victoires en Formule 1
| no | Année | Manche | Date              | Grand Prix      | Circuit           | Position de départ | Écurie        | Voiture |
| -- | ----- | ------ | ----------------- | --------------- | ----------------- | ------------------ | ------------- | ------- |
| 1  | 1985  | 02/16  | 21 avril 1985     | Portugal        | Estoril           | pole position      | Lotus-Renault | 97T     |
| 2  | 1985  | 13/16  | 15 septembre 1985 | Belgique        | Spa-Francorchamps | 2e                 | Lotus-Renault | 97T     |
| 3  | 1986  | 02/16  | 13 avril 1986     | Espagne         | Jerez             | pole position      | Lotus-Renault | 98T     |
| 4  | 1986  | 07/16  | 22 juin 1986      | Detroit         | Détroit           | pole position      | Lotus-Renault | 98T     |
| 5  | 1987  | 04/16  | 31 mai 1987       | Monaco          | Monaco            | 2e                 | Lotus-Honda   | 99T     |
| 6  | 1987  | 05/16  | 21 juin 1987      | Detroit         | Détroit           | 2e                 | Lotus-Honda   | 99T     |
| 7  | 1988  | 02/16  | 1er mai 1988      | Saint-Marin     | Imola             | pole position      | McLaren-Honda | MP4/4   |
| 8  | 1988  | 05/16  | 12 juin 1988      | Canada          | Montréal          | pole position      | McLaren-Honda | MP4/4   |
| 9  | 1988  | 06/16  | 19 juin 1988      | Detroit         | Détroit           | pole position      | McLaren-Honda | MP4/4   |
| 10 | 1988  | 08/16  | 10 juillet 1988   | Grande-Bretagne | Silverstone       | 3e                 | McLaren-Honda | MP4/4   |
| 11 | 1988  | 09/16  | 24 juillet 1988   | Allemagne       | Hockenheim        | pole position      | McLaren-Honda | MP4/4   |
| 12 | 1988  | 10/16  | 7 août 1988       | Hongrie         | Hungaroring       | pole position      | McLaren-Honda | MP4/4   |
| 13 | 1988  | 11/16  | 28 août 1988      | Belgique        | Spa-Francorchamps | pole position      | McLaren-Honda | MP4/4   |
| 14 | 1988  | 15/16  | 30 octobre 1988   | Japon           | Suzuka            | pole position      | McLaren-Honda | MP4/4   |
| 15 | 1989  | 02/16  | 23 avril 1989     | Saint-Marin     | Imola             | pole position      | McLaren-Honda | MP4/5   |
| 16 | 1989  | 03/16  | 7 mai 1989        | Monaco          | Monaco            | pole position      | McLaren-Honda | MP4/5   |
| 17 | 1989  | 04/16  | 28 mai 1989       | Mexique         | Mexico            | pole position      | McLaren-Honda | MP4/5   |
| 18 | 1989  | 09/16  | 30 juillet 1989   | Allemagne       | Hockenheim        | pole position      | McLaren-Honda | MP4/5   |
| 19 | 1989  | 11/16  | 27 août 1989      | Belgique        | Spa-Francorchamps | pole position      | McLaren-Honda | MP4/5   |
| 20 | 1989  | 14/16  | 1er octobre 1989  | Espagne         | Jerez             | pole position      | McLaren-Honda | MP4/5   |
| 21 | 1990  | 01/16  | 11 mars 1990      | États-Unis      | Phoenix           | 5e                 | McLaren-Honda | MP4/5B  |
| 22 | 1990  | 04/16  | 27 mai 1990       | Monaco          | Monaco            | pole position      | McLaren-Honda | MP4/5B  |
| 23 | 1990  | 05/16  | 10 juin 1990      | Canada          | Montréal          | pole position      | McLaren-Honda | MP4/5B  |
| 24 | 1990  | 09/16  | 29 juillet 1990   | Allemagne       | Hockenheim        | pole position      | McLaren-Honda | MP4/5B  |
| 25 | 1990  | 11/16  | 26 août 1990      | Belgique        | Spa-Francorchamps | pole position      | McLaren-Honda | MP4/5B  |
| 26 | 1990  | 12/16  | 9 septembre 1990  | Italie          | Monza             | pole position      | McLaren-Honda | MP4/5B  |
| 27 | 1991  | 01/16  | 10 mars 1991      | États-Unis      | Phoenix           | pole position      | McLaren-Honda | MP4/6   |
| 28 | 1991  | 02/16  | 24 mars 1991      | Brésil          | Interlagos        | pole position      | McLaren-Honda | MP4/6   |
| 29 | 1991  | 03/16  | 28 avril 1991     | Saint-Marin     | Imola             | pole position      | McLaren-Honda | MP4/6   |
| 30 | 1991  | 04/16  | 12 mai 1991       | Monaco          | Monaco            | pole position      | McLaren-Honda | MP4/6   |
| 31 | 1991  | 10/16  | 11 août 1991      | Hongrie         | Hungaroring       | pole position      | McLaren-Honda | MP4/6   |
| 32 | 1991  | 11/16  | 25 août 1991      | Belgique        | Spa-Francorchamps | pole position      | McLaren-Honda | MP4/6   |
| 33 | 1991  | 16/16  | 3 novembre 1991   | Australie       | Adelaide          | pole position      | McLaren-Honda | MP4/6   |
| 34 | 1992  | 06/16  | 31 mai 1992       | Monaco          | Monaco            | 3e                 | McLaren-Honda | MP4/7A  |
| 35 | 1992  | 11/16  | 16 août 1992      | Hongrie         | Hungaroring       | 3e                 | McLaren-Honda | MP4/7A  |
| 36 | 1992  | 13/16  | 13 septembre 1992 | Italie          | Monza             | 2e                 | McLaren-Honda | MP4/7A  |
| 37 | 1993  | 02/16  | 28 mars 1993      | Brésil          | Interlagos        | 3e                 | McLaren-Ford  | MP4/8   |
| 38 | 1993  | 03/16  | 11 avril 1993     | Europe          | Donington         | 4e                 | McLaren-Ford  | MP4/8   |
| 39 | 1993  | 06/16  | 23 mai 1993       | Monaco          | Monaco            | 3e                 | McLaren-Ford  | MP4/8   |
| 40 | 1993  | 15/16  | 24 octobre 1993   | Japon           | Suzuka            | 2e                 | McLaren-Ford  | MP4/8   |
| 41 | 1993  | 16/16  | 7 novembre 1993   | Australie       | Adélaïde          | pole position      | McLaren-Ford  | MP4/8   |

### Résultats par Grands Prix
| Grands Prix     | Nombre | Pole positions | Meilleurs tours | Podiums | Hat tricks | Victoires | Années des victoires               | Abandons | Points |
| --------------- | ------ | -------------- | --------------- | ------- | ---------- | --------- | ---------------------------------- | -------- | ------ |
| Afrique du Sud  | 4      | 0              | 0               | 2       | 0          | 0         | —                                  | 1        | 11     |
| Allemagne       | 10     | 3              | 1               | 6       | 1          | 3         | 1988, 1989, 1990                   | 3        | 46     |
| Australie       | 9      | 6              | 0               | 3       | 0          | 2         | 1991, 1993                         | 6        | 21     |
| Autriche        | 4      | 0              | 0               | 1       | 0          | 0         | —                                  | 2        | 8      |
| Belgique        | 10     | 4              | 0               | 6       | 0          | 5         | 1985, 1988, 1989, 1990, 1991       | 1        | 58     |
| Brésil          | 11     | 6              | 0               | 4       | 0          | 2         | 1991, 1993                         | 5        | 30     |
| Canada          | 9      | 3              | 2               | 2       | 1          | 2         | 1988, 1990                         | 4        | 20     |
| Dallas          | 1      | 0              | 0               | 0       | 0          | 0         | —                                  | 1        | 0      |
| Détroit         | 5      | 3              | 2               | 3       | 0          | 3         | 1986, 1987, 1988                   | 2        | 28     |
| Espagne         | 8      | 4              | 1               | 3       | 1          | 2         | 1986, 1989                         | 2        | 31     |
| États-Unis      | 3      | 2              | 1               | 2       | 0          | 2         | 1990, 1991                         | 1        | 18     |
| Europe          | 3      | 1              | 1               | 2       | 0          | 1         | 1993                               | 1        | 16     |
| France          | 10     | 1              | 0               | 3       | 0          | 0         | —                                  | 5        | 20     |
| Grande-Bretagne | 10     | 1              | 0               | 4       | 0          | 1         | 1988                               | 6        | 26     |
| Hongrie         | 8      | 3              | 0               | 7       | 0          | 3         | 1988, 1991, 1992                   | 1        | 53     |
| Italie          | 10     | 5              | 3               | 5       | 1          | 2         | 1990, 1992                         | 4        | 35     |
| Japon           | 7      | 3              | 2               | 4       | 1          | 2         | 1988, 1993                         | 3        | 31     |
| Mexique         | 7      | 3              | 0               | 4       | 0          | 1         | 1989                               | 3        | 23     |
| Monaco          | 10     | 5              | 4               | 8       | 1          | 6         | 1987, 1989, 1990, 1991, 1992, 1993 | 2        | 64     |
| Pays-Bas        | 2      | 0              | 0               | 1       | 0          | 0         | —                                  | 1        | 4      |
| Pacifique       | 1      | 1              | 0               | 0       | 0          | 0         | —                                  | 1        | 0      |
| Portugal        | 10     | 3              | 2               | 5       | 1          | 1         | 1985                               | 2        | 33     |
| Saint-Marin     | 11     | 8              | 0               | 5       | 0          | 3         | 1988, 1989, 1991                   | 5        | 38     |
| Total           | 161    | 65             | 19              | 80      | 7          | 41        |                                    | 60       | 614    |

### Records détenus par Ayrton Senna
| Pole positions consécutives                         | 8     | Grand Prix d'Espagne 1988 - Grand Prix des États-Unis 1989 |
| Pole positions consécutives dans le même Grand Prix | 7     | Grand Prix de Saint-Marin de 1985 à 1992                   |
| Grands Prix consécutifs depuis la première ligne    | 24    | Grand Prix d'Allemagne 1988 - Grand Prix d'Australie 1989  |
| Pourcentage de première lignes dans une saison      | 100 % | Championnat du monde de Formule 1 1989                     |
| Victoires aux Grand Prix de Monaco                  | 6     | 1987, 1989, 1990, 1991, 1992, 1993                         |

### Comparaison avec ses coéquipiers
Au cours de sa carrière en Formule 1, Ayrton Senna a quasiment toujours pris le dessus sur ses équipiers au classement. La seule exception, en 1989, est quand Senna est battu par Alain Prost qui remporte son troisième titre mondial. En 1988, malgré un nombre de points inférieur, le Brésilien remporte le championnat avec trois points d'avance sur le Français car seuls les onze meilleurs résultats sont retenus (si les seize résultats avaient été pris en compte, Prost aurait devancé Senna de onze points).
| Saison | Coéquipier                      | Points de Senna | Points du coéquipier |
| ------ | ------------------------------- | --------------- | -------------------- |
| 1984   | Johnny Cecotto Stefan Johansson | 13              | 0 3                  |
| 1985   | Elio De Angelis                 | 38              | 33                   |
| 1986   | Johnny Dumfries                 | 55              | 3                    |
| 1987   | Satoru Nakajima                 | 57              | 7                    |
| 1988   | Alain Prost                     | 90 (94)         | 87 (105)             |
| 1989   | Alain Prost                     | 60              | 76                   |
| 1990   | Gerhard Berger                  | 78              | 43                   |
| 1991   | Gerhard Berger                  | 96              | 43                   |
| 1992   | Gerhard Berger                  | 50              | 49                   |
| 1993   | Michael Andretti Mika Häkkinen  | 73              | 7 4                  |

## Distinctions et récompenses

### Distinctions
- Grand-croix de l'Ordre national du mérite judiciaire du travail (Ordem do Mérito Judiciário do Trabalho - Grã-Cruz (Brasil)) (en 1994[428])
- Grand-croix de l'ordre national du mérite ( Ordem Nacional do Mérito - Grau de Grã-Cruz) (en 1994, par décret du Président de la République fédérative du Brésil[429])
- Commandeur de l'ordre de Rio-Branco (Comenda da Ordem de Rio Branco da Presidência da República) (en 1992, par décret du Président[430])
- Grand-croix de l'ordre d'Ipiranga (Ordem do Ipiranga no grau de Grão-Cruz) (en 1994, par décret du gouverneur de l'État de São Paulo[431])
- Chevalier de l'ordre du mérite aéronautique (Medalha da Ordem do Mérito Aeronáutico - Grau de Cavaleiro) (en 1994[432])
- Médaille du mérite aéronautique Santos-Dumont (Medalha do Mérito Santos-Dumont) (en 1994[433])
- Titre de Jaguar de la Force aérienne brésilienne (Título de Jaguar da Força Aérea Brasileira) en 1992[434].
- Une statue en bronze du sculpteur Mario Pitanguy, le représentant sur un podium de Grand Prix avec le drapeau brésilien, a été installée sur la plage de Copacabana à Rio de Janeiro, en face du Belmond Copacabana Palace.
- Le 25 mai 2007, une plaque en l’honneur d’Ayrton Senna a été inaugurée sur un des piliers devant l’entrée de l’hôtel Fairmont (ex Loews) à Monaco par le Prince Albert II de Monaco, en présence de Viviane Senna Lalli, la sœur du pilote brésilien.
- Le 24 mai 2017, pour commémorer les trente ans de la première des six victoires monégasques du Brésilien, une suite Ayrton Senna est inaugurée dans l'hôtel Fairmont par le Prince Albert II de Monaco, en présence de Bianca Senna, la nièce du pilote présidente de la Fondation Ayrton Senna. La décoration de cette suite haut de gamme est entièrement vouée à Ayrton Senna[435].
- Un buste en bronze d’Ayrton Senna a été installé dans le parc Enzo Ferrari, boulevard Italia, à Modène en Italie.

### Odonymes
Il donne son nom à : 
- Le circuit automobile (Autódromo Internacional Ayrton Senna) situé Parque Lozandes à Goiânia dans l’ l'État de Goiás au Brésil.
- Le circuit de karting, situé à proximité de la ligne droite « Reta Oposta » du célēbre circuit de Formule 1 José Carlos Pace d’Interlagos à São Paulo au Brésil, porte son nom.
- Une autoroute située dans le quartier de Vila Santo Henrique à São Paulo au Brésil ;
- Un complexe routier et un tunnel situés dans le quartier de Vila Nova Conceição à São Paulo au Brésil ;
- Un tunnel dans le quartier Vila Mariana à São Paulo au Brésil ;
- Une rue située dans le quartier Cidade Júlia à São Paulo au Brésil ;
- Une rue située dans le quartier Jardim Maria Rita à São Paulo au Brésil ;
- Une avenue située dans le quartier de Barra da Tijuca à Rio de Janeiro au Brésil ;
- Une avenue située dans le quartier Gardênia Azul à l’ouest de Rio de Janeiro au Brésil ;
- Une rue située dans le quartier de Santa Cruz à Rio de Janeiro au Brésil ;
- Une rue située dans le quartier de Jacarepaguá à Rio de Janeiro au Brésil ;
- Une avenue, située à Itaguaí, qui rejoint Santa Cruz (via l’avenue João XXIII qui la prolonge), à l’ouest de Rio de Janeiro ;
- Une rue située à Guaratiba à l'ouest de Rio de Janeiro ;
- Une rue située à Cosmos à l’ouest de Rio de Janeiro ;
- Une rue située à Campo Grande à l’ouest de Rio de Janeiro ;
- Un quartier de Rio Branco dans l’État de l’Acre au Brésil ;
- Un quartier de Colatina dans l'État de l'Espírito Santo au Brésil ;
- Un quartier de São Mateus dans l'État de l'Espírito Santo au Brésil ;
- Un quartier de Vitória da Conquista dans l’État de Bahia au Brésil ;
- Une avenue (qui aboutit également sur une avenue João XXIII), située à Mauá de l'État de São Paulo au Brésil ;
- Une rue dans le quartier de Montanhão à São Bernardo do Campo au Brésil ;
- Une rue d’Indaiatuba dans l’État de São Paulo au Brésil ;
- Une rue dans le quartier Jardim Atlântico à Olinda dans l’État du Pernambouc au Brésil ;
- Une rue dans le quartier Jardim São Jose Ii - Conjunto Habitacional à São José dos Campos au Brésil ;
- Une rue à Biritiba-Mirim au Brésil ;
- Une rue dans le quartier Tancredo Neves à Rio Branco dans l’État de l’Acre au Brésil ;
- Une rue dans le quartier Vitoria à Rio Branco dans l’État de l’Acre au Brésil ;
- Une rue dans le quartier Camping Clube à Sinop dans l’État du Mato Grosso au Brésil ;
- Une rue de Cuiaba au Brésil ;
- Une rue de Nova União au Brésil ;
- Une rue dans le quartier Cidade Nova à Manaus dans l’État d’Amazonas au Brésil ;
- Une rue dans le quartier São José de Carpina dans l’État du Pernambouc au Brésil ;
- Une rue dans le quartier Jardim Campomar de Rio das Ostras au Brésil ;
- Une rue et un escalier dans le quartier Morro da Queimada à Ouro Preto dans l'État fédéré du Minas Gerais au Brésil ;
- Une avenue qui longe l’« Autódromo Internacional Ayrton Senna » à Goiânia dans l’État de Goiás au Brésil ;
- Une avenue dans le quartier Nova Parnamirim de Parnamirim dans l’État du Rio Grande do Norte au Brésil ;
- Une avenue dans le quartier Jardim Proença à Campinas au Brésil ;
- Une avenue dans le quartier Praia do Itararé à São Vicente au Brésil ;
- Une avenue dans le quartier Sítio do Campo de Praia Grande au Brésil ;
- Une avenue dans le secteur Torre 1 Sala 6 du quartier Gleba Fazenda Palhano à Londrina au Brésil ;
- Une avenue de Cuiabá au Brésil ;
- Une avenue de Buritis au Brésil ;
- Un centre d'éducation intégré (CEI, centro de educaçao integrada) situé avenue Inácio da Cunha Leme dans le quartier Jardim Susana à São Paulo au Brésil ;
- Une école municipale située Morro do Estado à Niterói à l'est de Rio de Janeiro ;
- Une école municipale située rue Sebastião Afonso dans le quartier Jardim Miriam de São Paulo au Brésil ;
- Une école publique située Travessa Madre Tereza de Calcutá dans le quartier de Vila Cecilia Maria à Santo André dans l'État de São Paulo au Brésil ;
- Une école d’État (Escola Estadual), située rue Salim Mahfoud dans le quartier Parque Terra Nova II à São Bernardo do Campo au Brésil ;
- Une école située rue Nilton Bertani dos Santos dans le quartier Parque Maraba à Taboão da Serra au Brésil ;
- Une école d'État, située rue Ipê Roxo dans le quartier Jardim Tua à São Paulo au Brésil ;
- Une école située à Colônia (Zone Sud) à São Paulo au Brésil ;
- Une école située rue Carlos de Oliveira dans le quartier Vila Ercilia à Jandira au Brésil ;
- Une école municipale située avenue Senador Pinheiro Machado dans le quartier Campo Grande à Santos au Brésil ;
- Une école située rue du Venezuela dans le quartier Jardim Sao Luis à Santana de Parnaíba au Brésil ;
- Une école-CAIC (Centro de Atenção Integral à Criança, Centre pour une attention intégrale) située rue Maria Roco dans le quartier Conjunto Residencial Humaitá à São Vicente au Brésil ;
- Un centre pour une attention intégrale (CAIC, Centro de Atenção Integral à Criança) rue Angelina à Balneário Camboriú au Brésil ;
- Une école située rue Bulgária dans la Résidence Pasin à Pindamonhangaba au Brésil ;
- Une école municipale située route de Taquaral dans le quartier de Bangu à Rio de Janeiro au Brésil ;
- Une école municipale située rue Caminho das Mulheres dans le quartier Nova Aurora à Belford Roxo au Brésil ;
- Une école publique située rue São Francisco Xavier à Rio de Janeiro au Brésil ;
- Une école municipale située rue Alameda Das Acácias dans le quartier Parque Flora à Nova Iguaçu au Brésil ;
- Une école située Travessa Zacarias dans le quartier Ayrton Senna à Rio Branco dans l’État de l’Acre au Brésil ;
- Un collège situé rue Corações dans le quartier de Posse à Nova Iguaçu au Brésil ;
- Un collège situé rue Rio Claro dans le quartier Jardim Lancaster à Foz do Iguaçu au Brésil ;
- Une école primaire située rue Antônio Moreira Lopes dans le quartier de Cajuru à Curitiba au Brésil ;
- Une école municipale située rue Avestruz dans le quartier Jardim Shangai à Araucária au Brésil ;
- Une école municipale située avenue Pérola do Atlântico à Itapoá au Brésil ;
- Une école municipale située rue Antônio Frederico Ozanam dans le quartier Vila Operaria à Paranavaí au Brésil ;
- Une école publique située rue Gonçalves de Magalhães dans le quartier de Vila Bela à Guarapuava au Brésil ;
- La crèche de la ville de Mirim Ayrton Senna située dans le parc Júlio Fracalanza, rue Joaquim de Miranda dans le quartier de Vila Augusta à Guarulhos au Brésil ;
- Une crèche municipale située route de Guandu dans la zone Guandu II de Santa Cruz à Rio de Janeiro au Brésil ;
- Une crèche municipale située Travessa Dois dans le quartier Jardim Primavera à Duque de Caxias au Brésil ;
- Une crèche municipale située rue José Carlos Policarpo dans le quartier Vila Santa Cecília à Volta Redonda au Brésil ;
- Une crèche située rue Barros Cassal dans le centre de Palmitos au Brésil ;
- Un gymnase municipal de gymnastique situé rue Ciro dos Anjos dans le quartier de Vila Osasco à Osasco au Brésil ;
- L’Association des résidents du complexe d'habitation Ayrton Senna G II (Associação de Moradores do Conjunto Habitacional Ayrton Senna G II) située route de Guandu à Santa Cruz à Rio de Janeiro au Brésil ;
- Un square devant l’entrée du circuit d’Estoril à Alcabideche à l’ouest de Lisbonne au Portugal ;
- Une avenue d’Almancil au Portugal ;
- Une rue de Cascais au Portugal ;
- Une rue de Messine en Italie ;
- Une rue de San Miniato Basso dans la Province de Pise en Italie ;
- Une rue de Sabaudia dans la province de Latina, en Italie ;
- Une rue de Pontremoli dans la Province de Massa-Carrara en Italie ;
- Une rue de Scalea dans la province de Cosenza en Italie ;
- Une rue de Reading, en Angleterre.
- Une rue de Montmeló près de Barcelone en Espagne.
- Une rue d’Hockenheim en Allemagne ;
- Une rue de Saint-Pierre-du-Perray dans l'Essonne en France ;
- Une impasse de Marck dans le Pas-de-Calais en France ;

### Récompenses
- Médaille du mérite sportif Brésilien en 1990 ;
- Sportif Brésilien du XXe siècle selon le quotidien national Istoé[436] ;
- Meilleur pilote de tous les temps : BBC, Autosport (selon les votes de journalistes spécialisés et de pilotes professionnels)[437],[438],[439],[440] ;
- Champion des champions mondiaux de l'Équipe en 1990.